# 新潟市
新潟市（にいがたし）は、新潟県の下越地方に位置する市。新潟県の県庁所在地であり、政令指定都市である。市域には8行政区が設けられている（後述）。1889年（明治22年）に市制施行。
本州の日本海側では唯一の政令指定都市であり、同地域で最多の市域人口を有する。「新潟」の表記については「新潟県#「潟」の字について」を参照。

## 概要

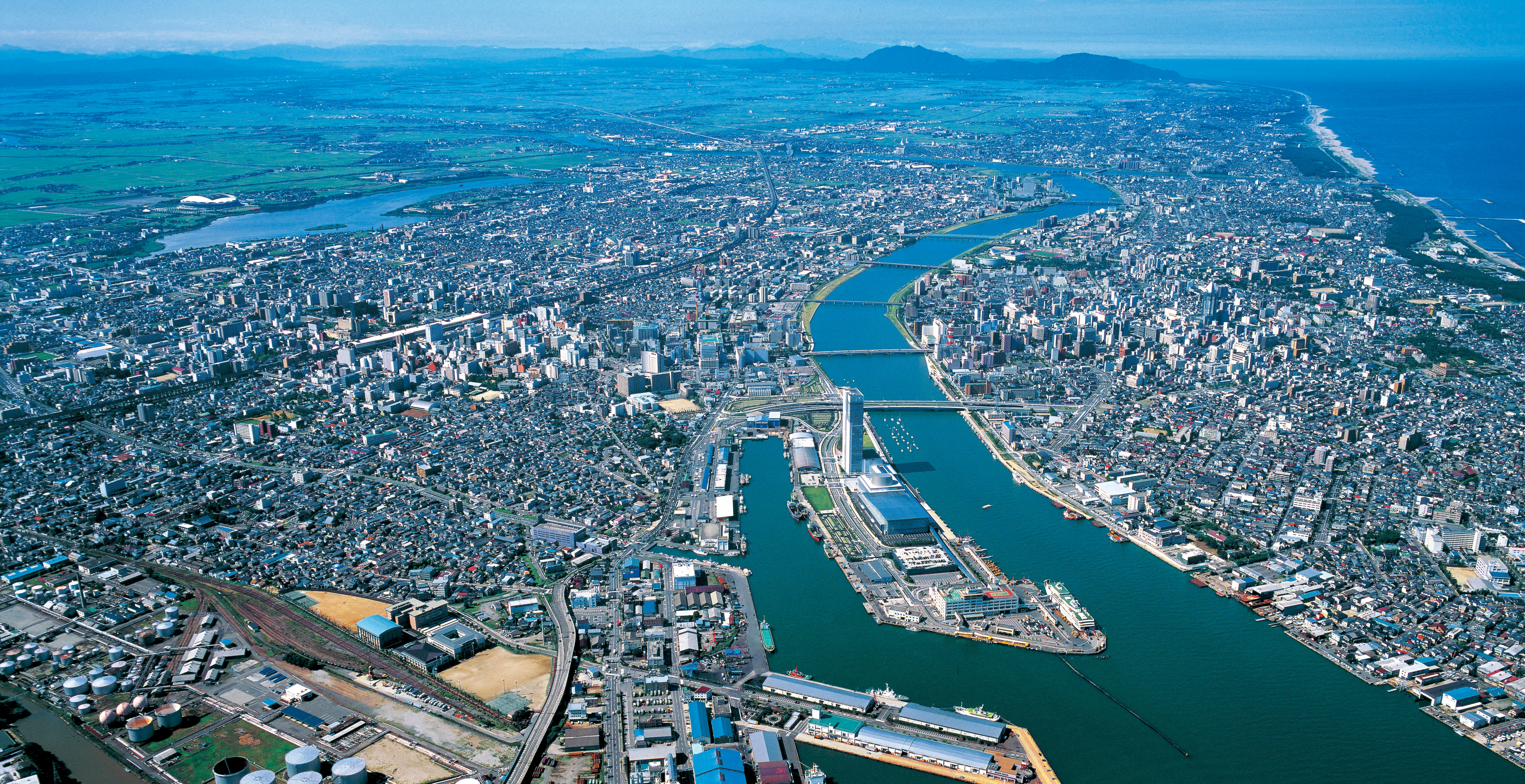
信濃川河口に位置する新潟市街と新潟港（2007年 海側から撮影）
信濃川左岸側（西側 写真右）が近世からの市街地（古町）で、新潟駅のある右岸側（東側 写真左）は比較的新しく開発された地域（旧沼垂町や旧鳥屋野村。

1889年（明治22年）4月1日の市制によって設置された、日本で最初の市のうちの1つである。
市の中心部にあたる信濃川河口部には古くから港が開かれ、信濃川・阿賀野川水系の河川交通と海上交通のネットワークが交わる結節点の港町として発展した。江戸時代には新潟湊は北前船の西廻り航路の寄港地として多くの物資や人が集まり、江戸時代後期には天領（幕府の直轄地）となった。太平洋側の主要な貿易港と比較すると規模は劣るものの、幕末には日本海側最大級の港町として新潟港が幕末の日米修好通商条約の開港五港の1つに指定された。
1980年代には上越新幹線や北陸自動車道が開業したことで首都圏（特に東京）や他地域とのアクセスが向上し、現在でも当市は水陸の交通の要衝である。また、大規模農業の改革拠点として国家戦略特区に指定されている。2007年4月1日に政令指定都市となった。また、環日本海を代表する都市である。

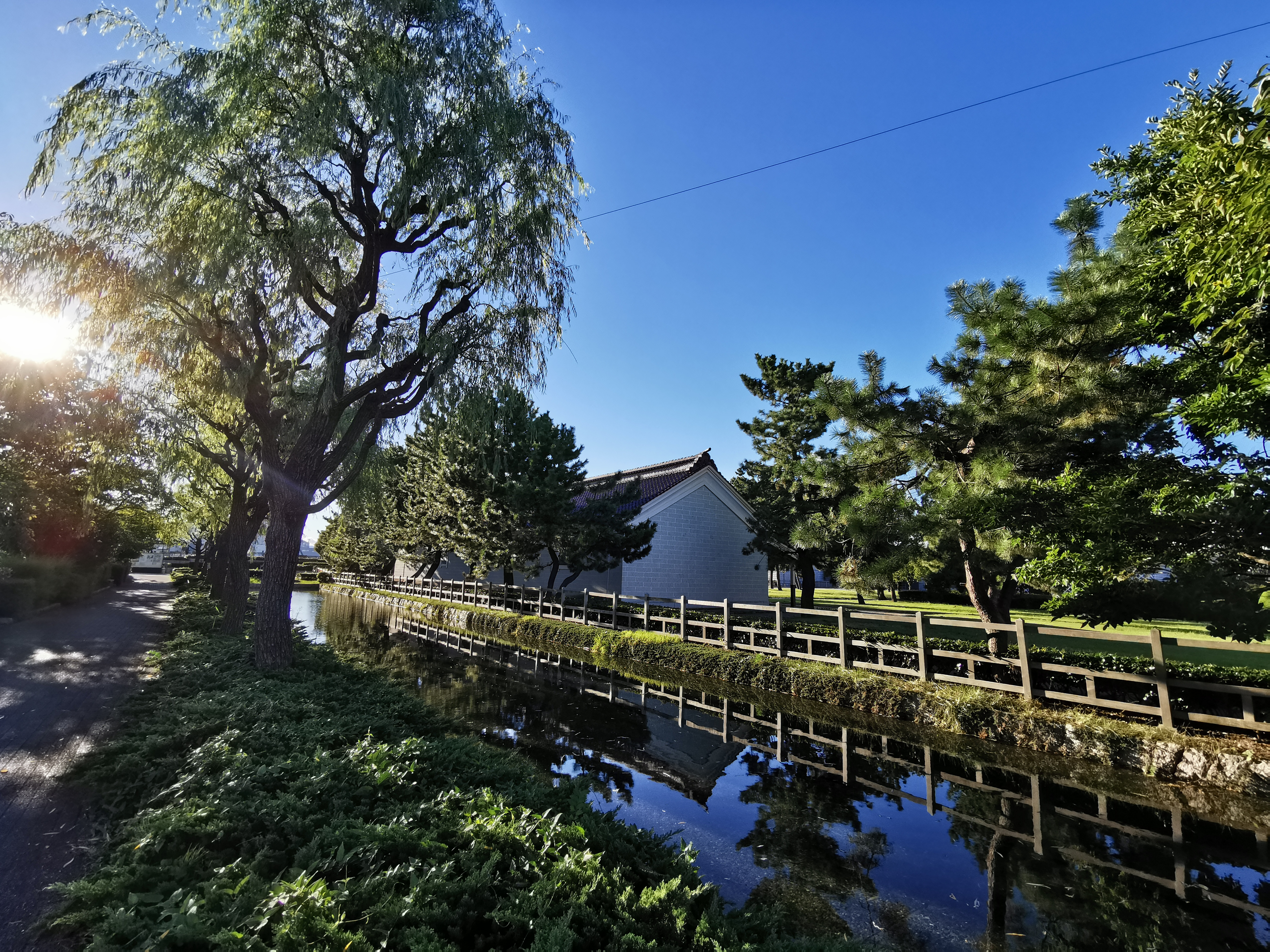
旧新潟税関脇に復元された早川堀。明治時代には30以上の堀が存在したが、その全てが昭和30年代までに埋め立てられた。

1950年代まで、信濃川左岸の新潟島中心部には堀が張り巡らされ、それに沿って柳が植えられていた。そのため、新潟市の広報や地元メディアでは「水の都」「柳都（りゅうと）」などの名称で新潟市を紹介することもある。また、高橋留美子などを筆頭に多数の漫画家を輩出していることや、バイパス網が発達していることで知られる。
萬代橋、NEXT21、朱鷺メッセ、デンカビッグスワンスタジアム、新潟日報メディアシップがシンボル的存在となっている。

### 市名の由来
市の名前である「新潟」という地名については永正17年（1520年） に新潟の表記が歴史記録として残っているものの、地名の由来についての記録は残っていないため、由来については諸説ある。
- 元々信濃川河口部に「新潟」と呼ばれる潟があったという説
- 信濃川の中州の間に新しい内湾、すなわち新しい潟が形成されたことにちなむという説[10]
- 信濃川河口部の地形の変化により新しくできた島などにできた集落を「新方」（にいかた）と読んでいたのが「新潟」（にいがた）に訛ったという説
- 元々は新潟島の海岸部にある村だったのが現在の古町のあたりに移転したときに、海岸部の村に対して移転先を「新方」（にいかた）と読んでいたのが（にいがた）と呼ばれるようになり、「方」に「潟」の字を当てて「新潟」（にいがた）となったという説

### 市章
制定
新潟市の市章は、1908年3月4日に制定された。
市章の意味
同日に告示された「市徽章設定ノ件」には、以下のとおり記されている。
新潟市ハ五港ノ一トシテ最モ多ク世ニ知ラルルニヨリ、其ノ意ヲ表ハスコトトセリ。即チ
1. 錨ハ港ノ意
2. 五ハ五港ノ意
3. 雪環ハ越後ノ意

以上越後ノ五港ヲ意味シ新潟ヲ表ハスモノナリ。
すなわち、港を表す「錨」、1858年の日米修好通商条約により指定された「五港」の「五」、そして越後の象徴「雪環」を組み合わせ、開港五港の一つである新潟市を表している。

## 地理

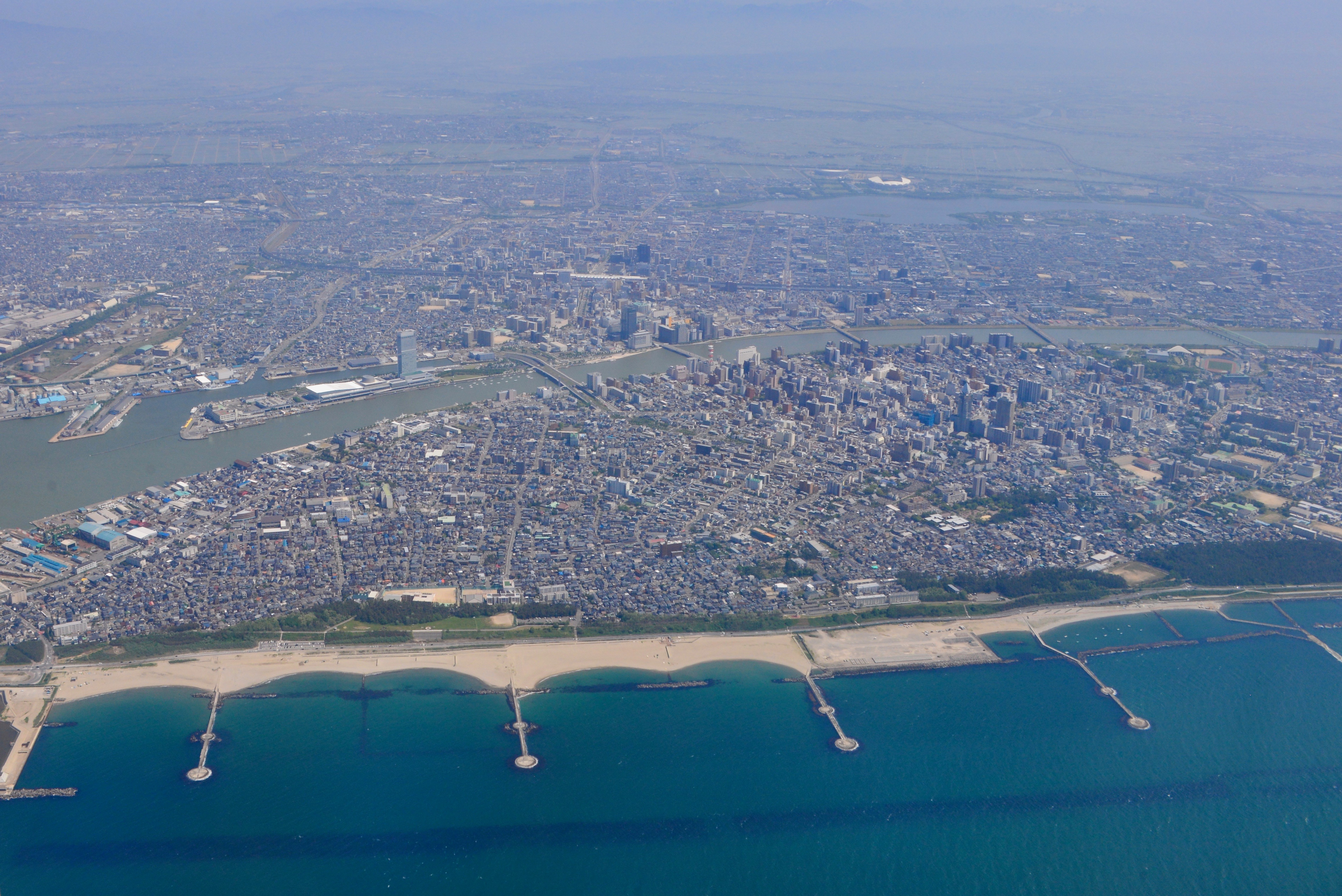
新潟島と日本海（新潟海岸）

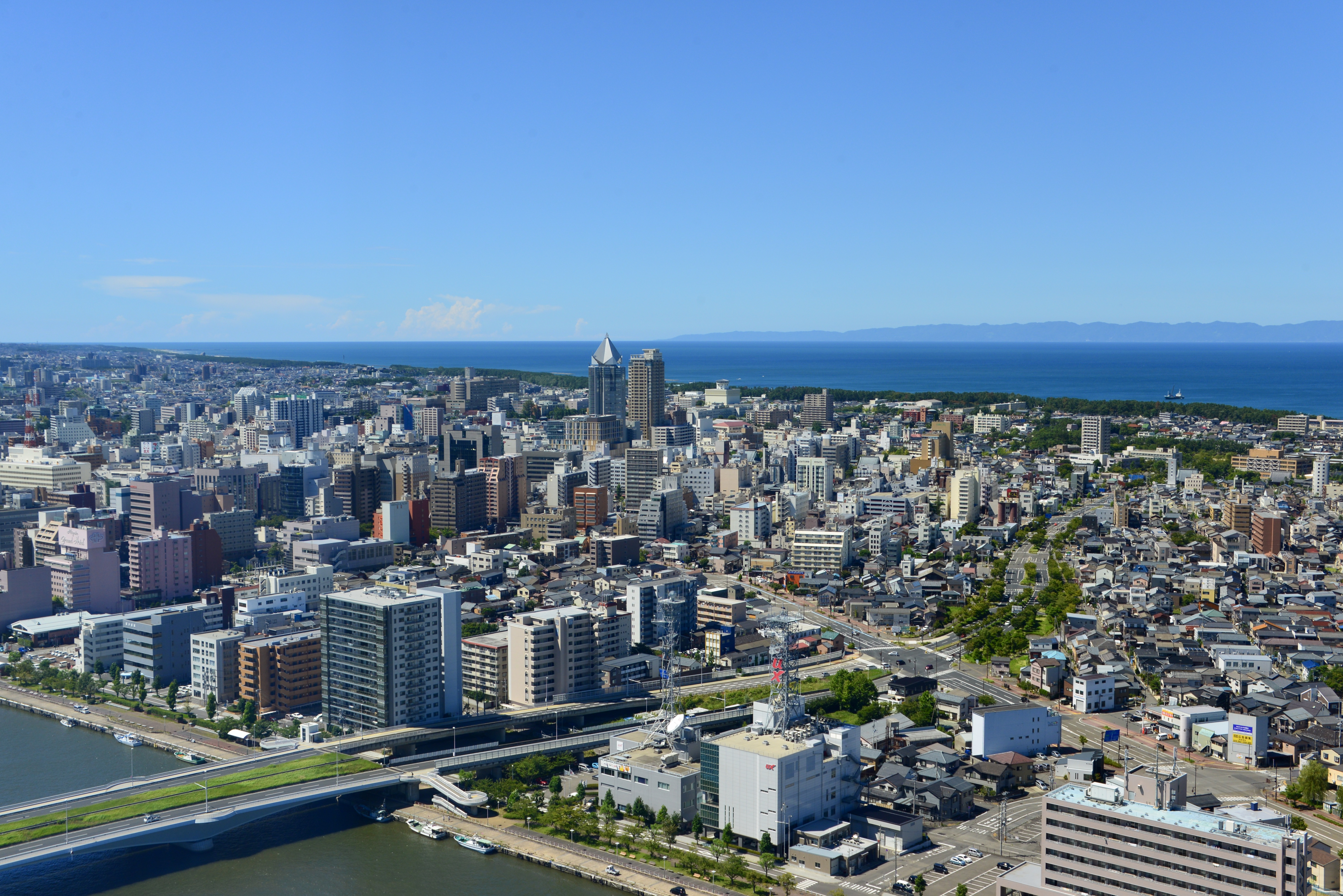
コンベンション施設の朱鷺メッセより新潟島を望む。

新潟の地は越後平野に位置している。信濃川と阿賀野川が日本海に流れ込む場所で、河川の流域には低湿な平野と数多くの潟湖が、また海岸線に沿って新潟海岸と新潟砂丘と呼ばれる砂丘が形成されている。郊外には湿田や潟湖を干拓した広大な水田が広がる一方、現在でも鳥屋野潟や佐潟、福島潟などの潟湖が残されている。このうち佐潟については1997年（平成9年）に、ラムサール条約登録湿地となっている。
旧来の市街地が位置する信濃川と関屋分水路に囲まれた地域は「新潟島」と呼ばれており、島となったのは1972年の関屋分水路の開通による。
新潟市の可住地面積は日本の市で最大の670.72 km2（平方キロメートル）を有する。

### 気候
冬季に降水量が多くなる日本海側気候であるが、沿岸部は緯度の割に温暖である。
冬は海岸近くの為日本海からの北西風が強いが、山地までの距離が遠いため、一日雪の予報でも時折晴れ間が見える事が多い（いわゆる「山雪」現象）。このため島嶼部を除く新潟県内で最も雪が少ない地域で、50センチメートル以上の大雪への備えも十分でなく、豪雪県のイメージとは裏腹に交通マヒが起こることもある。近年では2010年2月5日に81センチメートルの積雪を観測しているが、中央区の観測所において1メートル以上の積雪は1961年以来、半世紀以上に渡ってない。ただし中央区や東区など沿岸部の積雪量が少なくても西蒲区や南区、秋葉区などの内陸部では積雪が多い場合がある。そのため都心部が全く積もっていなくても郊外では雪が積もっているという事も珍しくない。
沿岸部の冷え込みは東京都郊外と比べても厳しくなく、近年氷点下5度以下を記録することは少ない。春から夏にかけては同緯度の東北太平洋側と比べると気温が高く、南高北低の気圧配置になった場合南風が越後山脈を超える際に起こるフェーン現象の影響を受け、高温になることがある（詳細は新潟市の地理#気候を参照）。

### 人口
| |                                        |  |
| 新潟市と全国の年齢別人口分布（2005年） | 新潟市の年齢・男女別人口分布（2005年） |  |
| ■紫色 ― 新潟市 ■緑色 ― 日本全国 | ■青色 ― 男性 ■赤色 ― 女性              |  |
| 新潟市（に相当する地域）の人口の推移 \| 1970年（昭和45年） \| 631,923人 \| \| \| 1975年（昭和50年） \| 681,108人 \| \| \| 1980年（昭和55年） \| 730,733人 \| \| \| 1985年（昭和60年） \| 759,568人 \| \| \| 1990年（平成2年） \| 776,775人 \| \| \| 1995年（平成7年） \| 796,456人 \| \| \| 2000年（平成12年） \| 808,969人 \| \| \| 2005年（平成17年） \| 813,847人 \| \| \| 2010年（平成22年） \| 811,901人 \| \| \| 2015年（平成27年） \| 810,157人 \| \| \| 2020年（令和2年） \| 789,275人 \| \| |                                        |  |
| 総務省統計局 国勢調査より |                                        |  |
| 1970年（昭和45年） | 631,923人                              |  |
| 1975年（昭和50年） | 681,108人                              |  |
| 1980年（昭和55年） | 730,733人                              |  |
| 1985年（昭和60年） | 759,568人                              |  |
| 1990年（平成2年） | 776,775人                              |  |
| 1995年（平成7年） | 796,456人                              |  |
| 2000年（平成12年） | 808,969人                              |  |
| 2005年（平成17年） | 813,847人                              |  |
| 2010年（平成22年） | 811,901人                              |  |
| 2015年（平成27年） | 810,157人                              |  |
| 2020年（令和2年） | 789,275人                              |  |

#### 健康
- 平均年齢：43.3歳（2000年）
- 男性平均年齢：41.5歳（2000年）
- 女性平均年齢：44.9歳（2000年）

#### 方言
新潟市を中心とする地域では、新潟弁が用いられている。

## 行政区・市街地構成

### 行政区

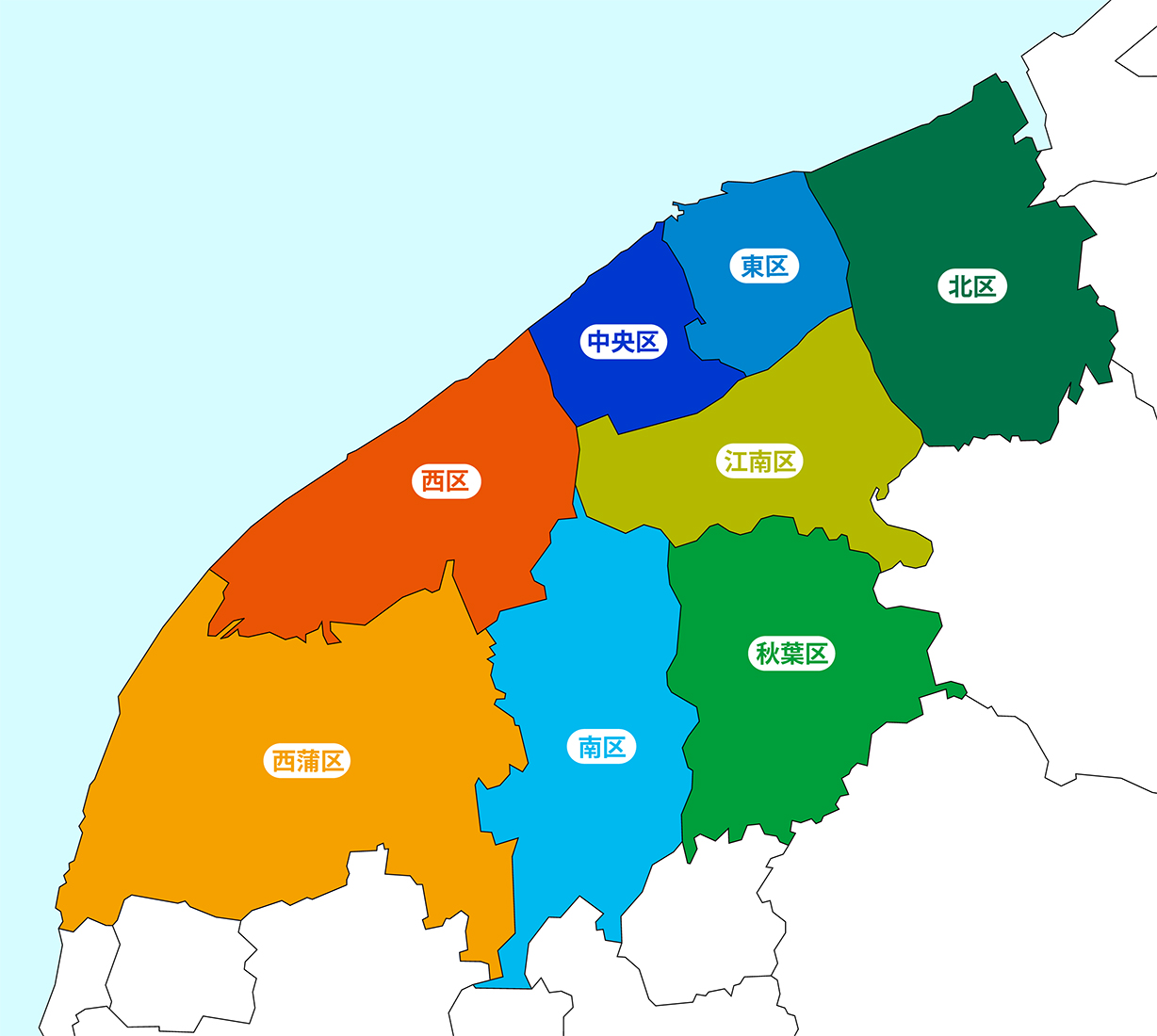
新潟市の行政区

新潟市は現在、8区の行政区で構成される。市役所をはじめとする市政の中枢機能は中央区に置かれている。なお、各区にはイメージカラーが設定されている。色の選考は、区民アンケートや専門家のアドバイスを参考にして、市民の代表と区長による「イメージカラー調整会議」で決定し、2007年（平成19年）9月26日に発表された。
| コード  | 区名   | イメージカラー             | 人口 （人） | 面積 (km²) | 人口密度 （人/km²） |
| ------- | ------ | -------------------------- | ----------- | ---------- | ------------------- |
| 15101-7 | 北区   | ■ ネイチャーグリーン       | 69,049      | 107.48     | 642.44              |
| 15102-5 | 東区   | ■ アクアブルー             | 128,615     | 38.56      | 3,335.45            |
| 15103-3 | 中央区 | ■ ウォーターフロントブルー | 177,332     | 37.84      | 4,686.36            |
| 15104-1 | 江南区 | ■ スプリンググリーン       | 66,823      | 75.42      | 886.01              |
| 15105-0 | 秋葉区 | ■ フローラルグリーン       | 71,938      | 95.38      | 754.23              |
| 15106-8 | 南区   | ■ ブリーズブルー           | 41,052      | 100.91     | 406.82              |
| 15107-6 | 西区   | ■ サンセットオレンジ       | 155,626     | 93.87      | 1,657.89            |
| 15108-4 | 西蒲区 | ■ ハーベストイエロー       | 50,612      | 176.53     | 286.7               |

### 中心市街地

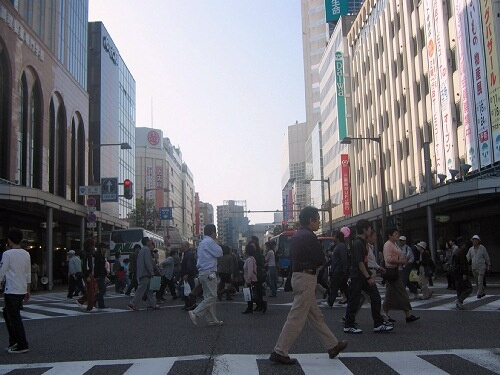
江戸時代からの市街地 古町

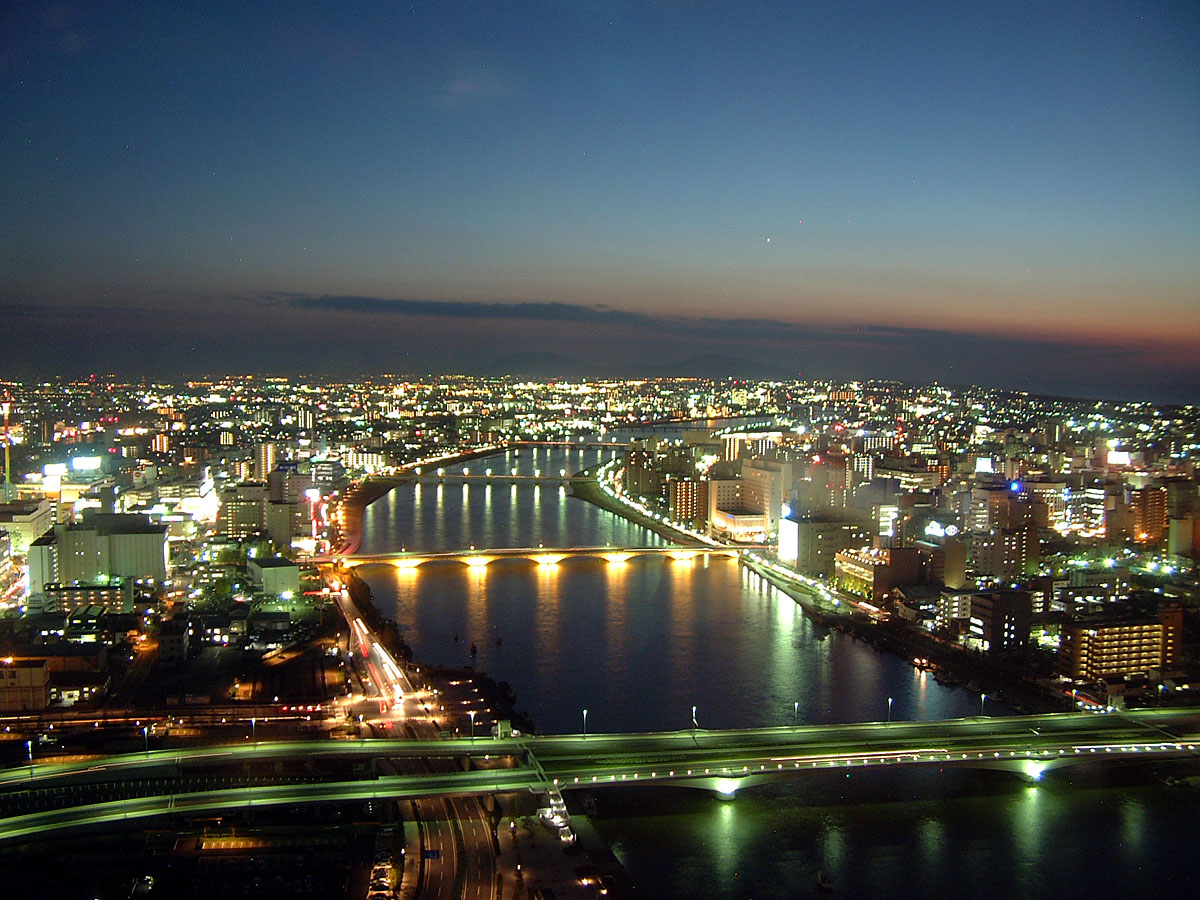
新潟市の中心市街地

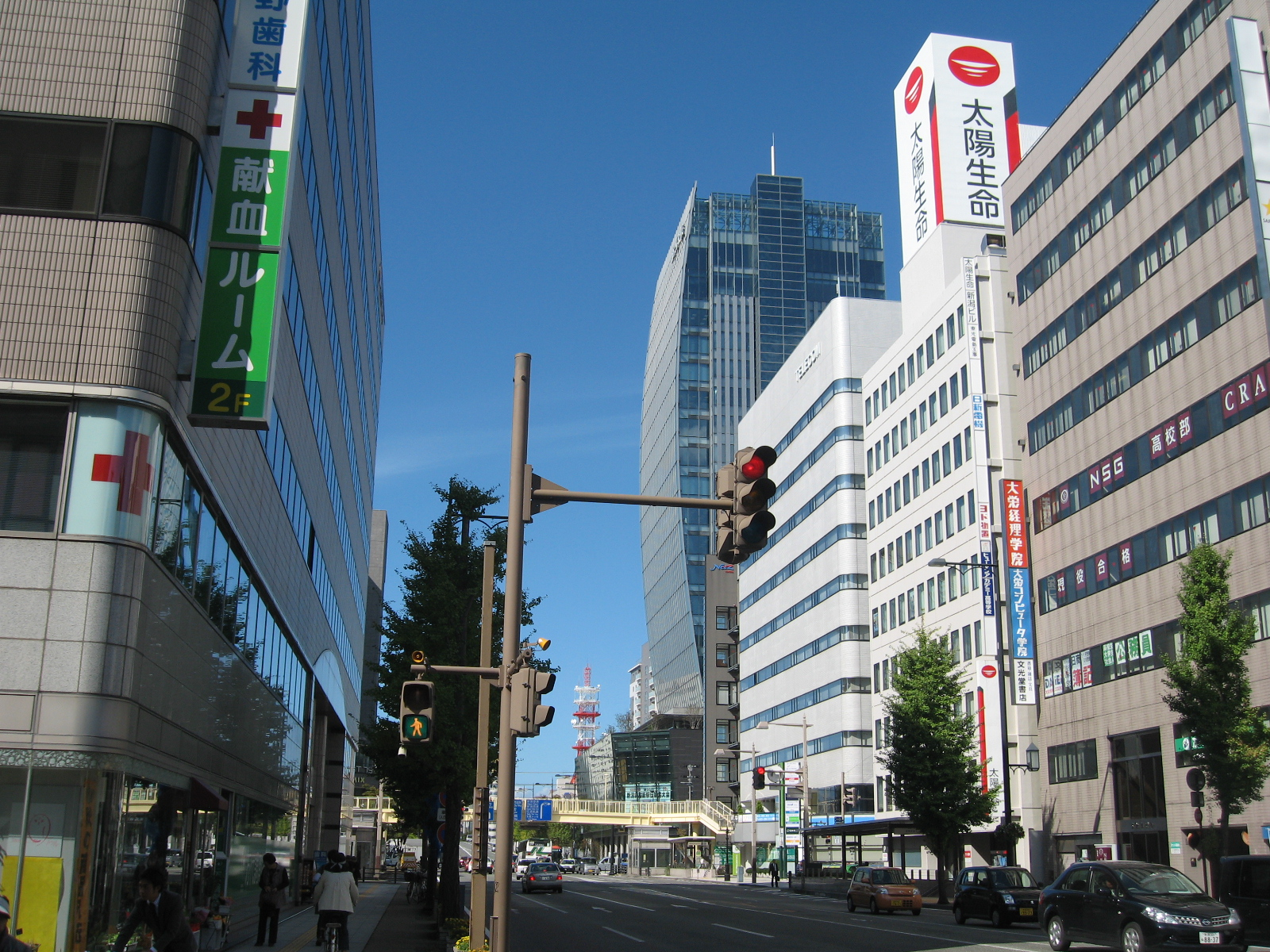
近代以降の市街地 万代

「都心」と位置付けられる地域は中央区にあり、信濃川両岸に跨って所在する。新潟駅周辺から万代を経て古町に至る「都心軸」沿線は市によって「にいがた2km」という愛称がつけられ、2024年12月現在、都市再生緊急整備地域に指定されている。
古町を中心とする左岸側（新潟島）は1655年(明暦元年)の移転 以来の旧市街地であり、新潟の業務・物販・飲食などの複合的中心地である。古町通や本町通、西堀通などは商業施設、商店街などが集まる地区で、花街の時代から続く歓楽街もある（「古町花街」も参照）。一方、白山公園周辺には市役所や新潟県民会館、りゅーとぴあなどの公共施設・文化施設が立ち並ぶ。新潟島地区は古くからの市街地であり、かつ大規模空襲を受けておらず戦災復興都市計画が行われなかった（ただし新潟大火により建物は多くが焼失）ことからモータリゼーションへの対応が難しく、新潟大学や新潟県庁の郊外移転、新潟島自体の人口減少（1965年の約13万人から2005年の約6万人に半減）、信濃川右岸側の宅地開発などによる市全体の人口分布変化の影響もあり、商業機能を万代や郊外など他の地域に譲っている。
右岸側の万代は、前述の古町・本町と新潟駅万代口のほぼ中間点に位置する地区である。大正末期の大河津分水路通水によって狭まった信濃川の流路跡が埋立地として開発された地区で、1929年（昭和4年）に萬代橋が現在の3代目橋梁に架け替えられたのを端緒に都市開発がはじまり、戦後から本格的に開発が進められた。1970年代前半から新潟交通の路線バスの運行拠点跡の再開発事業の一環で、隣接する八千代地内に跨って大型商業施設の集中する商業エリアである万代シテイバスセンターを中核とした「万代シテイ」が整備され、主に若年層向けの商業地になっている。
新潟駅周辺は駅ビルのCoCoLo新潟と家電量販店を中心として飲食店などが立ち並ぶ。新潟駅周辺の商業施設は駅前よりも古町・万代に集中する傾向が強かったが、2024年の新潟駅リニューアルオープンで一気に拡大した。
新潟駅南口から鳥屋野潟周辺にかけての地域（笹出線、紫鳥線、弁天線、バイパス沿線）は、新潟バイパスが開通した1970年代から都市開発が本格化した。新潟駅周辺のうち、北側の万代口周辺は1958年の新潟駅移転後から開発が一気に進み、1964年の新潟国体までの間に急速に市街地化し、東大通を中心にオフィスビルが立ち並んでいたが、南口には当初駅舎に出入口すら設けられていなかった。1982年の上越新幹線開通に合わせ南口が開設されたのを前後してプラーカ新潟の開業など急速に市街地化が進み、商業拠点となった。2000年代になると2002年のワールドカップに合わせて弁天線や新潟スタジアム（ビッグスワン）が整備され、その後イオンモール新潟亀田インター（江南区）、新潟県立野球場などが相次いで開業した。
古町から新潟駅万代口までの都心軸は柾谷小路・萬代橋通りに沿っており、これらを繋ぐルートで、基幹バスの「萬代橋ライン」が走るが、前述のように新潟駅を境に南北の市街地が別々に発展してきた経緯があるため若年人口の多い駅南側まで直通することが困難となっている。このため、新潟駅の連続立体交差事業とバス網や基幹道路の再編が行われている。
なお、副都心については正式な指定はされていないが、「新潟島」側を都心、右岸側（旧沼垂町側）を副都心と呼ぶことがある。また近年では新潟県庁や国の合同庁舎を中心とする新光町・美咲町地区に行政、業務機能が集積しており、こちらを副都心と呼ぶこともある。
中央区と郊外とは、都市高速に準ずる設備を持つ無料のバイパス網で繋がれており、インターチェンジ近くを中心に郊外型商業拠点が多数存在する。

### 市域全般

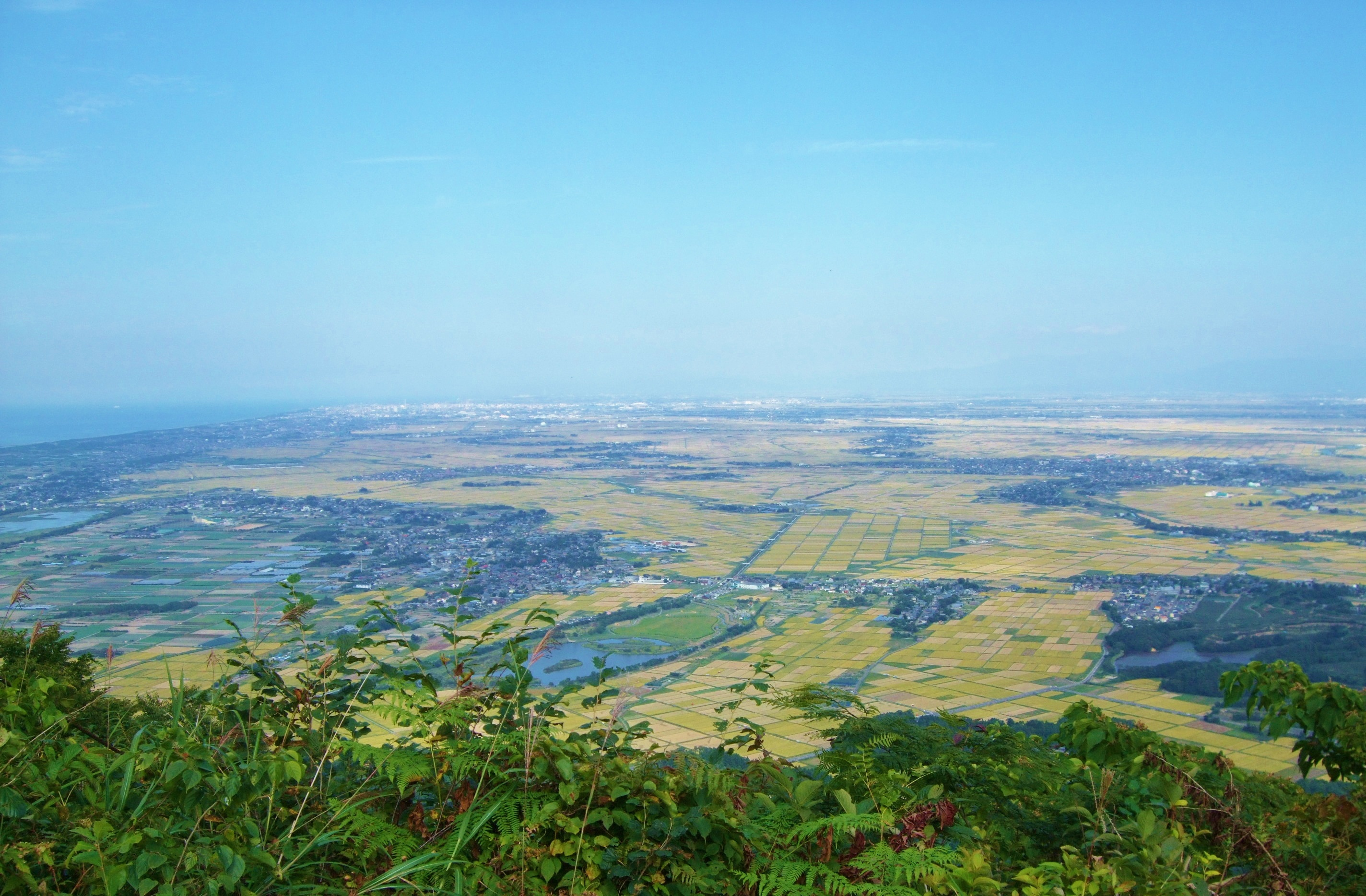
自然堤防に沿って帯状に形成される集落（奥）と砂丘地（手前左）（西蒲区）

市域全般においては、干拓・乾田化が開始される前の内陸部は湿地が大半を占めており、可住地が限定されていたこともあって、市域各地の在郷町や集落は、砂丘周辺や河川の自然堤防に沿うように発展した。しかし干拓・乾田化で内陸部の排水が進捗したことによって、湿田や小規模潟湖の埋め立てが進み、後背湿地も市街地化に充てられるようになったことなどから、各地で宅地の造成が行われ、北区の早通駅周辺などベッドタウンとなるような地域において住宅団地・ニュータウンも建設された。
これらの経緯から、市域に占める可住地の範囲は他の地方都市と比較して広くなっており、その面積は北海道別海町に次いで2位となっている。また新潟市は、住宅地が郊外に分散しているため、一箇所への人口集中はそれほど見られない。
郊外部は農地が多く、海岸沿いの砂丘地帯は畑が多いが、前述の経緯から内陸部は水田が中心となっている（農地構成については新潟市の経済#農業を参照）。
郊外には河川舟運の拠点となった在郷町に由来する古くからの町場が多く分布し、現在でも多くの地域で定期市（六斎市）が開かれていることや、県内他地域と同様に商店街に雁木または片持ち式のアーケードが多く形成されている点が特筆される。
新潟市内の地域は新潟市都市計画基本方針において都心、地域拠点、生活拠点、近隣拠点、機能別拠点などに分けて指定されている。地域拠点は、中央区と東区を除く行政区に各一ヶ所ずつ指定、生活拠点は各行政区に複数ヶ所指定されている。中央区、東区、西区を除く地域拠点と生活拠点は、2005年（平成17年）の平成の大合併において編入した市町村の中心地である。
| 行政区 | 都心                         | 地域拠点 | 生活拠点                       | 近隣拠点   | 機能別拠点                   |
| ------ | ---------------------------- | -------- | ------------------------------ | ---------- | ---------------------------- |
| 北区   | ---                          | 葛塚     | 松浜                           | 新崎、早通 | 新潟医療福祉大学、新潟東港   |
| 東区   | ---                          | ---      | 山の下・河渡、木戸・大形、石山 | ---        | 新潟西港、新潟空港           |
| 中央区 | 古町・白山、万代、新潟駅周辺 | ---      | ---                            | ---        | 新光町・美咲町、鳥屋野潟南部 |
| 江南区 | ---                          | 亀田     | 大江山、横越、両川、曽野木     | ---        | 新潟中央卸売市場             |
| 秋葉区 | ---                          | 新津     | 荻川、小須戸                   | ---        | ---                          |
| 南区   | ---                          | 白根     | 味方、月潟                     | ---        | ---                          |
| 西区   | ---                          | 寺尾     | 坂井輪・内野、黒埼             | 赤塚       | 流通センター                 |
| 西蒲区 | ---                          | 巻       | 魲、曽根、旗屋、中之口、和納   |            | 岩室温泉                     |

出典: 

### 隣接する自治体
新潟県
- 新発田市
- 阿賀野市
- 五泉市
- 加茂市
- 三条市
- 燕市
- 長岡市
- 北蒲原郡聖籠町
- 南蒲原郡田上町
- 西蒲原郡弥彦村

（海上を隔てて隣接）
- 佐渡市

## 歴史

### 原始から古代
現在の新潟市域における人々の営みの始まりは、約2万年前の旧石器時代に丘陵と山麓を中心に始まった。古墳時代前期にはヤマト王権の勢力下にあり、647年（大化3年）には北方の蝦夷支配の拠点として渟足柵が設置された。
奈良時代が始まる8世紀前半、国―郡―郷を単位とする地方制度が整った。信濃川の河口には蒲原津があり、蒲原津は越後国の国津として人や物資の集まる交通の要所となった。新津丘陵では須恵器や鉄の生産が始まり、信濃川左岸の低地ではサケの漁獲・加工が行われた。また、海岸砂丘地帯では塩が作られた。

### 中世
戦国時代の1520年（永正17年）に「新潟」という地名が記録に出てくるようになる。新潟津は信濃川河口左岸にあり、蒲原津・沼垂湊と合せて、当時「三か津」と呼ばれた。新潟津が現れてから蒲原津は衰え、新潟津が信濃川・阿賀野川河口の中心的な湊となった。
1580年（天正8年）。阿賀北（阿賀野川以北）の武将、新発田重家が新潟津を占拠し、上杉景勝（上杉謙信の後継者）との抗争が始まったが、1586年（天正14年）、新発田方に味方していた新潟・沼垂の町民たちが上杉方へ寝返り、上杉方は新潟・沼垂を制圧することができた。新潟津を失った新発田氏は翌1587年（天正15年）に滅ぼされ、越後国は上杉景勝によって統一された。

### 近世

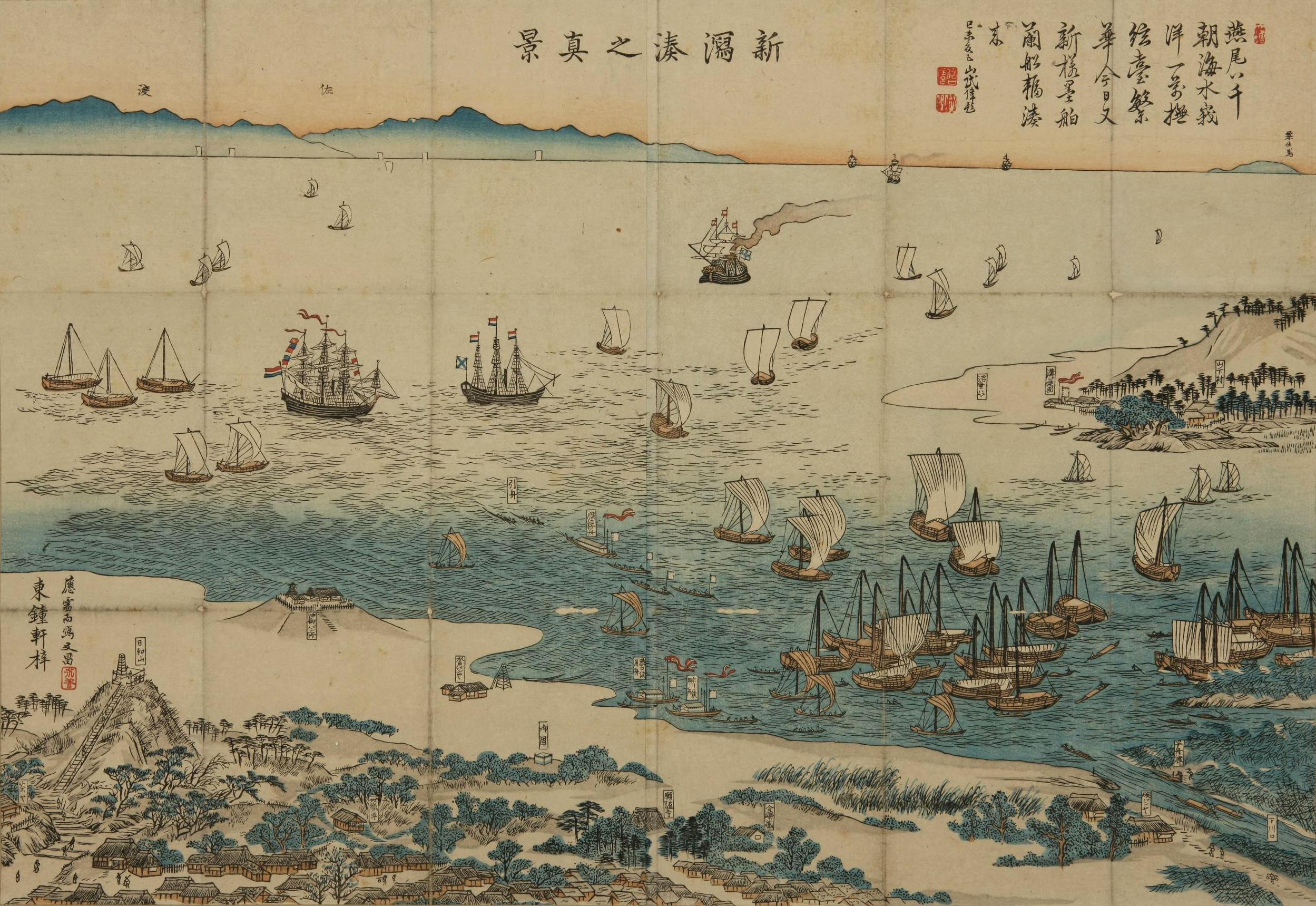
錦絵『新潟湊之真景』安政6年（1859年）井上文昌筆（新潟県立図書館蔵）

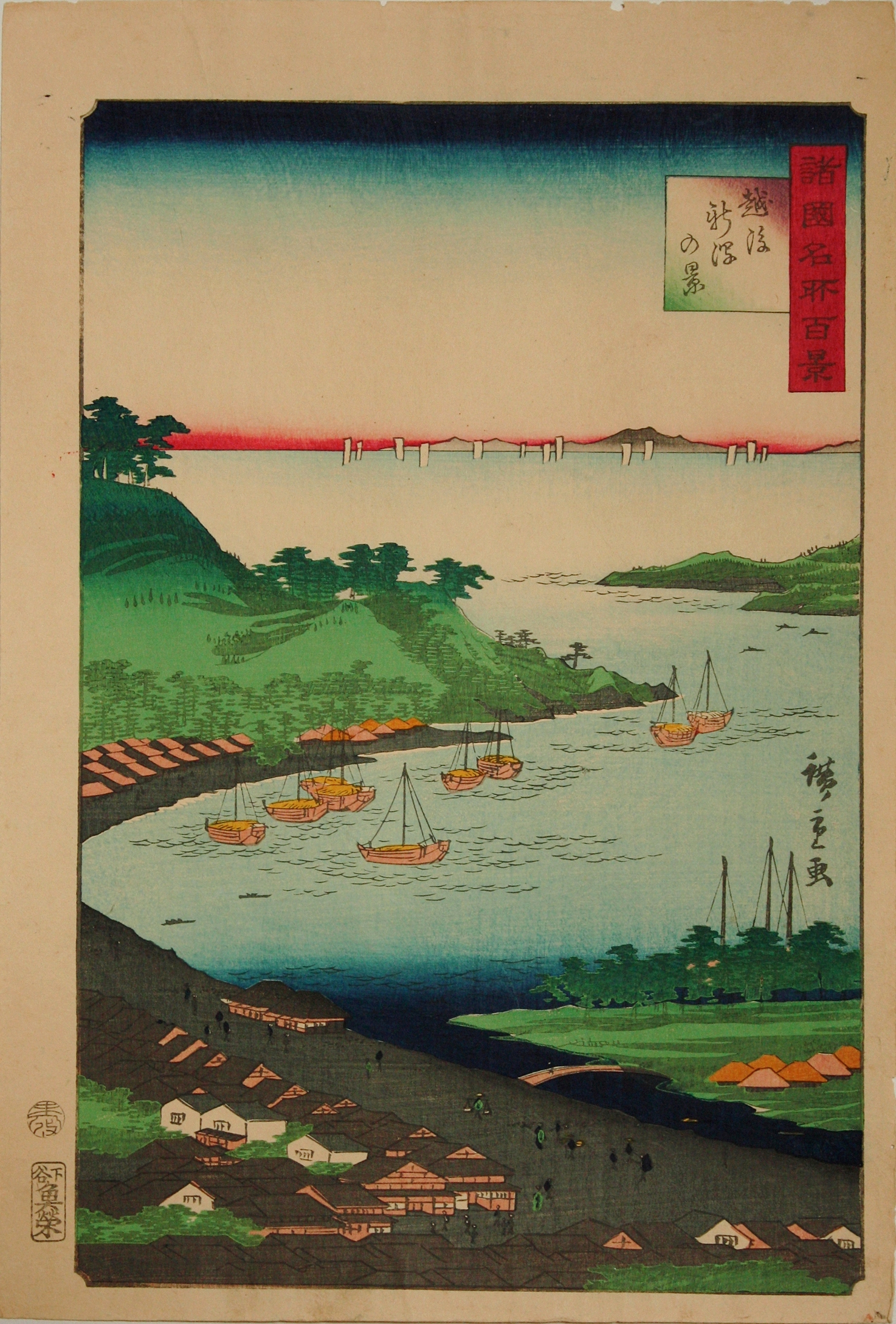
1859年（安政6年）に二代目歌川広重によって描かれた新潟の様子。

1598年（慶長3年）、上杉景勝は豊臣秀吉の命令で会津（福島県）への国替えとなり、新潟湊は長岡藩領、沼垂湊は新発田藩領となった。長岡藩は新潟に新潟町代官を設置し新潟町となる。その後、信濃川・阿賀野川河口部の地形が変化し、新潟湊は1655年（明暦元年）に信濃川左岸、現在の古町の地に移転した後に1676年（延宝4年）に長岡藩によって新潟町奉行が設置された。同じ時期に越後平野の生産力が増加し。北前船の西回り海運が安定する時期までに移転を終えた新潟湊は、1697年（元禄10年）には、日本海側屈指の湊に発展していた。
1768年（明和5年）、長岡藩による御用金を原因とする一揆である新潟明和騒動が発生。江戸時代後期、新潟湊では唐物（中国製品）と俵物（北海道製品）の密輸が行われていたことから幕府は密輸を摘発。1843年（天保14年）に新潟町を幕府領にした。（新潟上知）
1858年（安政5年）に締結された日米修好通商条約で、幕末に開港された開港5港の一つとして新潟湊は日本海側における開港場となった。しかし、1868年（慶応4年）、新政府軍と旧幕府側との間に戊辰戦争が勃発。同年7月の北越戦争で新潟町は戦場になり、戦災で市街地を焼失した状態で明治維新を迎えた。

### 近代
新潟港は、1869年1月（明治元年11月）に開港。1870年（明治3年）に県庁所在地となり、白山公園の開設や第四銀行の設立、新潟県会の開設など近代化が進められた。また、1870年（明治3年）に長岡藩の支藩の三根山藩は、戊辰戦争で困窮していた長岡藩に救援米百俵を贈った。
新潟町は1879年（明治12年）に寄居村を編入して新潟区となり、1889年（明治22年）には新潟区と関屋村が合併して市制施行し、新潟市となる。当時の市域は「新潟島」に相当する。明治30年代に新津油田の機械掘削が本格化。大正期に新津町は「石油の町」として栄えて国内最大の油田となり、新潟市・沼垂町では石油産業が発達した。
1908年（明治41年）3月8日、市内で大火。1198戸焼失。住家のほか銀行や会社、小学校も焼失した。この年、9月4日にも再び大火が発生し、2122戸が焼失した。
1931年（昭和6年）に上越線が全通。翌1932年（昭和7年）には、中国東北部に満洲国が建国される。新潟港は東京から鉄道で最も近い日本海側の港となり、政府は政府命令航路である新潟発着の日満航路を開設。新潟港は対岸進出の拠点港になった。
1941年12月の真珠湾攻撃によって開戦した太平洋戦争の戦局が悪化。B-29による大規模空襲は受けなかったが、1945年（昭和20年）8月11日、原子爆弾が投下されるおそれが高いとして市民に緊急疎開が布告され、市街地は無人に近い状態で終戦を迎えた。実際に新潟は候補地のひとつであったが「新潟は工業が集中している地区と小さな工場を含んだ居住地域とが互いに遠く離れているため、この種の攻撃のためには不適当である」として外されていた。

### 現代

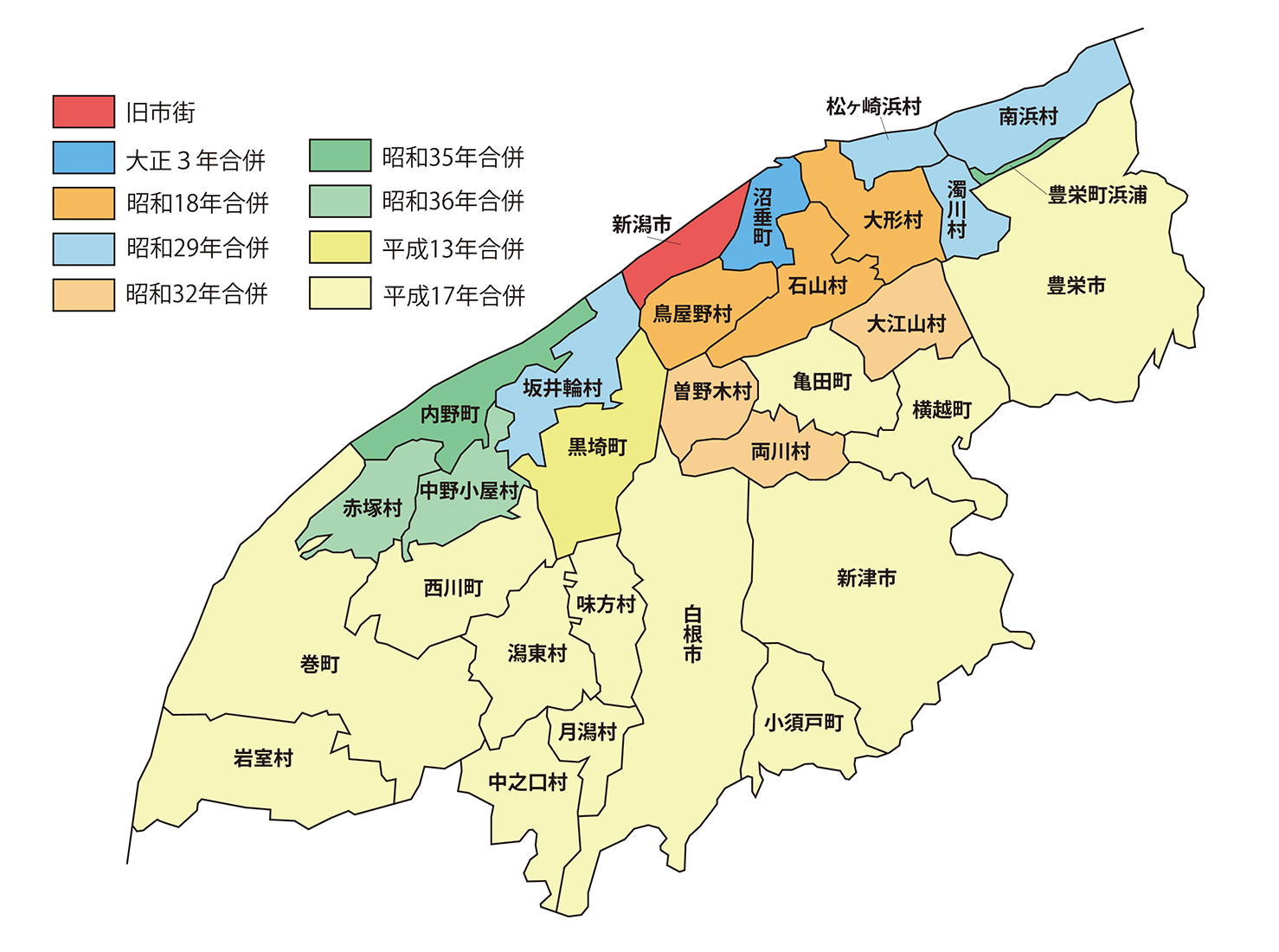
市制施行から現在までの合併の経緯

太平洋戦争終結後の1947年（昭和22年）10月、昭和天皇が新潟市内を行幸（昭和天皇の戦後巡幸）。市営総合グラウンドで奉迎が行われたほか、新潟医科大学、鮮魚集荷所などへの視察が行われた。
1955年（昭和30年）には、新潟大火が発生。1964年（昭和39年）6月、マグニチュード7.5の新潟地震が発生した。また、天然ガス採取によって新潟島をはじめとする中心部の地盤が沈下し、阿賀野川流域では有機水銀による中毒に奇病（四大公害病の新潟水俣病）が発生した。1985年(昭和60年)までに690人が患者と認定された。
高度経済成長期は自然災害からの復興、公害対策などの環境行政問題に追われていたが、1963年（昭和38年）に国土開発の一つとして、新潟東港の建設工事が着工した。1969年（昭和44年）に新潟東港が開港して、日本海側の貿易中枢港となった。
1973年（昭和48年）に新潟空港にハバロフスク線が開設し、北東アジアを中心に国際線が増加。1982年（昭和57年）に上越新幹線が開通。また、1997年（平成9年）までに関越自動車道・北陸自動車道・磐越自動車道が全線開通し、高速交通網の日本海側の結節点となった。

### 行政区域の変遷・市町村合併
新潟市は1889年の市制施行以後、1914年の信濃川右岸の沼垂町との合併を皮切りに周辺地域と編入合併していったが、高度経済成長期以後の20世紀の間は合併がなかった。21世紀に入ってすぐ黒埼町を編入。その後周辺12市町村を編入し、次いで巻町を編入した。そして2007年4月1日に政令指定都市に移行し8つの行政区が設置された。

## 政治

### 行政

#### 市長
- 現在の新潟市長は中原八一（2018年11月 就任）である。
- 前新潟市長は篠田昭である。2002年の就任後、周辺市町村との合併問題に取り組み、2005年に新潟市周辺13市町村と合併。2期目となる2007年には政令指定都市へ移行した。2010年の市長選挙で再選後、3期目には新潟中国総領事館の万代小学校跡地移転問題が発生する中、2011年に当時の泉田裕彦新潟県知事と共同会見を行い新潟州構想を発表。2013年には国家戦略特区の構想として「ニューフードバレー特区」、「環日本海ゲートウェイ特区」、「簇業(そうぎょう)特区」の案を安倍内閣に提出。2014年3月28日に福岡市・兵庫県養父市・沖縄県・関西圏・東京圏とともに国家戦略特区に決定された。2018年10月29日の35代目（公選制では19代目）新潟市長選挙には出馬せず、4期16年（2002年11月‐2018年11月）の任期を終えた。

#### 行政機構
- 市役所・区役所・出張所
  - 新潟市消防局
  - 新潟市教育委員会

市営企業
- 新潟市水道局
- 新潟市民病院

市庁舎の変遷

### 特別区域
- 構造改革特別区域[24]
  - 新潟市国際創業特区
- 国家戦略特別区域
  - 大規模農業の改革拠点
- 新潟州構想 - まだ道州制議論が盛んであった2011年（平成23年）1月25日に泉田裕彦新潟県知事(当時）と篠田昭新潟市長による共同会見で、東京都に倣い、現新潟市を特別区に移行し、他市町村間も更に合併を進め人口規模30万クラスの基礎自治体とする州制移行構想が発表された。また、各特別区、基礎自治体の権限は現行の東京都の23の各特別区が持つ以上のレベルを想定していた。

#### 財政
新潟市の財政状況は、2012年度（平成24年度）の決算によれば、歳入は3,576億円、歳出は3,532億円となっている。歳入決算の主な項目の構成比は、地方税33%、地方債17.2%、国庫支出金12.9%、地方交付税12.7%、諸収入8.6%、都道府県支出金3.4%などとなっている。また、歳出決算の主な構成比は、義務的経費が計43.9%（扶助費18.2%、人件費15%、公債費10.7%）、その他経費が計38%（物件費12%、補助費9.7%など）、投資的経費が計18.1%（普通建設事業費18%、災害復旧事業費0.1%）である。地方公共団体の財政の健全化に関する法律（財政健全化法）に定める指標のうち、実質公債費比率は11.3%、将来負担比率は113.5%であり、それぞれ早期健全化基準などを下回っている。財政力指数は0.70で、政令指定都市20市中17番目の値となっている。

### 議会

衆議院小選挙区

#### 新潟県議会
2023年現在
- 新潟市選挙区（定数15）

| 会派名           | 議席数 |
| ---------------- | ------ |
| 自由民主党       | 9      |
| 未来にいがた     | 3      |
| 真政にいがた     | 1      |
| リベラル新潟     | 1      |
| 社会民主県民連合 | 0      |
| 公明党           | 1      |
| 日本共産党       | 0      |
| 無所属           | 0      |
| 欠員             | 0      |
| 計               | 15     |

| 選挙区       | 選挙区 | 選出議員   | 政党                     |
| 選挙区       | 定数   | 選出議員   | 政党                     |
| ------------ | ------ | ---------- | ------------------------ |
| 北区選挙区   | 2      | 飯野晋     | 自由民主党               |
| 北区選挙区   | 2      | 青柳正司   | 自由民主党               |
| 東区選挙区   | 2      | 小鍛冶就也 | 自由民主党               |
| 東区選挙区   | 2      | 渡辺和光   | 真政にいがた             |
| 中央区選挙区 | 3      | 吉田孝志   | 自由民主党               |
| 中央区選挙区 | 3      | 上杉知之   | 未来にいがた(国民民主党) |
| 中央区選挙区 | 3      | 市村浩二   | 公明党                   |
| 江南区選挙区 | 1      | 佐藤純     | 自由民主党               |
| 秋葉区選挙区 | 2      | 栗原学     | 自由民主党               |
| 秋葉区選挙区 | 2      | 小島晋     | 未来にいがた(国民民主党) |
| 南区選挙区   | 1      | 笠原義宗   | 自由民主党               |
| 西区選挙区   | 3      | 田村要介   | 自由民主党               |
| 西区選挙区   | 3      | 高橋直揮   | 自由民主党               |
| 西区選挙区   | 3      | 大渕健     | 未来にいがた(立憲民主党) |
| 西蒲区選挙区 | 1      | 重川隆広   | リベラル新潟             |

#### 衆議院
選出議員は所謂小選挙区10増10減による区割変更後のもの
また小選挙区は改正後の区域を記す
| 小選挙区    | 小選挙区             | 選出議員   | 政党       | 比例代表 | 比例代表   |
| 選挙区      | 区域                 | 選出議員   | 政党       | 選出議員 | 政党       |
| ----------- | -------------------- | ---------- | ---------- | -------- | ---------- |
| 新潟県第1区 | 中央区、東区、江南区 | 西村智奈美 | 立憲民主党 | （なし） |            |
| 新潟県第2区 | 南区、西蒲区、西区   | 菊田真紀子 | 立憲民主党 | 国定勇人 | 自由民主党 |
| 新潟県第3区 | 北区、秋葉区         | 黒岩宇洋   | 立憲民主党 | 斎藤洋明 | 自由民主党 |

## 国家機関

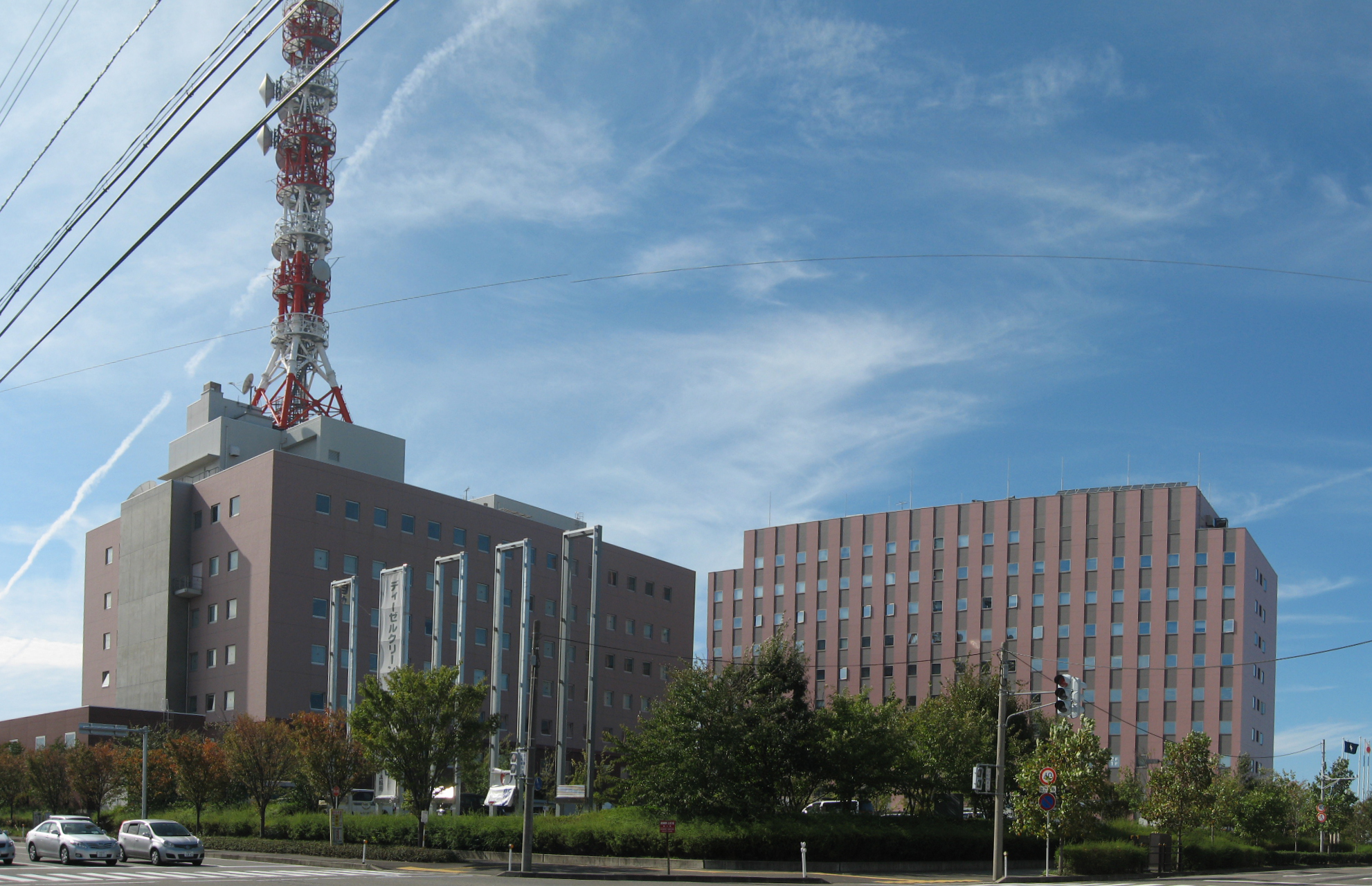
新潟美咲合同庁舎

### 行政機関
※一部の行政機関に関しては、新潟美咲合同庁舎も参照。
| - 関東管区警察局 新潟県情報通信部 - 関東管区行政評価局 新潟行政評価事務所 - 新潟地方法務局 - 新津支局 - 新潟刑務所 - 新潟少年学院 - 新潟少年鑑別所 - 新潟保護観察所 公安調査庁 - 関東公安調査局 新潟公安調査事務所 出入国在留管理庁 - 東京出入国在留管理局 新潟出張所 検察庁 - 新潟地方検察庁 - 新潟区検察庁 - 新津区検察庁 | - 関東財務局 新潟財務事務所 - 東京税関 新潟税関支署 - 東港出張所 - 新潟空港出張所 国税庁 - 新潟税務署 - 新津税務署 - 巻税務署 - 関東信越国税不服審判所 新潟支所 - 関東信越厚生局 新潟事務所 - 新潟検疫所 - 新潟労働局 - 新潟労働基準監督署 - 新津労働基準監督署 - 新潟公共職業安定所 - 新津公共職業安定所 - 巻公共職業安定所 | - 北陸地方整備局 - 新潟国道事務所 - 阿賀野川河川事務所 - 信濃川下流河川事務所 - 北陸技術事務所 - 新潟港湾・空港整備事務所 - 新潟港湾空港技術調査事務所 - 北陸信越運輸局 - 新潟運輸支局 - 東京航空局 新潟空港事務所 海上保安庁 - 第九管区海上保安本部 - 新潟海上保安部 - 新潟航空基地 気象庁 - 新潟地方気象台 | - 北陸農政局 新潟県拠点 - 北陸農政局 信濃川水系土地改良調査管理事務所 - 北陸農政局 新川流域農業水利事業所 - 動物検疫所 新潟空港出張所 - 横浜植物防疫所 新潟支所、新潟空港分室 水産庁 - 新潟漁業調整事務所 - 関東地方環境事務所 新潟事務所 - 北関東防衛局 新潟防衛事務所 - 自衛隊新潟地方協力本部 - 海上自衛隊 新潟基地分遣隊 - 航空自衛隊 新潟分屯基地 |

### 司法機関
- 新潟地方裁判所
- 新潟家庭裁判所
- 新潟簡易裁判所
- 新津簡易裁判所

### 独立行政法人
- 日本貿易振興機構 ジェトロ新潟
- 労働者健康安全機構 新潟産業保健総合支援センター
- 自動車事故対策機構 新潟主管支所
- 水産総合研究センター 日本海区水産研究所
- 森林研究・整備機構 森林整備センター 関東整備局 新潟水源林整備事務所

## 施設

### 警察
市内には、以下の通り新潟県警察の警察署が9署ある。また、県警本部内に設置されている新潟市警察部が、市内9署の指揮監督や新潟市との連絡・調整を行っている。
交番・駐在所については各行政区の記事を参照。
| 警察署名称     | 所在地       | 管轄区域                   |
| -------------- | ------------ | -------------------------- |
| 新潟北警察署   | 北区木崎     | 北区、北蒲原郡聖籠町の一部 |
| 新潟東警察署   | 東区下木戸   | 東区                       |
| 新潟中央警察署 | 中央区寄居町 | 中央区（新潟島）           |
| 新潟警察署     | 中央区上所   | 中央区（新潟島を除く）     |
| 江南警察署     | 江南区鵜ノ子 | 江南区                     |
| 秋葉警察署     | 秋葉区新津   | 秋葉区                     |
| 新潟南警察署   | 南区能登     | 南区                       |
| 新潟西警察署   | 西区小新     | 西区                       |
| 西蒲警察署     | 西蒲区赤鏥   | 西蒲区、西蒲原郡弥彦村     |

事件・事故
- 新潟明和騒動
- 新潟日赤センター爆破未遂事件
- 新潟日報社襲撃事件
- 少女拉致事案（北朝鮮による日本人拉致問題）
- シガチョフ事件
- 新潟デザイナー誘拐殺人事件
- 新潟市タクシー運転手強盗殺人事件
- 朱鷺メッセ連絡デッキ落下事故

### 消防
消防署

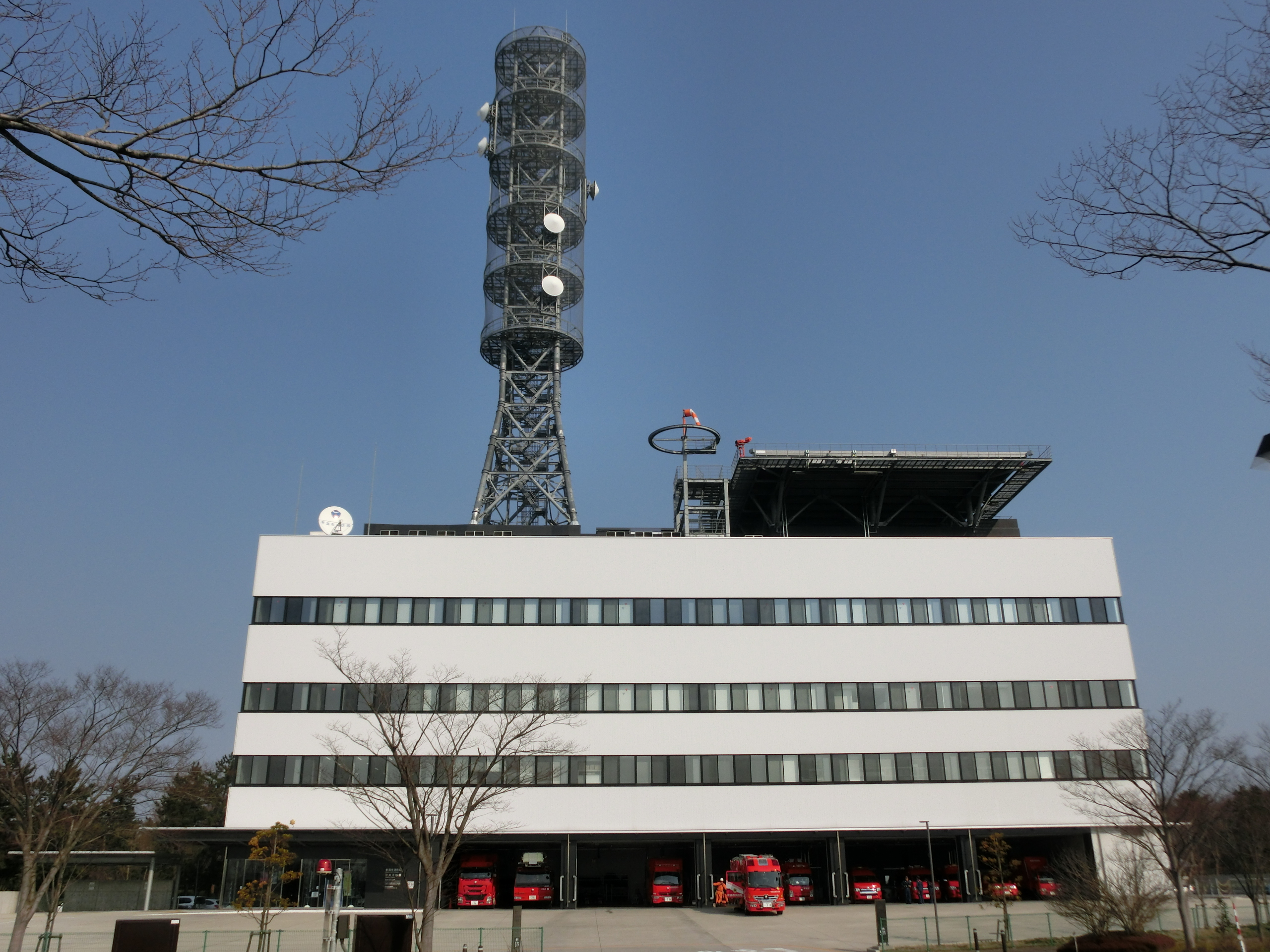
新潟市消防局庁舎

市内における消防活動は新潟市消防局によって行われており、消防署が各行政区ごとに1署ずつの計8署設置されている。
各消防署については、以下の通り。出張所については新潟市消防局#消防署を参照。
| 行政区 | 消防署     | 所在地       |
| ------ | ---------- | ------------ |
| 北区   | 北消防署   | 北区葛塚     |
| 東区   | 東消防署   | 東区山木戸   |
| 中央区 | 中央消防署 | 中央区鐘木   |
| 江南区 | 江南消防署 | 江南区船戸山 |
| 秋葉区 | 秋葉消防署 | 秋葉区程島   |
| 南区   | 南消防署   | 南区親和町   |
| 西区   | 西消防署   | 西区槇尾     |
| 西蒲区 | 西蒲消防署 | 西蒲区前田   |

### 医療
主な病院
※「☆」は救急指定病院
| 北区 - JA新潟厚生連 豊栄病院 （☆） - 新潟リハビリテーション病院 - 松浜病院 - 南浜病院 | 東区 - 新潟臨港病院 （☆） - 木戸病院 （☆） - 桑名病院 （☆） | 中央区 - 新潟大学医歯学総合病院 （☆） - 新潟県立がんセンター新潟病院 - 新潟市民病院 （☆） - 新潟中央病院 （☆） - 新潟南病院 （☆） - 田代消化器科病院 - 猫山宮尾病院 （☆） - とやの中央病院 | 江南区 - 亀田第一病院 （☆） - 椿田病院 |

| 秋葉区 - 下越病院 （☆） - 新津医療センター病院 （☆） | 南区 - 白根保健生活協同組合白根健生病院 （☆） - 白根大通病院 - 白根緑ヶ丘病院 | 西区 - 国立病院機構西新潟中央病院 - 新潟信愛病院 - 聖園病院 - JA新潟厚生連 新潟医療センター （☆） - 信楽園病院 - 新潟脳外科病院 - 済生会新潟第二病院 （☆） | 西蒲区 - 新潟西蒲メディカルセンター病院 - 西蒲中央病院 - 岩室温泉病院 - 潟東けやき病院 |

### 文化施設
新潟市内には県立1館、市立18館の図書館がある他、美術館、博物館、水族館、植物園がある。動物園については小規模な動物関連施設は数箇所所在するが、大型動物を飼育する動物園は所在しない。
| 図書館・図書室 - 新潟県立図書館 - 新潟大学附属図書館 - 新潟市立図書館 - 新潟市立中央図書館ほか18館 | 美術館 - 新潟市美術館 - 新潟県立万代島美術館 - 新潟市新津美術館 - 新潟市マンガ・アニメ情報館 | 博物館 - 新潟市歴史博物館（みなとぴあ） - 新潟県立自然科学館 - 新津記念館 - 北方文化博物館 - 新潟市新津鉄道資料館 | 動植物園 - 新潟市水族館（マリンピア日本海） - いくとぴあ食花 - 新潟県立植物園 |

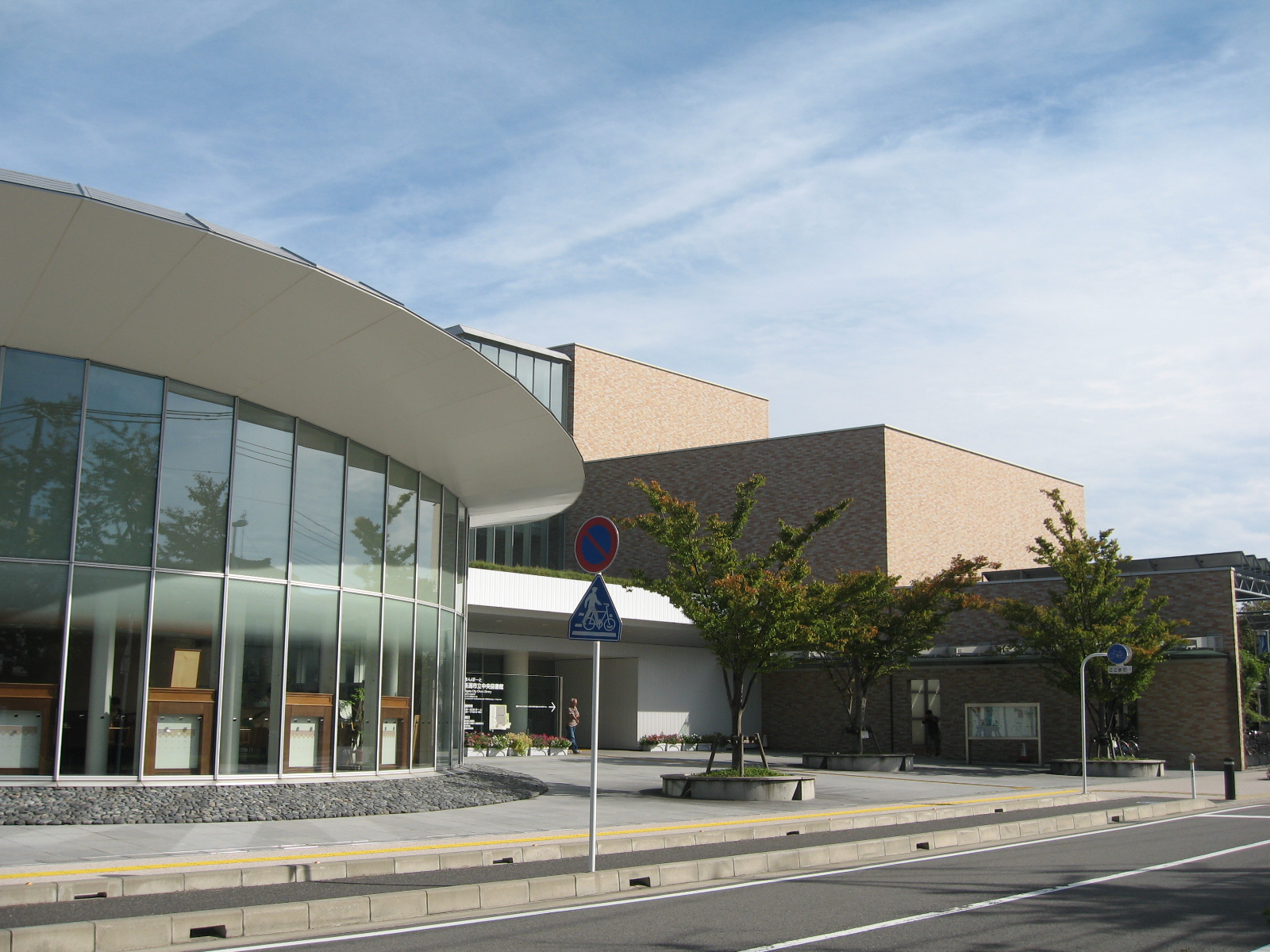
新潟市立中央図書館
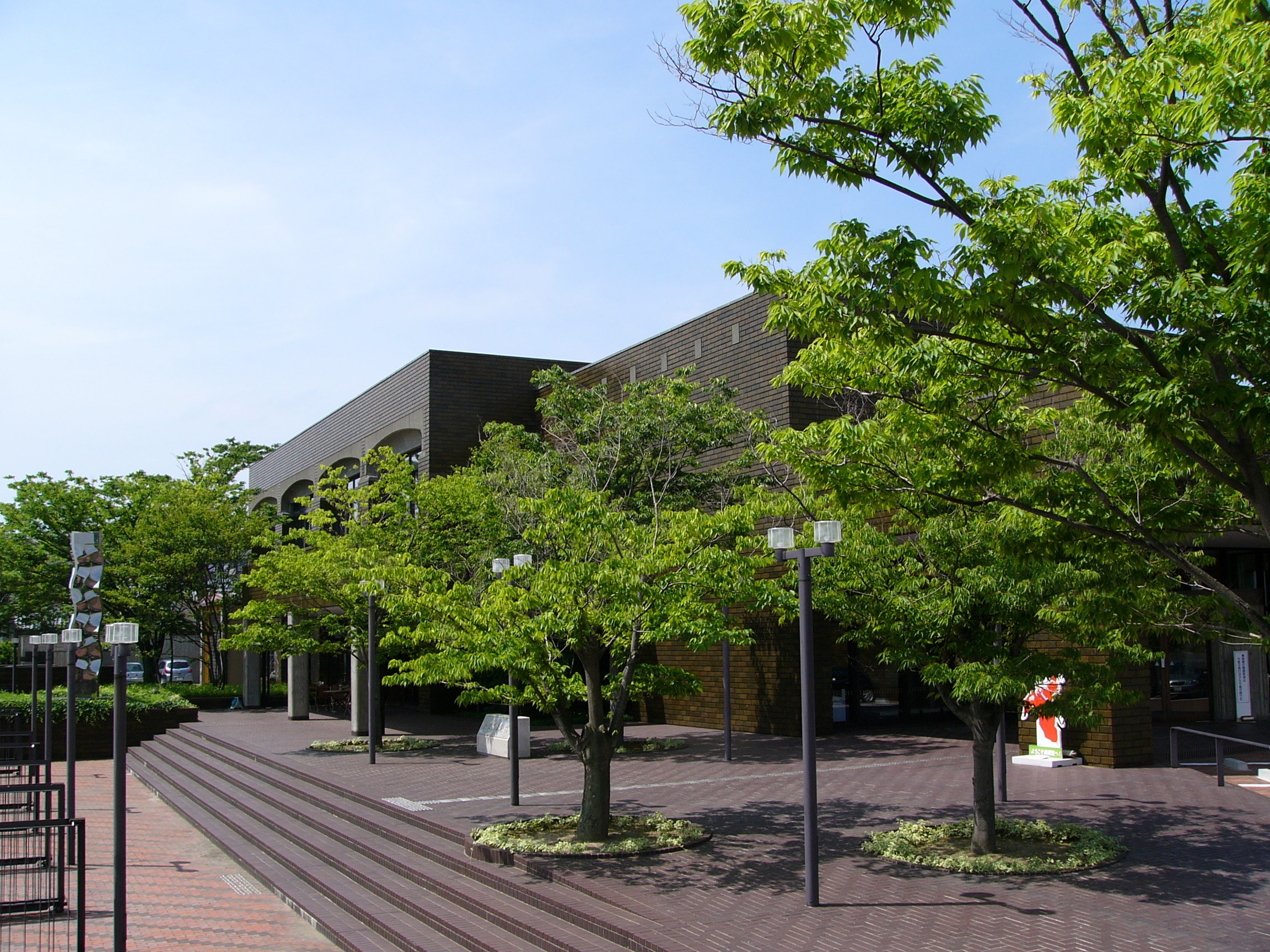
新潟市美術館
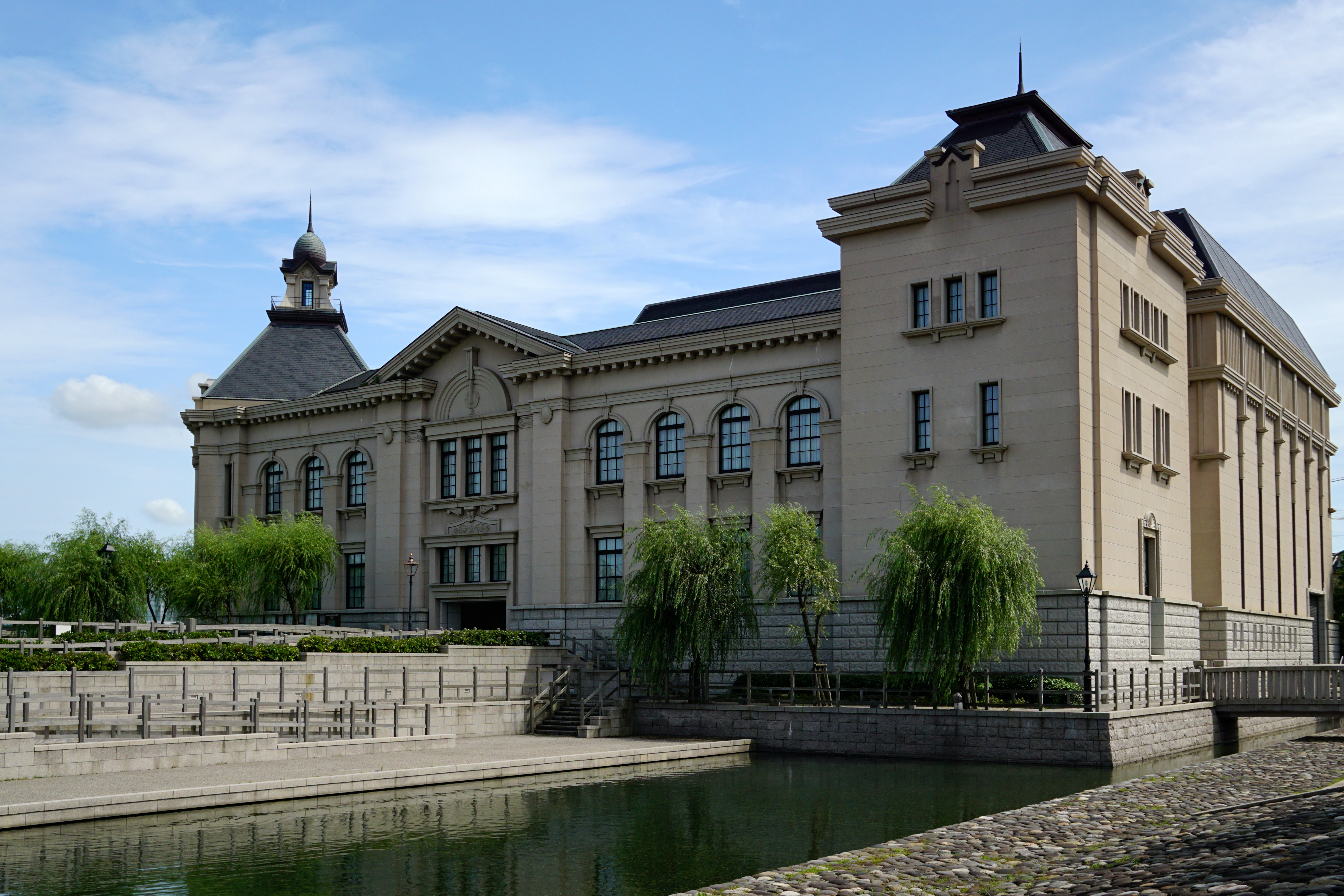
新潟市歴史博物館 みなとぴあ（本館）
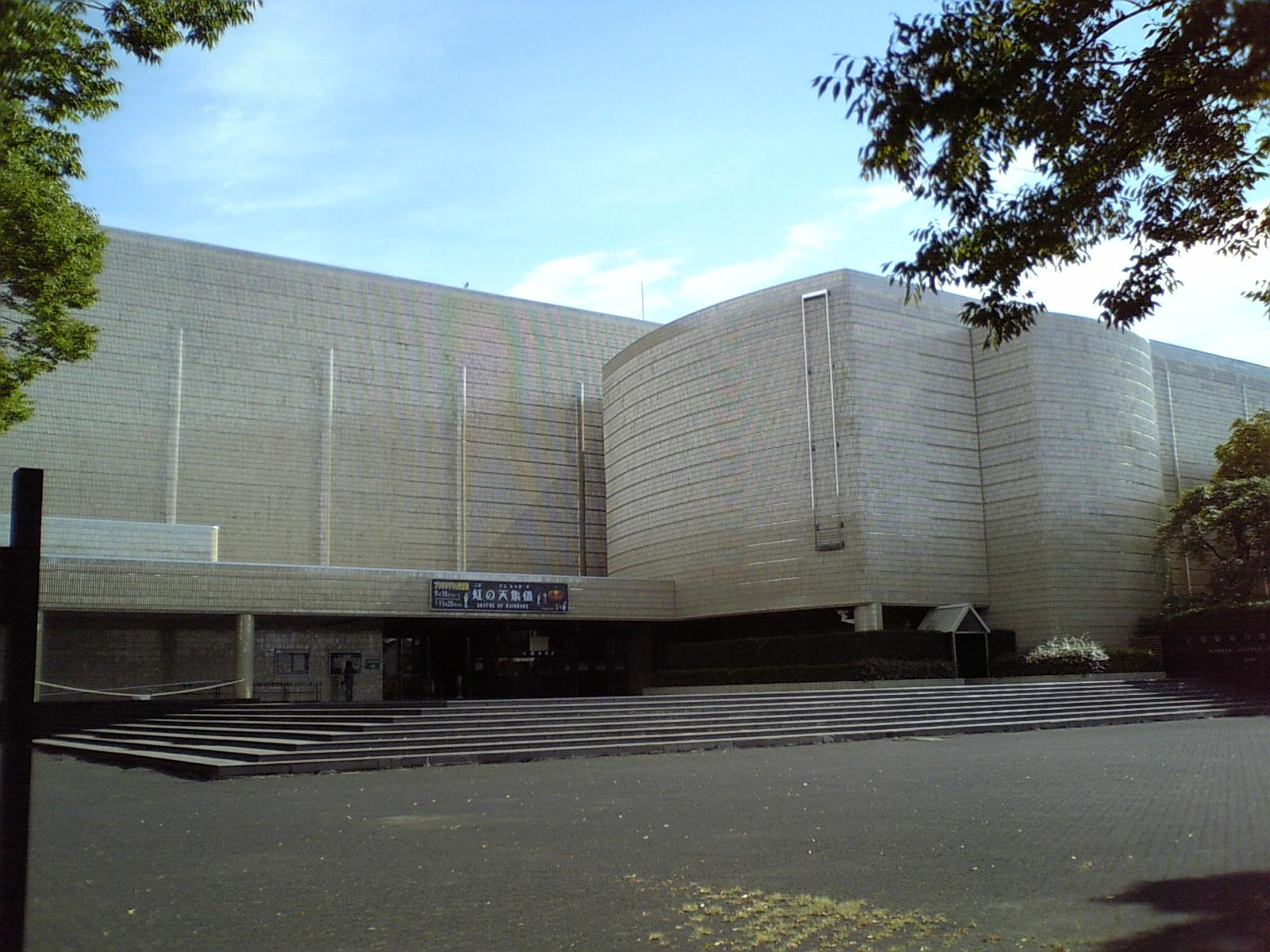
新潟県立自然科学館
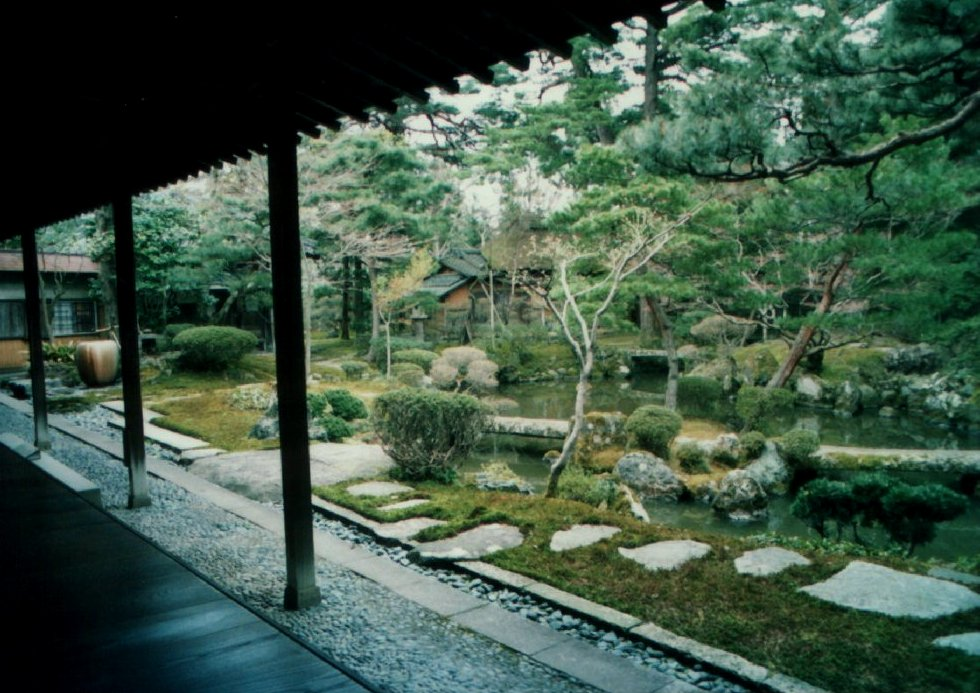
北方文化博物館
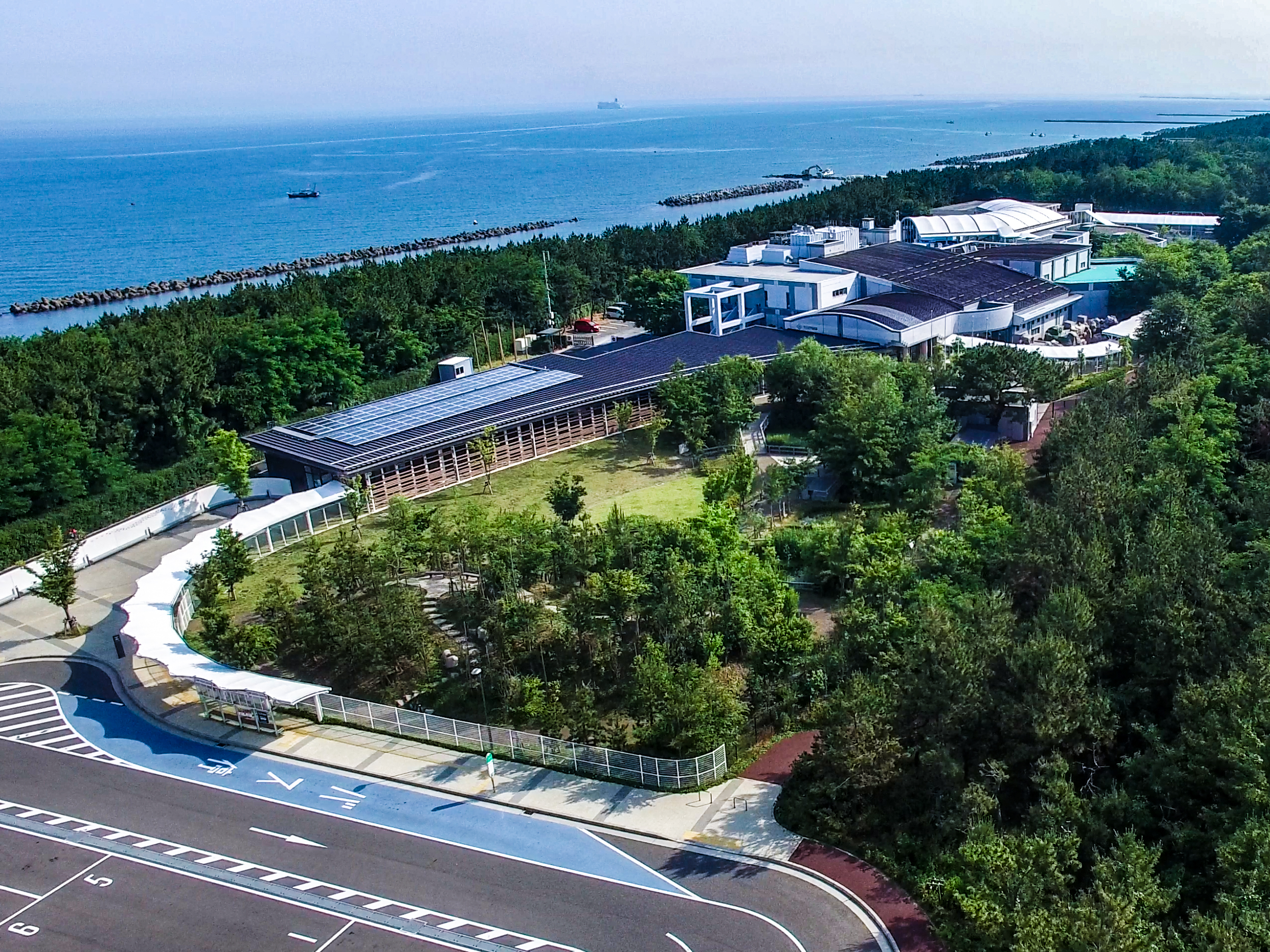
新潟市水族館 マリンピア日本海

### 郵便局

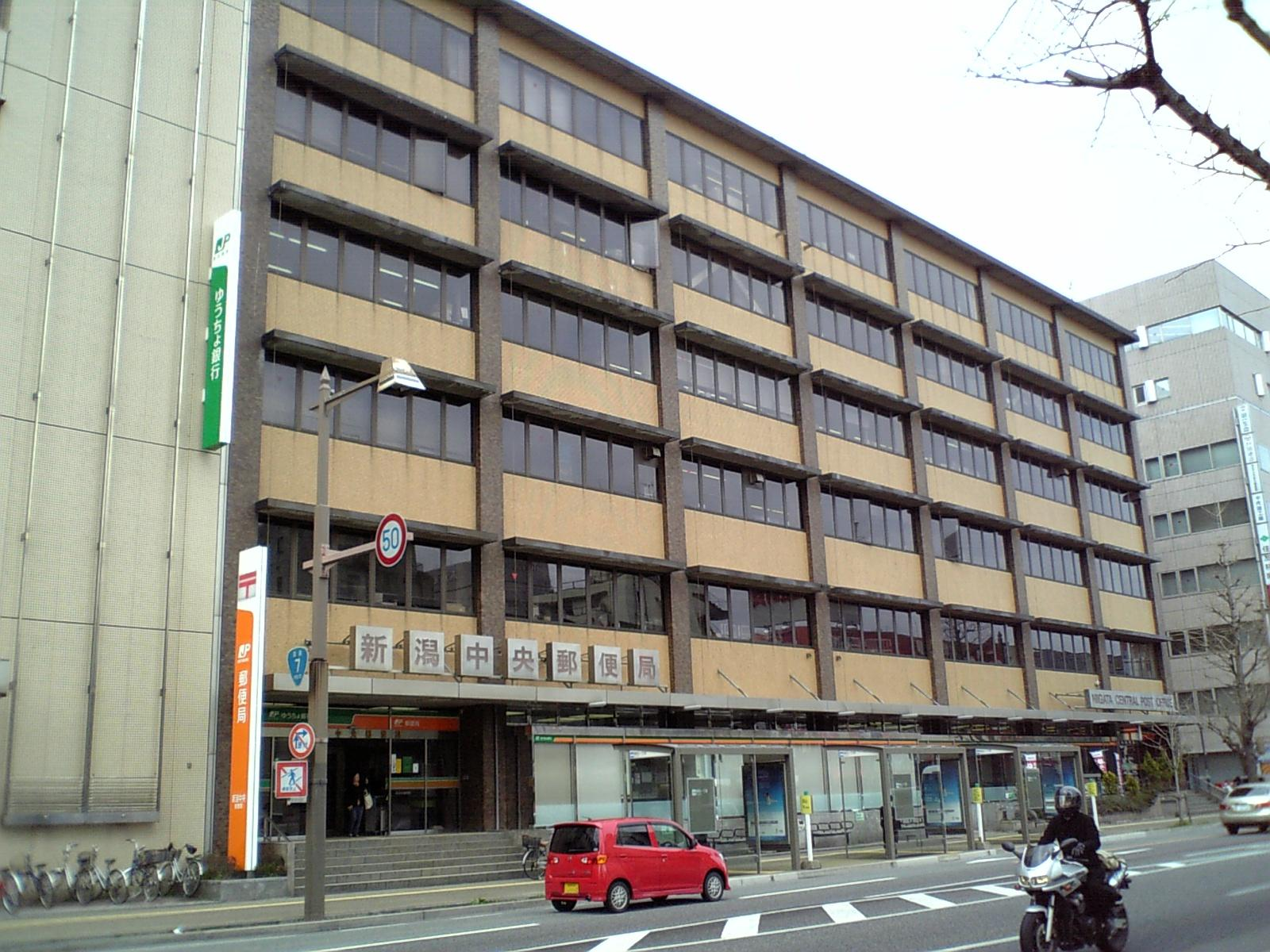
新潟中央郵便局
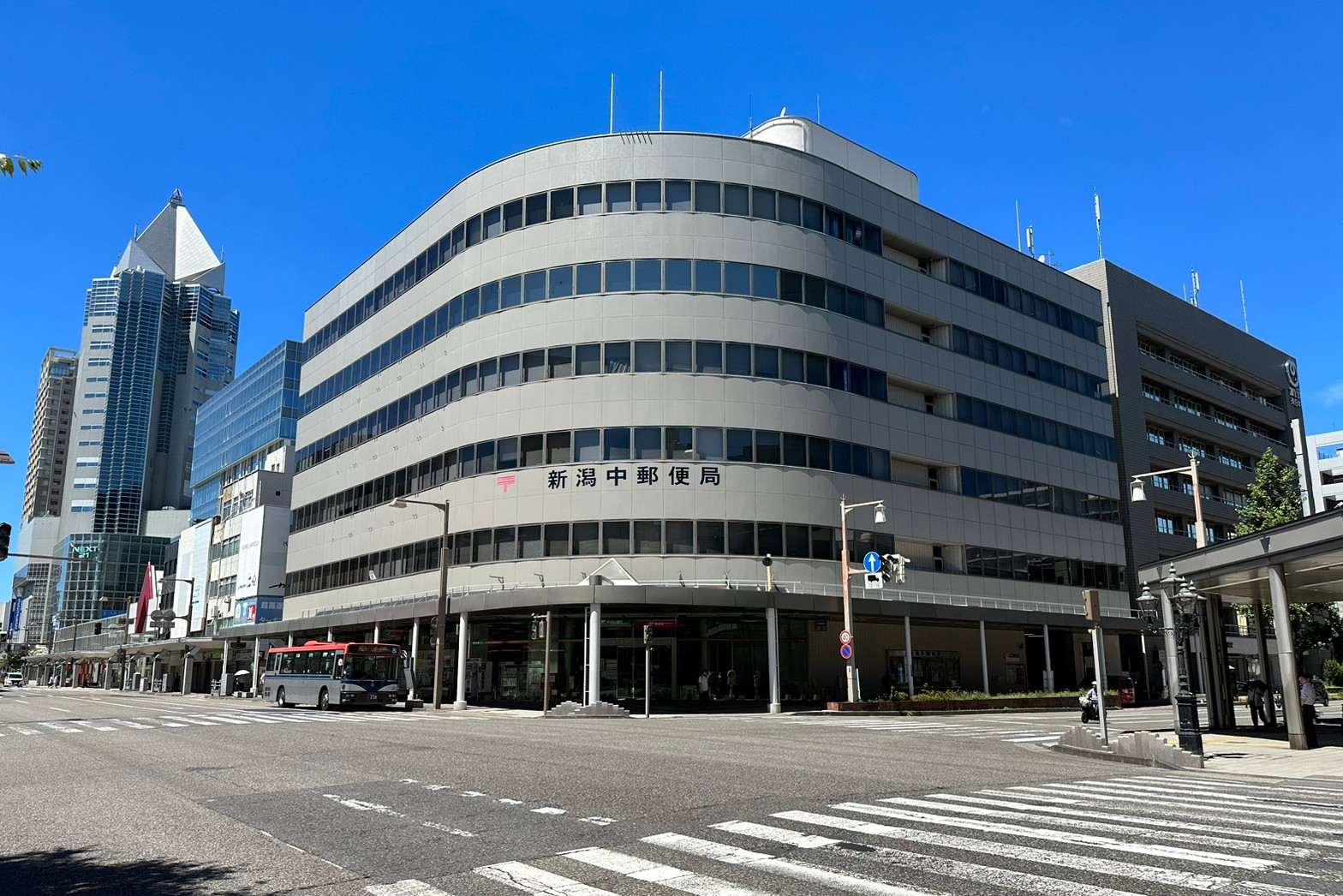
新潟中郵便局

市内には、日本郵便が集配業務を行う郵便局が11局ある。市内にある集配局は以下の通り。
| 集配郵便局 （ゆうゆう窓口・集荷担当局） | 郵便番号                              | 管轄区域                                                                                    |
| --------------------------------------- | ------------------------------------- | ------------------------------------------------------------------------------------------- |
| 豊栄郵便局                              | 950-33xx                              | 北区のうち概ね旧豊栄市エリア                                                                |
| 松浜郵便局 （新潟中央）                 | 950-31xx                              | 北区の豊栄郵便局管轄以外全域                                                                |
| 新潟中央郵便局                          | 950-00xx、950-01xx 950-08xx、950-09xx | 東区の全域、中央区の新潟中郵便局管轄以外全域 江南区（大江山地区、旧亀田町エリア）           |
| 新潟中郵便局                            | 951-80xx、951-81xx                    | 中央区の一部（新潟島）、西区（関屋、関屋堀割町）                                            |
| 横越郵便局 （新潟中央）                 | 950-02xx、950-03xx                    | 江南区（両川地区、旧横越町エリア）                                                          |
| 新津郵便局                              | 956-00xx、956-01xx、956-08xx          | 秋葉区の全域                                                                                |
| 白根郵便局                              | 950-12xx、950-13xx、950-14xx          | 南区全域、西蒲区（旧中之口村エリア）                                                        |
| 新潟西郵便局                            | 950-20xx、950-21xx、950-22xx          | 西区の大野町郵便局管轄以外全域                                                              |
| 大野町郵便局 （新潟西）                 | 950-11xx                              | 西区のうち概ね旧黒埼町エリア 旧曽野木村に該当する江南区・中央区（概ね新潟中央インター周辺） |
| 巻郵便局 （燕）                         | 953-00xx、953-01xx                    | 西蒲区のうち旧巻町と旧岩室村のエリア                                                        |
| 西川郵便局 （燕）                       | 959-04xx、959-05xx                    | 西蒲区のうち旧西川町と旧潟東村のエリア                                                      |

### 公園
新潟市には、1,500ヶ所以上の公園が存在する。以下には記事のあるもののみ掲載。その他は各区の記事を参照。
| 中央区 - 白山公園 - 西海岸公園 - 信濃川やすらぎ堤緑地 - 鳥屋野潟公園 - 新潟県スポーツ公園 - 戊辰公園 - 金鉢山公園 | その他 - 水の公園福島潟 - 秋葉公園 - 佐潟公園 - 上堰潟公園 |

## 社会基盤
市内のインフラストラクチャー、ライフラインの整備状況について記載。

### 電話
固定電話の市外局番
新潟市内の固定電話には、3つの単位料金区域（MA）が混在し、025・0250・0256の3つの市外局番が存在する。各MAは周辺市町村の全域または一部を含み、MA内の市町村とは市内通話で利用できる。
3つのMAの範囲は以下の通り。
- 「新潟MA」　025 -2DE、-3DE
  - 北区、東区、中央区、江南区、南区、西区、秋葉区（覚路津）、西蒲区（中之口地区、巻大原、五之上）、聖籠町の一部
- 「新津MA」　 0250 -2E、-3E、-4E、-5E、-6E
  - 秋葉区（覚路津を除く）、江南区（阿賀野［収容局・京ヶ瀬］）、北区（十二前の一部［収容局・京ヶ瀬］）、五泉市のほぼ全域、阿賀野市の全域
- 「巻MA」　0256 -7E、-8E、-9E
  - 西蒲区（中之口地区、巻大原、五之上を除く）、西区（木場の一部）、弥彦村の全域、燕市の一部、長岡市の一部

新潟MAは、1986年（昭和61年）11月1日に新潟県内で最初に市外局番を3桁化した。電話番号の逼迫対策及びMA内を市外局番をつけずに通話可能とするため、0252-DE・0253-DE・02537-E・02538-E・025385-の地域を「025-CDE」に統一した。また、新津MAは1985年（昭和60年）3月27日、巻MAは1984年（昭和59年）12月12日に市外局番を統一した。
新潟県内には市外局番「025」を使用している地域が複数あるが、このうち市内局番200・300番台が新潟MAに割り当てられている。
また、3桁化当時、市外からの天気予報番号であった「025-177」を「025新潟MA」に設定するために市内局番100番台も新潟MAに割り当てられた。
しかし後から、県内で新潟MA以外の「025区域」が発生したため「025-177」では新潟MAとしての識別ができなくなり、市外からの天気予報番号はかつての「0252-177」に戻された。
この経緯から（新潟MAの「100番台」は現在もNTTの方形区画を表記する一覧表において新潟MAの番号帯として割り当てられているが）、
2011年現在「025-177」をダイヤルすると
「下越・新潟地方 0252-177」「魚沼・南魚沼・十日町地方 0257-177」「上越・糸魚川地方 0255-177」の各番号が通話料無料で音声案内される。
なお、加入電話における各MA間の通話料金距離区分は、新潟MAと新津MA・巻MA間は「隣接区域」（昼間・90秒ごとに税別10円）、新津MAと巻MA間は「20km超30kmまで」（平日昼間・60秒ごとに税別10円）の区分となっている。
市外局番の統一化
市域の市外局番が3つに分かれて市外通話となるのは不便なため、市外局番の早期統一化を求める市民の声が「市長への手紙」などへ寄せられることがある。
市としては、市民からの議論が高まった段階で、事業主体であるNTT・総務省に要望していく旨を、新潟市HP内「市長への手紙」で述べている。
2008年10月開催の秋葉区及び西蒲区自治協議会 において、「電話市外局番の統一に関するアンケート」を実施する旨の報告がなされ、12月に新潟市企画調整課により「電話市外局番に関するアンケート」が実施された。アンケートの対象エリアは秋葉区 と西蒲区 のみ。これは市外局番の変更による影響を最も大きく受けるであろう、その区域の大半が「0250新津MA」に属す秋葉区、及び「0256巻MA」に属す西蒲区の住民の意見が重要であると市側が判断したため。それぞれ区において、一般家庭1,000件、事業所1,000件を無作為に選び、両区の合計で4,000件分のアンケート調査を実施した。調査の結果、「事業所側において市外局番を統一することに反対」が半数を超えたため、市としては当面現行の通りとすることが適当と判断した。内訳としては両区とも一般家庭では賛成が半数を超えたが、事業所では両区とも反対が半数を超えた。尚、アンケート実施前の新潟日報のインタビュー記事において市は「賛成が半数を超えたら統一し、過半数に満たなければ統一しないと言うことではない。全体を見てから総合的に判断する。」とし、『過半数』にはこだわらないと述べていた。だが、最終的には『半数以上が反対』と言うことを判断根拠として市外局番の統一を見送った。

### 電力
新潟市内に送配電を行う一般送配電事業者は東北電力（2020年4月1日からは東北電力ネットワーク）である。
市域及び周辺の主な発電所
| 発電所                       | 事業者         | 所在地           | 総出力   |
| ---------------------------- | -------------- | ---------------- | -------- |
| 東新潟火力発電所             | 東北電力       | 聖籠町東港一丁目 | 481万kW  |
| 新潟火力発電所               | 東北電力       | 東区桃山町二丁目 | 39.3万kW |
| 新潟雪国型メガソーラー発電所 | 昭和シェル石油 | 東区平和町       | 1000kW   |

### 都市ガス
市域内の都市ガスは、以下の事業者によって供給される。公営ガス事業を実施している地域は無く、いずれも民営である。
| 事業者       | 本社所在地         | 市域内における供給区域                             |
| ------------ | ------------------ | -------------------------------------------------- |
| 北陸ガス     | 中央区東大通一丁目 | 中央区、西区、東区、北区、江南区（横越地区を除く） |
| 越後天然ガス | 秋葉区新津         | 江南区（横越地区）、秋葉区                         |
| 白根ガス     | 燕市水道町四丁目   | 南区（月潟地区を除く）                             |
| 蒲原ガス     | 西蒲区巻甲         | 南区（月潟地区）、西蒲区                           |

### 水道施設

#### 上水道
市域内の上水道は一部を除き、新潟市水道局が配水を行っている。
配水関係（配水場含む）は新潟市配水系統図でおおよそのどの辺りを区域としているかを見ることができる。
| 浄水場                                        | 所在地               | 市域の主な配水区域                                                                                           |
| --------------------------------------------- | -------------------- | --- |
| 東港浄水場 （新潟東港地域水道用水供給企業団） | 北区笹山             | 北区のほぼ全域 ※東港周辺地域（太郎代を含む）の配水業務は明和工業新潟東港水道事業部が運営                     |
| 大室浄水場 （阿賀野市上下水道局）             | 阿賀野市大室         | 北区（十二前）、江南区（阿賀野） ※阿賀野市から送水し、域内の配水業務は新潟市水道局が運営                     |
| 阿賀野川浄水場                                | 江南区横越上町一丁目 | 北区の一部、東区全域、中央区の新潟島と信濃川浄水場管轄を除く地域 江南区（亀田地区、横越地区、大江山地区）    |
| 信濃川浄水場                                  | 江南区祖父興野       | 中央区の概ね新潟島以外と阿賀野川浄水場管轄を除く地域、西区の一部（黒埼地区）、江南区（曽野木地区、両川地区） |
| 満願寺浄水場                                  | 秋葉区満願寺         | 秋葉区全域                                                                                                   |
| 戸頭浄水場                                    | 南区戸頭             | 南区全域、西蒲区（潟東地区、中之口地区）                                                                     |
| 青山浄水場                                    | 西区青山水道         | 中央区の新潟島地域、概ね西区の旧黒埼町地区を除く地域                                                         |
| 巻浄水場                                      | 西蒲区鷲ノ木         | 西区（旧巻町の四ツ郷屋地区）、西蒲区（巻地区、西川地区、岩室地区）                                           |

上記に特記した以外の地域の配水業務は全て、新潟市水道局が運営を行っている。

#### 下水道
新潟市の汚水処理人口普及率は86.0%（2014年（平成26年）度末現在）である。普及率は都市部などの下水道設備や農村部などの集落排水施設が整備された区域の人口と、合併処理浄化槽の利用者数に基づくもので、新潟県内の全30市町村では22番目と下位に位置する。このうち、全人口に対する下水道処理区域内の人口の割合を示す下水道処理人口普及率は83.4%（同年度末現在）である。
新潟市の下水道事業は1952年（昭和27年）1月、のちに新潟島となる地域の東部（船見処理区）から整備が着手された。1958年（昭和33年）からは地盤沈下対策の一環として整備区域が拡大され、船見下水処理場は1964年（昭和39年）5月から処理を開始したが、同年6月16日の新潟地震で壊滅的な被害を受け、船見処理区の復旧作業は1967年（昭和42年）春にまで及んだ。
新潟市ではこの新潟地震に加え、軟弱地盤という元々の立地条件から整備費が増大し、他都市と比較して下水道網の整備が大きく立ち遅れた。市域内の下水道処理区は1970年代後半まで船見処理区しかなく、1979年（昭和54年）の新潟市の下水道処理人口普及率は14.8%と、当時の全国平均28.0%を大きく下回り、鳥屋野潟の水質汚濁が深刻化するなどの問題を引き起こした。
新潟市の旧市域とのちの編入市域では1980年（昭和55年）以降、下水処理場の新規整備が進んだ。また新潟市では1991年（平成3年）、下水道処理人口普及率の年間3%増加を目指した「第7次下水道整備5か年計画」を策定し、急ピッチで下水道整備を進めた結果、13市町村の編入合併前の2003年（平成15年）の下水道処理人口普及率は72.7%と、当時の全国平均66.7%を上回った。
しかし編入市域の一部には下水道の整備が進捗していない地域が残存している。特に南区と西蒲区の普及率は30%前後にとどまり、全国平均を大幅に下回っている。両区域は農地が多くを占めるなど、下水道網の整備が困難な地域が点在することから、市では集落排水施設や合併処理浄化槽の導入なども併せて検討し、市内全域の汚水処理化を目指している。
| 行政区                                         | 行政人口（人） | 下水道処理人口（人） | 普及率（％） |
| ---------------------------------------------- | -------------- | -------------------- | ------------ |
| 新潟市全域                                     | 801,270        | 668,233              | 83.4         |
| 北区                                           | 76,290         | 55,335               | 72.5         |
| 東区                                           | 138,435        | 136,802              | 98.8         |
| 中央区                                         | 175,923        | 172,131              | 97.8         |
| 江南区                                         | 69,306         | 61,598               | 88.9         |
| 秋葉区                                         | 77,976         | 74,179               | 95.1         |
| 南区                                           | 46,370         | 16,430               | 35.4         |
| 西区                                           | 157,168        | 131,505              | 83.7         |
| 西蒲区                                         | 59,802         | 20,253               | 33.9         |
| 新潟県全体の 下水道処理人口普及率              |                |                      | 72.3         |
| 全国平均の 下水道処理人口普及率 （2014年度末） |                |                      | 77.6         |

下水処理場および処理区
| 施設名                                    | 所在地               | 市域の下水道処理区                                                                                      |
| ----------------------------------------- | -------------------- | --- |
| 島見浄化センター                          | 北区島見町           | 北区（北地区のうち南浜地域の一部）                                                                      |
| 新井郷川浄化センター （新潟県下水道公社） | 北区名目所一丁目     | 北区（島見処理区を除く全域）                                                                            |
| 新潟浄化センター （新潟県下水道公社）     | 東区下山三丁目       | 東区、中央区（東地区の一部）、江南区（亀田地区、横越地区、大江山地区）                                  |
| 船見下水処理場                            | 中央区船見町一丁目   | 中央区（新潟島東部）                                                                                    |
| 中部下水処理場                            | 中央区太右ェ門新田   | 中央区（新潟・船見両処理区を除く全域）、江南区（曽野木地区、両川地区） 西区（坂井輪地区、西地区の一部） |
| 新津浄化センター （新潟県下水道公社）     | 秋葉区古田ノ内大野開 | 秋葉区                                                                                                  |
| 白根中央浄化センター                      | 南区根岸             | 南区（白根地区）                                                                                        |
| 西川浄化センター （新潟県下水道公社）     | 西区笠木             | 西区（中部処理区を除く全域）、南区（味方地区、月潟地区）、西蒲区                                        |

中部下水処理場では2013年（平成25年）1月28日から、処理過程で発生するメタンガスが主成分の「汚泥消化ガス」を燃料にした発電システムを稼働している。新潟県内の下水道事業として初の発電施設で、出力560kW、年間総発電量約440万kWh（一般家庭約1400世帯分）を有し、同処理場の消費電力の約4割を賄うことができる。

### 処理施設
新潟市が所管する廃棄物処理施設は下記の通り。

#### ごみ処理施設
廃棄物中間処理施設
廃棄物の焼却や選別、破砕などの中間処理を行う施設として、下記7施設が設けられている。
また資源再生センター（エコープラザ）は施設老朽化のため2024年3月で廃止が発表されている。
| 施設名                                      | 所在地           | 燃やすごみ（普通ごみ）の収集区域                                                                                      |
| ------------------------------------------- | ---------------- | --- |
| 豊栄環境センター （豊栄郷清掃施設処理組合） | 北区浦ノ入       | 北区（豊栄地区） |
| 資源再生センター （エコープラザ）           | 東区下木戸三丁目 | （粗大ごみの集積・選別、資源ごみの破砕・選別のみ）                                                                    |
| 亀田清掃センター                            | 江南区亀田       | 北区（北地区）、東区、中央区、江南区                                                                                  |
| 新津クリーンセンター                        | 秋葉区小口       | 秋葉区（新津地区） |
| 白根グリーンタワー                          | 南区臼井         | 秋葉区（小須戸地区）、南区、西蒲区（中之口地区） （廃棄物の集積・破砕・選別のみ。焼却業務は新田清掃センター他で実施） |
| 新田清掃センター                            | 西区笠木         | 西区（四ツ郷屋を除く）                                                                                                |
| 鎧潟クリーンセンター                        | 西蒲区鎧潟       | 西区（四ツ郷屋）、西蒲区（中之口地区を除く）                                                                          |

廃棄物の焼却は資源再生センターと白根グリーンタワーを除く5施設で行われる。
埋立処分地
焼却灰などの最終埋立処分は下記5施設で行われている。
| 施設名                                                 | 所在地     |
| ------------------------------------------------------ | ---------- |
| 一般廃棄物最終処分場 江楓園 （豊栄郷清掃施設処理組合） | 北区前新田 |
| 太夫浜埋立処分地（第三期）                             | 北区島見町 |
| 亀田第三埋立処分地                                     | 江南区亀田 |
| 第四赤塚埋立処分地                                     | 西区東山   |
| 福井埋立処分地                                         | 西蒲区福井 |

#### し尿処理施設
市域内のし尿・浄化槽汚泥などの処理は下記4施設で行われている。
| 施設名                                     | 所在地               | し尿・汚泥の搬入区域                                 |
| ------------------------------------------ | -------------------- | ---------------------------------------------------- |
| 清掃センター し尿処理場 （阿賀北広域組合） | 阿賀野市船居         | 北区（豊栄地区）                                     |
| 舞平処理センター                           | 江南区平賀           | 阿賀北・新津・巻の収集区域を除く市内全域             |
| 新津浄化センター （新潟県下水道公社）      | 秋葉区古田ノ内大野開 | 秋葉区（新津地区）                                   |
| 巻処理センター                             | 西蒲区福井           | 秋葉区（小須戸地区）、南区、西区（四ツ郷屋）、西蒲区 |

## 対外関係

### 姉妹都市･提携都市

#### 海外
海外の姉妹都市などは下記の通り。
姉妹都市
- ガルベストン市（アメリカ合衆国 テキサス州）
1965年1月28日姉妹都市提携締結
- ハバロフスク市（ロシア連邦 ハバロフスク地方）
1965年4月23日姉妹都市提携締結
- ウラジオストク市（ロシア連邦 沿海地方）
1991年2月28日姉妹都市提携締結
- ビロビジャン市（ロシア連邦 ユダヤ自治州）
1992年8月6日旧豊栄市と姉妹都市提携締結　2005年3月21日新潟市への編入合併と同時に姉妹関係が継承され、同年8月30日に調印式が行われた。
- ナント市（フランス共和国 ペイ･ド･ラ･ロワール地方 ロワール･アトランティック県）
2009年1月31日姉妹都市提携締結　1999年6月4日に交流協定都市を締結し、2009年に姉妹都市を締結した。

友好都市
- 哈爾浜(ハルビン)市（中華人民共和国 黒竜江省）
1979年12月17日友好都市提携締結

交流協定都市
- 蔚山市（大韓民国 広域市）
2006年9月21日交流協定都市提携締結

友好交流のある都市
- ハル市（イギリス連合王国 イングランド国 ヨークシャー･ハンバー地方 イーストライディング･オブ･ヨークシャー州）
1963年に英国大使館の仲介で交流を開始し、同年に両市で児童画交換展が開催されたのをはじめ、20年にわたってハル側からバラの苗木が市民に贈呈された他、1990年からは使節団の相互訪問などの交流事業が続けられている。なお、協定の締結などは行われていない。

上記のように、環日本海地域との繋がりが深く、市内の案内板では英語、中国語の他に朝鮮語、ロシア語表記の物が目立つ。また、環日本海地域であることのほかに港町であることや、サッカー・FIFAワールドカップの開催などの共通点がある。

#### 国内
新潟市は2015年5月現在、国内には姉妹友好都市として交流している都市は存在しないものの、県内外の多くの都市と災害時の事務協力や、観光誘客、文化交流などに関する連携協定を締結している。
政策連携協定
- 上越新幹線活性化同盟会（新潟県、県議会、上越新幹線沿線・周辺18市町村、各市町村議会ほか）
- 北関東・新潟地域連携軸推進協議会（新潟市、加茂市、長岡市、柏崎市、湯沢町の県内5市町、群馬県7市町、栃木県5市町、茨城県3市町）

これら20市町とは災害時の相互応援協定も締結されている。
- 磐越自動車道沿線都市交流会議（新潟県および福島県の同道沿線16市町）

防災連携協定
- 新潟県内
  - 災害時における近隣市町村相互応援協定（新潟市、長岡市、三条市、新発田市、加茂市、燕市、五泉市、阿賀野市、佐渡市、聖籠町、弥彦村、田上町）

1995年(平成7年)4月1日締結
  - 県央広域市町村における災害時の相互応援に関する協定（新潟市、三条市、燕市、加茂市、長岡市、田上町、弥彦村）

1996年(平成8年)2月29日 旧岩室村が締結
- 新潟県外
  - 災害時における相互応援協定

神奈川県川崎市 : 1969年（昭和44年）7月29日締結
埼玉県さいたま市 : 2014年（平成26年）3月25日締結
群馬県前橋市 : 2014年（平成26年）9月29日締結
群馬県高崎市 : 2014年（平成26年）9月29日締結
愛媛県西条市 : 2015年（平成27年）6月13日締結
  - 自治体防災情報ネットワーク加盟都市災害時相互応援に関する協定(新潟市、仙台市、島原市、釧路市、墨田区、静岡市、福井市)

2006年(平成18年)4月1日締結
  - 横浜市と新潟市の危機発生時における相互応援に関する協定

2008年(平成20年)2月4日締結
  - 石油基地自治体協議会加盟団体災害時相互応援協定（石油基地が立地する全国56市町）

2011年(平成23年)7月12日締結
  - 21大都市災害時応援に関する協定（東京都と全20政令指定都市）

2012年(平成24年)10月1日締結
東京都および20政令市の間では、この協定を補完する民生主管部局と衛生主管部局の災害時相互応援協定を2013年(平成25年)3月に相次いで締結している。

観光連携・文化交流協定
新潟市は1858年(安政5年)の日米修好通商条約により日本最初の開港地となった、いわゆる「開港五港」のひとつである新潟港を擁するが、1993年(平成5年)から、この開港5都市にあたる函館市、横浜市、神戸市、長崎市の行政関係者や市民団体が集い、まちづくり活動などに関して意見交換や交流を行うことを目的に「開港5都市景観まちづくり会議」を開催している。この会議は5都市が持ち回り制で各々5年おきに主催しており、新潟市は1997年(平成9年)、2002年(平成14年)、2007年(平成19年)、2012年(平成24年)に開催地となっている。また横浜市とは2006年(平成18年)、2008年(平成20年)夏の第34回主要国首脳会議(サミット)の開催誘致を共同で行っている。両市は「開港都市サミット」として横浜で首脳会合、新潟で閣僚会合を開催するとしていたが、結局開催地は北海道となり(北海道洞爺湖サミット)、新潟では労働大臣会合が、横浜ではアフリカ開発会議がそれぞれ開催された。
- 新潟市・佐渡市誘客連携協定
2008年(平成20年)8月1日締結
- 会津若松市・新潟市観光交流宣言
2012年(平成24年)7月22日締結
- 新潟市・高崎市観光交流連携協定
- 開港5都市連携(新潟市、函館市、横浜市、神戸市、長崎市)
1993年(平成5年)より共同で交流事業を実施(詳細は前述)
- 京都市・新潟市観光・文化交流宣言
2013年(平成25年)3月26日締結[36]
- 千の風サミット（新潟市、七飯町、西条市）
2009年（平成21年）2月13日宣言

編入市域における国内友好都市
2005年の編入市域に含まれる4町村が、国内各地の市町村と姉妹都市を締結していたが、編入合併以降は市の交流促進事業の一環に組み込まれ、各地区ごとの交流事業として継承されている。
- 茨城県稲敷郡美浦村: 1981年(昭和56年)2月14日、旧横越村と締結

当時の横越村とは、1961年(昭和36年)2月に開かれた青年学級交歓会をきっかけに交流を深め、1981年に姉妹村として正式調印した。町制施行後の横越町、編入合併・政令市移行後の江南区横越地区となった今日においても、交流事業は引き続き行われている。
- 北海道空知総合振興局樺戸郡月形町: 1992年(平成4年)2月14日、旧月潟村と締結

当時の月潟村とは、同じ「つきがた」という自治体名の縁から1990年(平成2年)より相互交流を開始し、1992年に友好姉妹町村を締結。編入合併後も、児童交流をはじめとする交流事業が引き続き実施されている。
- 北海道日高振興局様似郡様似町：1995年(平成7年)10月22日、旧味方村と締結

当時の味方村とは「白根大凧合戦」、様似町は「北海道大凧まつり」と、共に凧の祭りが行われているという縁から1991年(平成3年)から交流を開始し、1995年に姉妹都市を締結。編入合併後も交流事業が継続されている。
- 石川県白山市鶴来町: 2001年(平成13年)6月27日、旧亀田町と締結

両町の町名を合わせた「鶴亀」に因んで交流を開始し、2001年に「鶴亀友好都市」を宣言した。のちに両町とも合併したため自治体名は消滅したが、交流事業は継続されている。

### 国際機関

#### 領事館
総領事館
- 在新潟ロシア連邦総領事館
- 在新潟中華人民共和国総領事館
- 駐新潟大韓民国総領事館

名誉領事館
- 在新潟フランス名誉領事館
- 在新潟モンゴル国名誉領事館

## 経済
新潟市の市内総生産は、2兆9,682億円（平成18年度）である。市域内は水田などの耕作地が多くあるが、それら第一次産業の割合は1%程度と全体を占める割合は低いが米の生産量とチューリップ栽培が日本一の自治体である。
第三次産業が全体の約8割を占め、次に第二次産業が約2割を占める。
| 項目             | 実数 （億円） | 構成比 （%） | 対前年度 増加率 （%） |
| ---------------- | ------------- | ------------ | --------------------- |
| 市内総生産額     | 29,682        | -            | △1.7                  |
| 産業分類別生産額 | 30,755        | -            | △1.7                  |
| 第一次産業       | 420           | 1.4          | △8.2                  |
| 第二次産業       | 5,358         | 17.4         | △2.3                  |
| 第三次産業       | 24,978        | 81.2         | △1.5                  |

### 新潟市に本社を置く主な企業
上場企業のみを記載。
- 東証プライム上場企業
  - コメリ（ホームセンター）（南区）
  - 亀田製菓（江南区）
  - 一正蒲鉾（東区）
  - 福田組（中央区）
  - 第四北越フィナンシャルグループ（中央区）
- 東証スタンダード上場企業
  - ダイニチ工業（南区）
  - セイヒョー（北区）
  - サトウ食品（東区）
  - 北陸ガス（中央区）
  - 第一建設工業（中央区）
  - リンコーコーポレーション（中央区）
  - BSNメディアホールディングス（中央区）
  - キタック（中央区）
  - 新潟交通（中央区）
  - トップカルチャー（西区）

## マスメディア

### 新聞・通信
新聞社
- 新潟日報社

### テレビ放送局
地上波テレビ局
- NHK新潟放送局
- 新潟放送（BSN）（TBS系列）

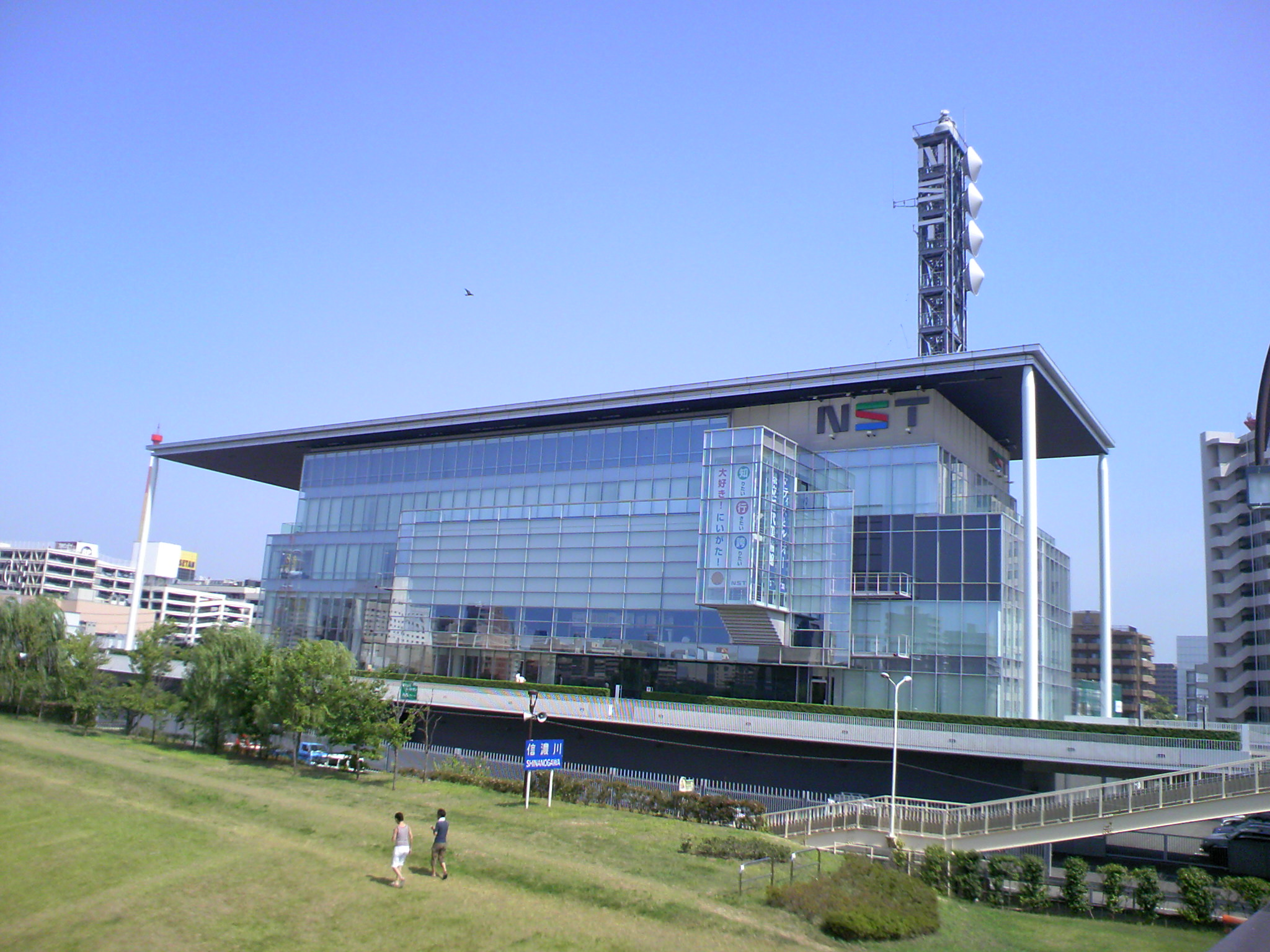
新潟総合テレビ本社

- NST新潟総合テレビ（NST）（フジテレビ系列）
- テレビ新潟放送網（TeNY）（日本テレビ系列）
- 新潟テレビ21（UX）（テレビ朝日系列）

ケーブルテレビ局
- ニューメディア新潟センター（NCV）

### ラジオ放送局
ラジオ局
- NHK新潟放送局
- 新潟放送（BSN）（JRN・NRN系列）
- エフエムラジオ新潟（FM-NIIGATA）（JFN系列）
- FM KENTO（コミュニティFM局）
- RADIO CHAT（同上）
- ぽかぽかラジオ（同上）

## 交通

新潟市近郊の主なバイパス網を表した路線図。

新潟市とその周辺は、本州日本海側の交通結節点としての機能を担っている。
鉄道ではJR東日本の上越新幹線をはじめ、新潟駅を中心として新潟県内の上越地方や中越地方、東北地方などとを結ぶ在来線の特急・快速列車が運行されている。
道路交通では、高速道路が新潟市を中心に北陸自動車道、磐越自動車道、日本海東北自動車道が放射状に広がり、万代シテイバスセンターを拠点として高速バスの路線網が県内外の主要都市とを結んでいる。特に県内線の高速バス路線（ときライナー）は市内中心部の繁華街や主要施設に直接アクセスできる利点を活かし、各路線とも高頻度で運行されている。さらに国道・県道などの一般道路においても郊外を経由するバイパス道路網が発達しており、市内外各地への移動や都市間輸送に大きな役割を果たしている。新潟空港は国内外各地に路線網を有し、新潟港は海上交通の要衝として国際拠点港湾、中核国際港湾、日本海側拠点港のうち総合的拠点港に指定されている。

### 空港

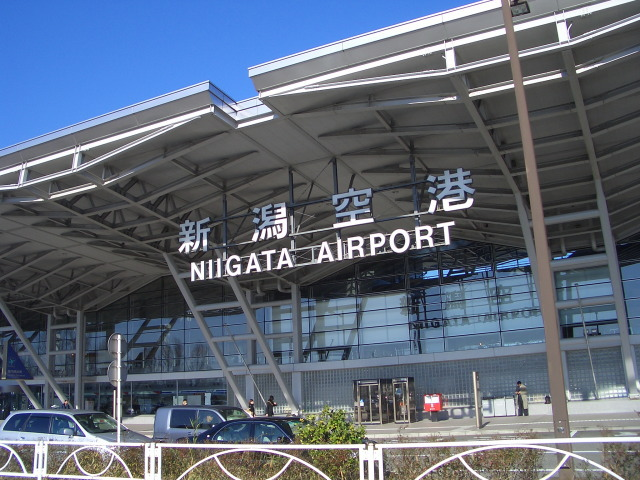
新潟空港

東区の阿賀野川河口左岸側に位置する新潟空港からは、国内各都市および東アジア各都市とを結ぶ路線が就航している。新潟駅からバスで約25分の地点に立地し、市街地からのアクセスは比較的良好である。
新潟県と新潟市では国内線・国際線の路線網拡充をはじめ、県内外各方面から空港へのアクセス改善、航空貨物輸送の活性化など空港の利便性向上を図る活性化策を進め、利用喚起を行なっている。

### 港湾
市域には1858年の日米修好通商条約では開港五港の1つとして指定された新潟港があり、本州日本海側の海上交通の要衝の一つになっている。特定港、特定重要港湾、日本海側の港湾として唯一の中核国際港湾に指定されているほか、日本海側拠点港のうち全国5港の総合的拠点港の一つに、部門別では国際海上コンテナと液化天然ガスの2部門の拠点港に指定されている。
新潟港は、中央区・東区の信濃川両岸を港域とする河口港湾の西港区（新潟西港）と、北区・北蒲原郡聖籠町に跨る堀込み港湾の東港区（新潟東港）の2港域から成っている。東港区には本州日本海側では最大の取扱個数を有する国際海上コンテナターミナルが設けられており、西港区は佐渡汽船や新日本海フェリーの佐渡・北海道・敦賀航路などが発着する。
| 佐渡汽船 - 新潟港 - 両津港 | 新日本海フェリー - 新潟港 - 小樽港 - 敦賀港 - 新潟港 - 秋田港 - 苫小牧港 |

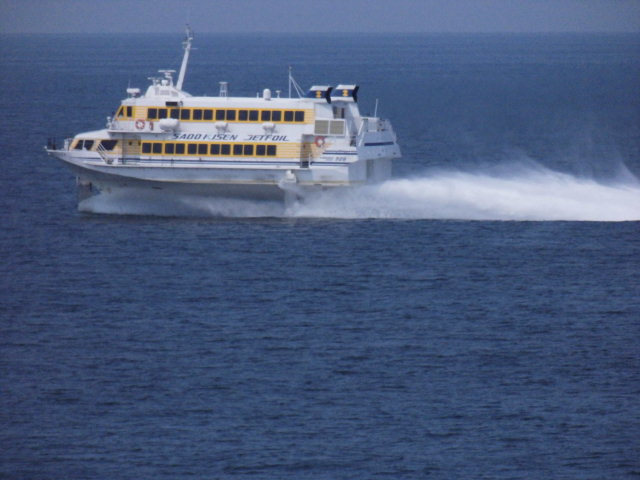
新潟港-両津港ジェットフォイル
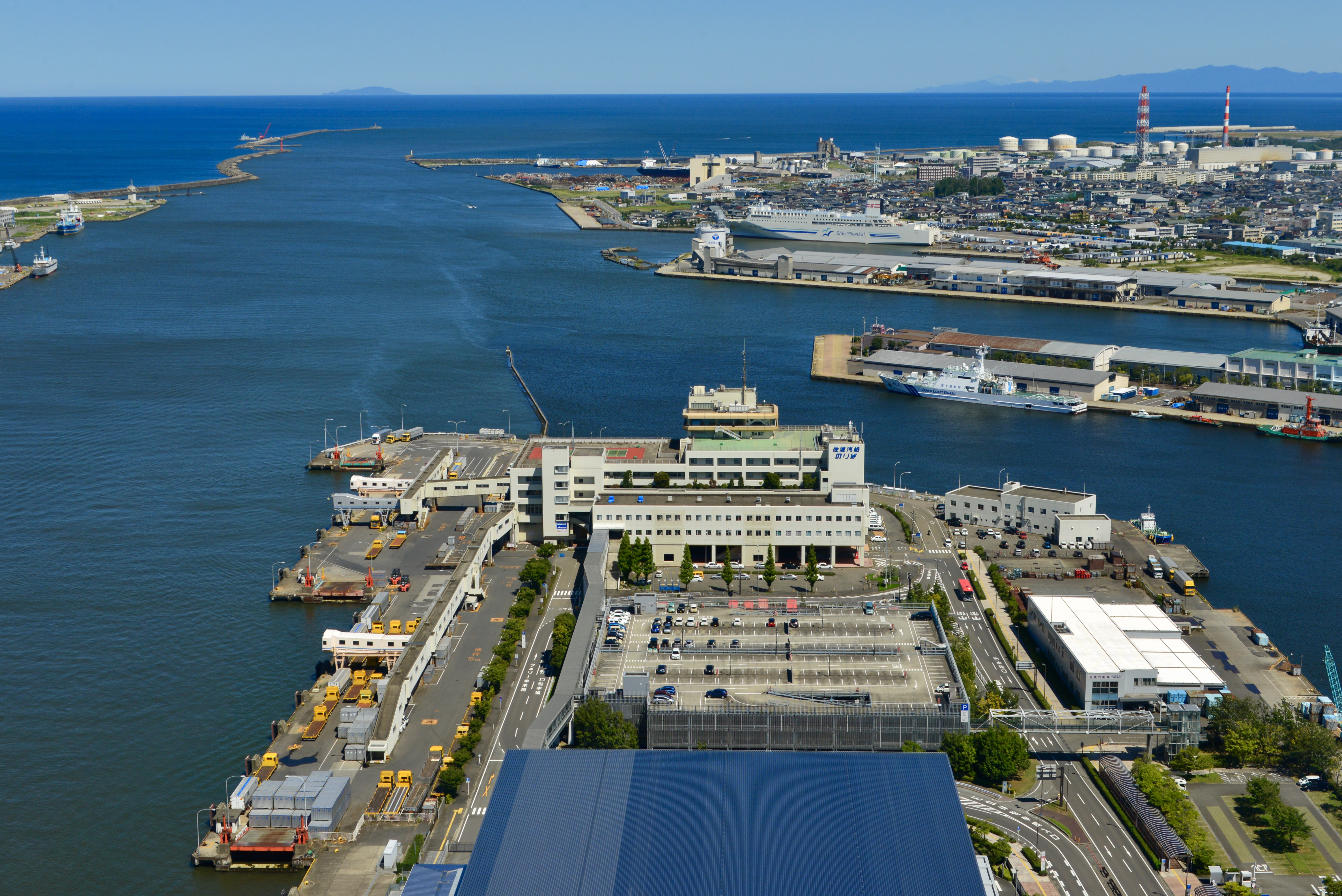
新潟西港の佐渡汽船ターミナル
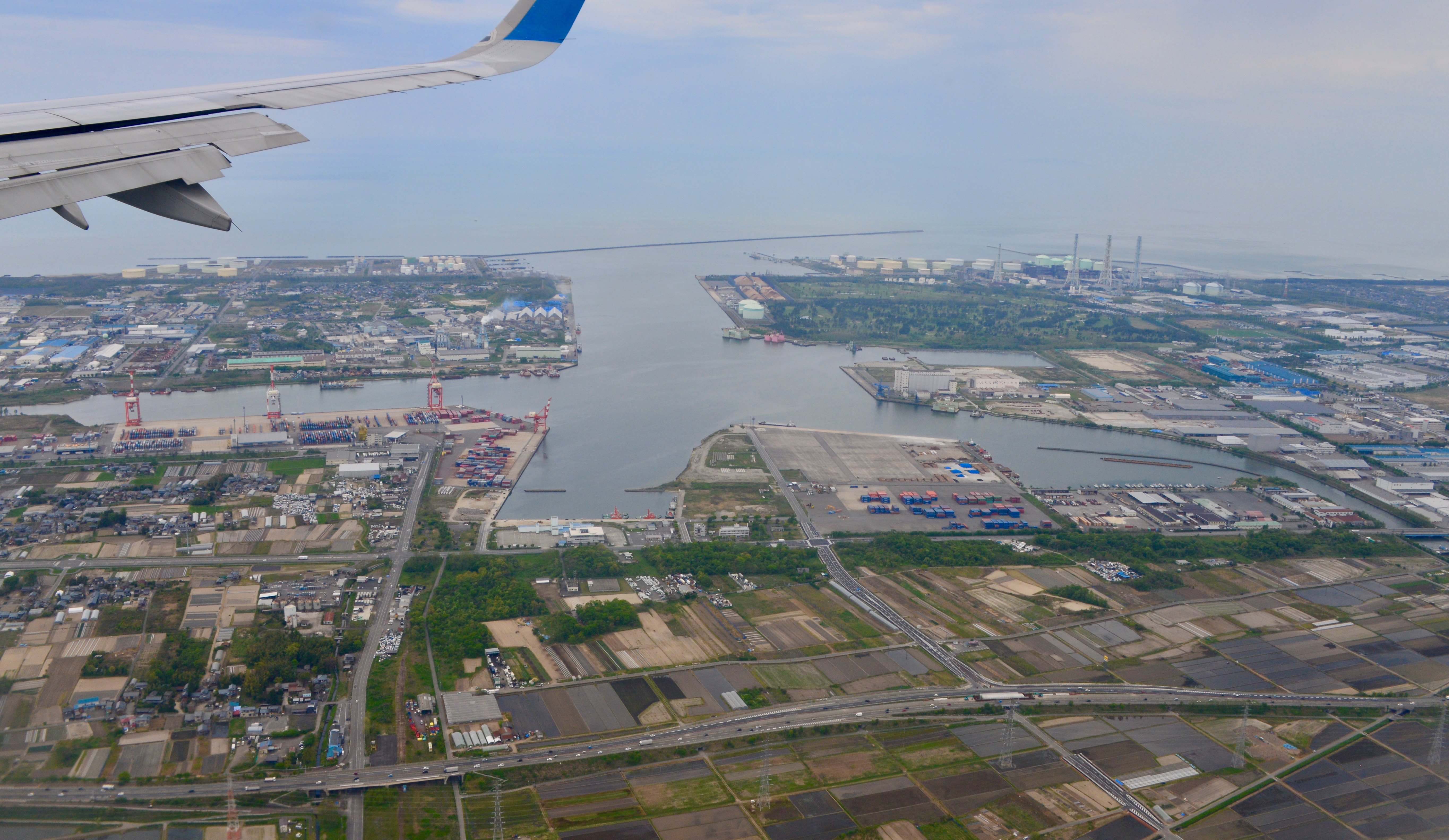
新潟東港

## 観光
| 合計             | 合計                       | 1,862万人 |
| 観光地点         | 自然                       | 54万人    |
| 観光地点         | 歴史・文化                 | 372万人   |
| 観光地点         | 温泉・健康                 | 100万人   |
| 観光地点         | スポーツ・レクリエーション | 127万人   |
| 観光地点         | 都市型観光                 | 483万人   |
| 観光地点         | その他                     | 45万人    |
| 行祭事・イベント | 行祭事・イベント           | 682万人   |

新潟市の観光入込客数は約1,862万人（2017年（平成29年））で、都市型観光と祭事やイベントなどによる集客が全体の6割を占める。また、新潟県下越地域の観光入込客数の約61%、新潟県全体では約26%を占める。
新潟市の主要な観光地は、港に関するものが新潟島や信濃川周辺に集中する他、農業や自然に関するものが平野部に分散している。以下に記述する文化財や名所以外の観光資源に関しては「新潟市の教育#美術館」「新潟市の教育#博物館」「新潟市の教育#動植物園」「#スポーツ」「#文化」を参照。

### 広域連携
県内外の都市との観光に関する広域連携については「#観光連携・文化交流協定」を参照。

### 文化財

#### 新潟市内にある国指定の文化財

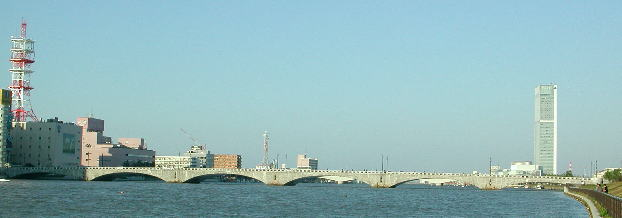
国の重要文化財に指定されている「萬代橋」の全景

重要文化財
- 旧笹川家住宅
- 萬代橋
- 種月寺本堂
- 絹本著色不動明王二童子像（法光院蔵）
- 木造地蔵菩薩半跏像（茂林寺蔵）
- 彩磁禽果文花瓶 板谷波山作（敦井美術館蔵）
- 雪村友梅墨跡（北方文化博物館蔵）
- 菖蒲塚古墳出土品（金仙寺蔵、新潟市歴史博物館寄託）

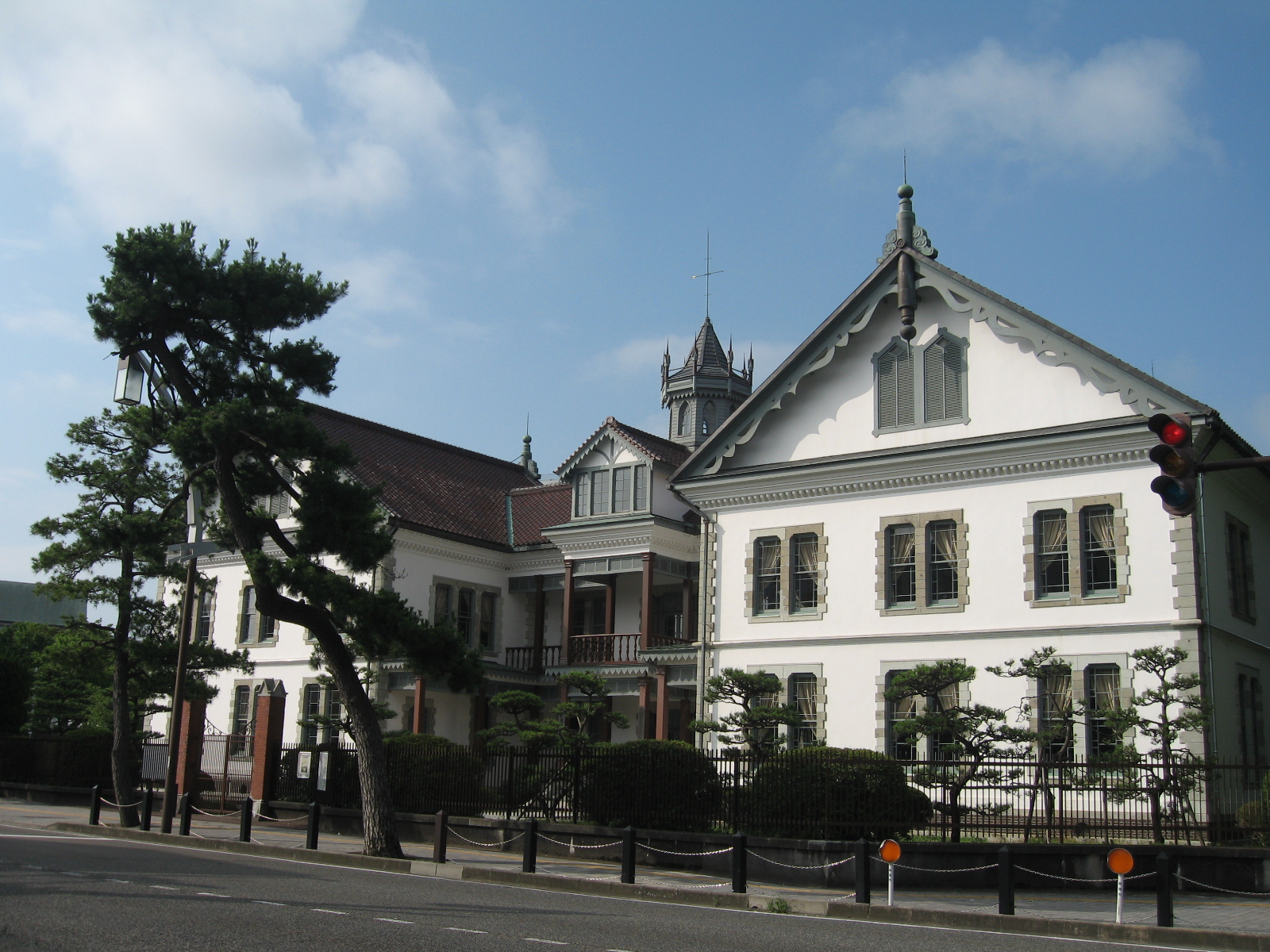
新潟県議会旧議事堂
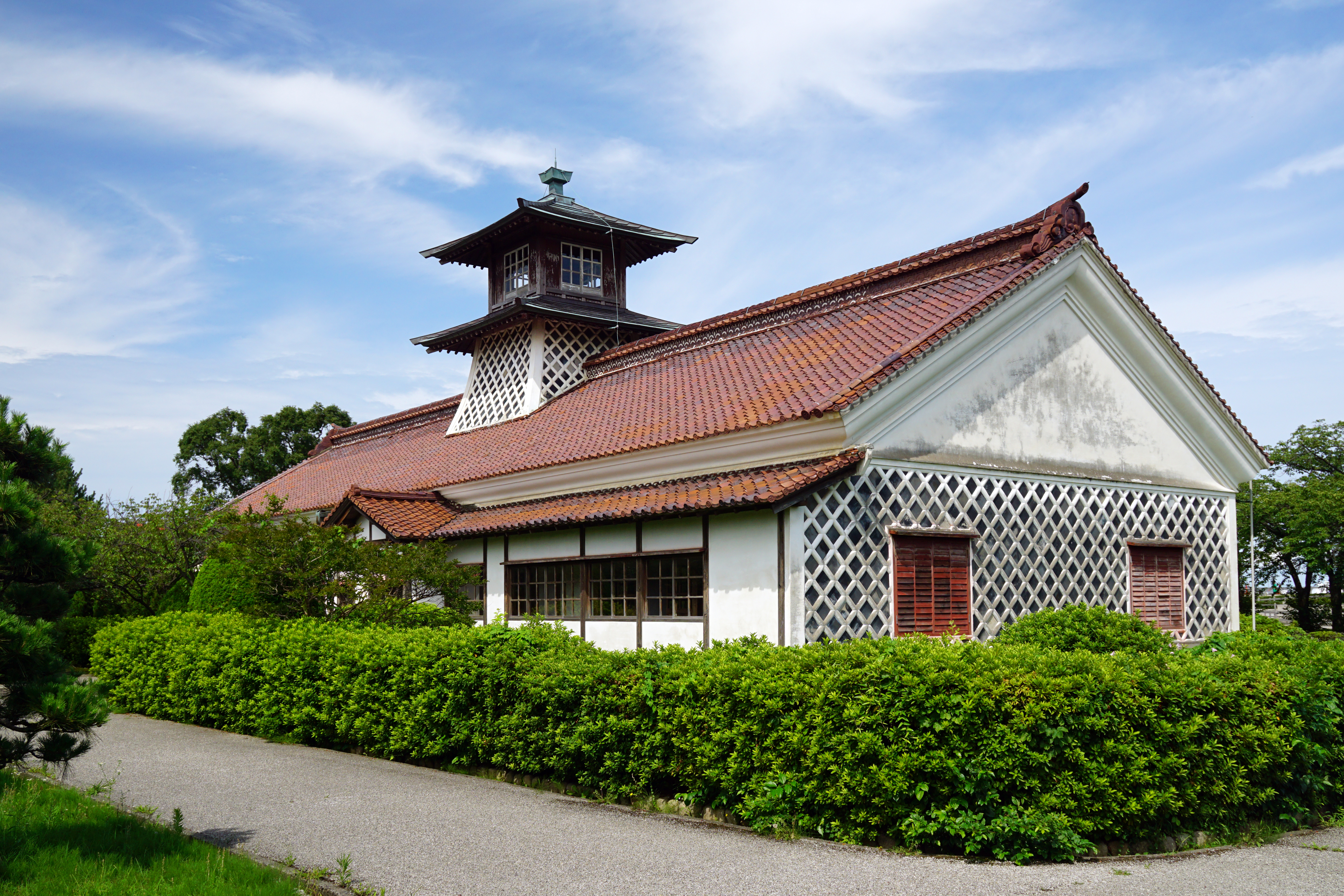
旧新潟税関庁舎

重要有形民俗文化財
- 金刀比羅神社奉納模型和船

天然記念物
- 鳥屋野逆ダケの薮
- 月潟の類産ナシ

### 主な観光資源

#### 行祭事・イベント
| 音楽・芸能 - 日本海夕日コンサート - NIIGATA JAZZ FESTIVAL - 新潟JAZZストリート - にいがた総おどり | 食・酒 - にいがた食の陣 - 新潟淡麗にいがた酒の陣 - 新潟クラフトビールの陣 | 文化 - 安吾賞 - にいがたマンガ大賞 - ガタケット - がたふぇす - わらアート | その他 - 古町どんどん - NIIGATA光のページェント - 白根大凧合戦 |

#### 都市型観光
| 建築物・展望台 - 新潟島の登録有形文化財建築（中央区 (新潟市)#観光を参照） - 朱鷺メッセ - NEXT21 - 新潟日報メディアシップ - みなとタワー 工場・酒造見学 - 新潟せんべい王国 - 総合車両製作所新津事業所 - 今代司酒造 - グリーンズプラント巻 | 買物・食 - 新潟ふるさと村 - ピアBandai - 沼垂テラス - 古町・人情横丁 - 道の駅花夢里にいつ - いくとぴあ食花 - 花とみどりのシンボルゾーン「うららこすど」 - 新潟市アグリパーク - カーブドッチ - そら野テラス - 南区の観光農園群 |  |

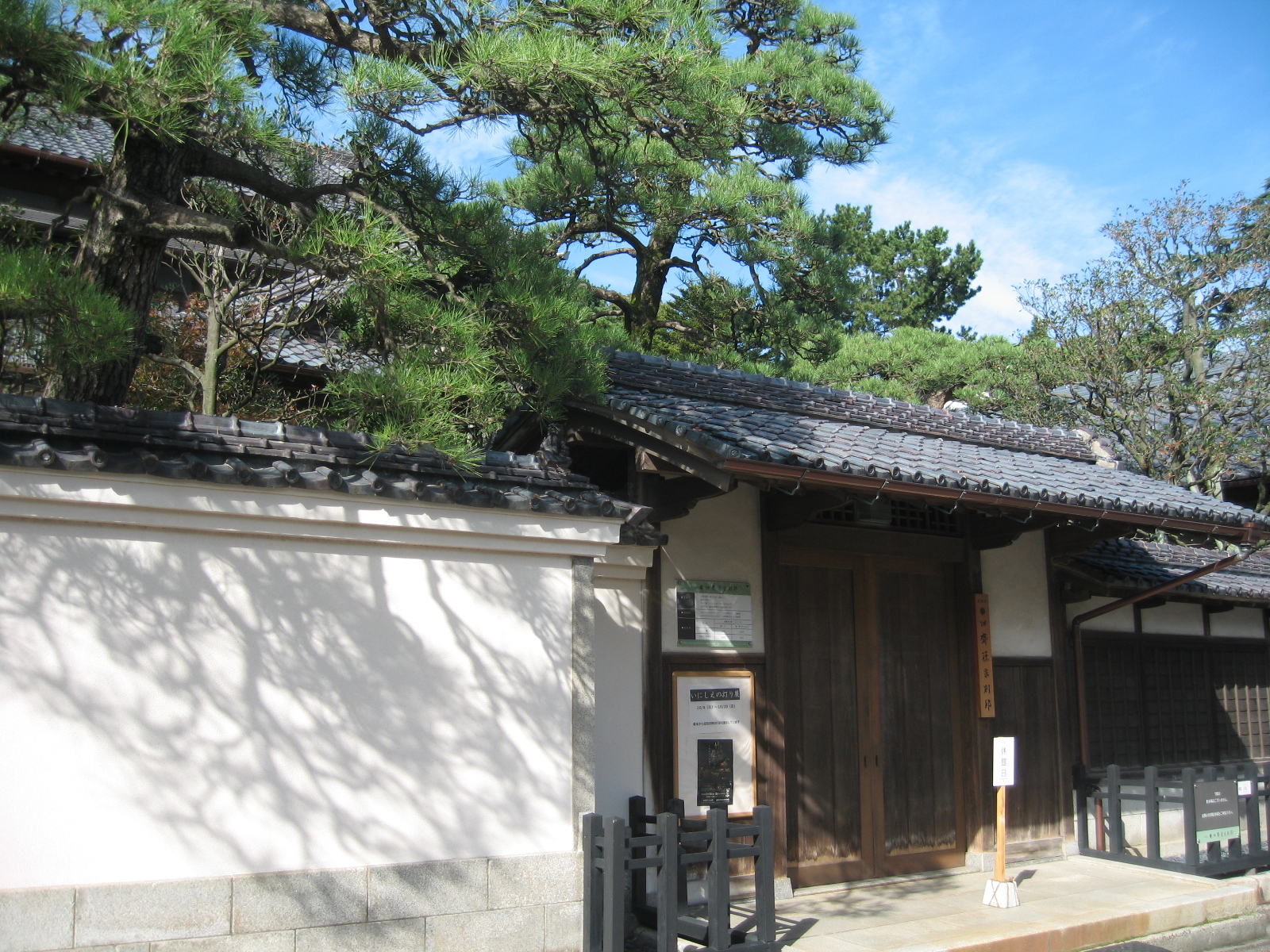
旧齋藤家別邸
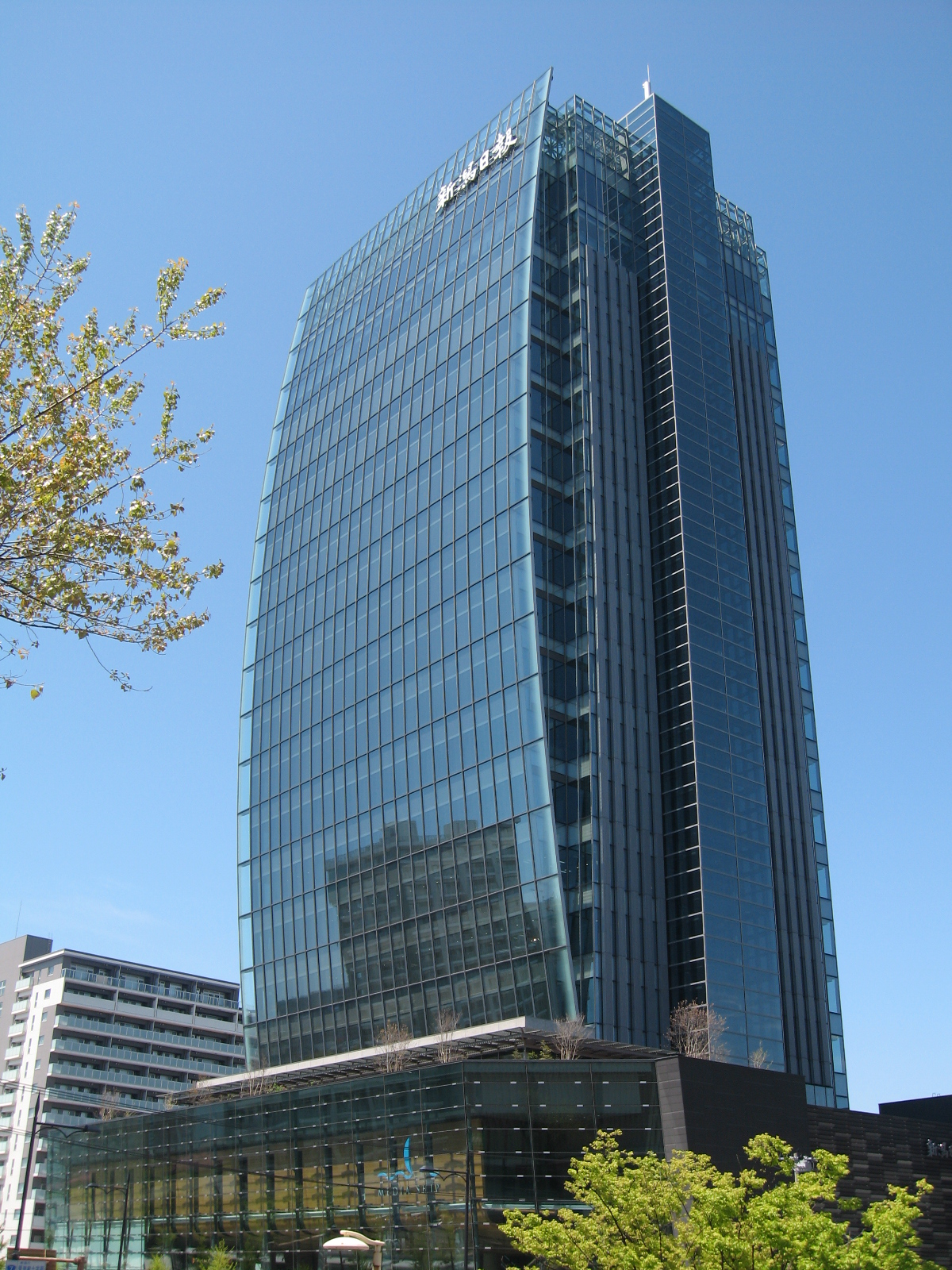
新潟日報メディアシップ
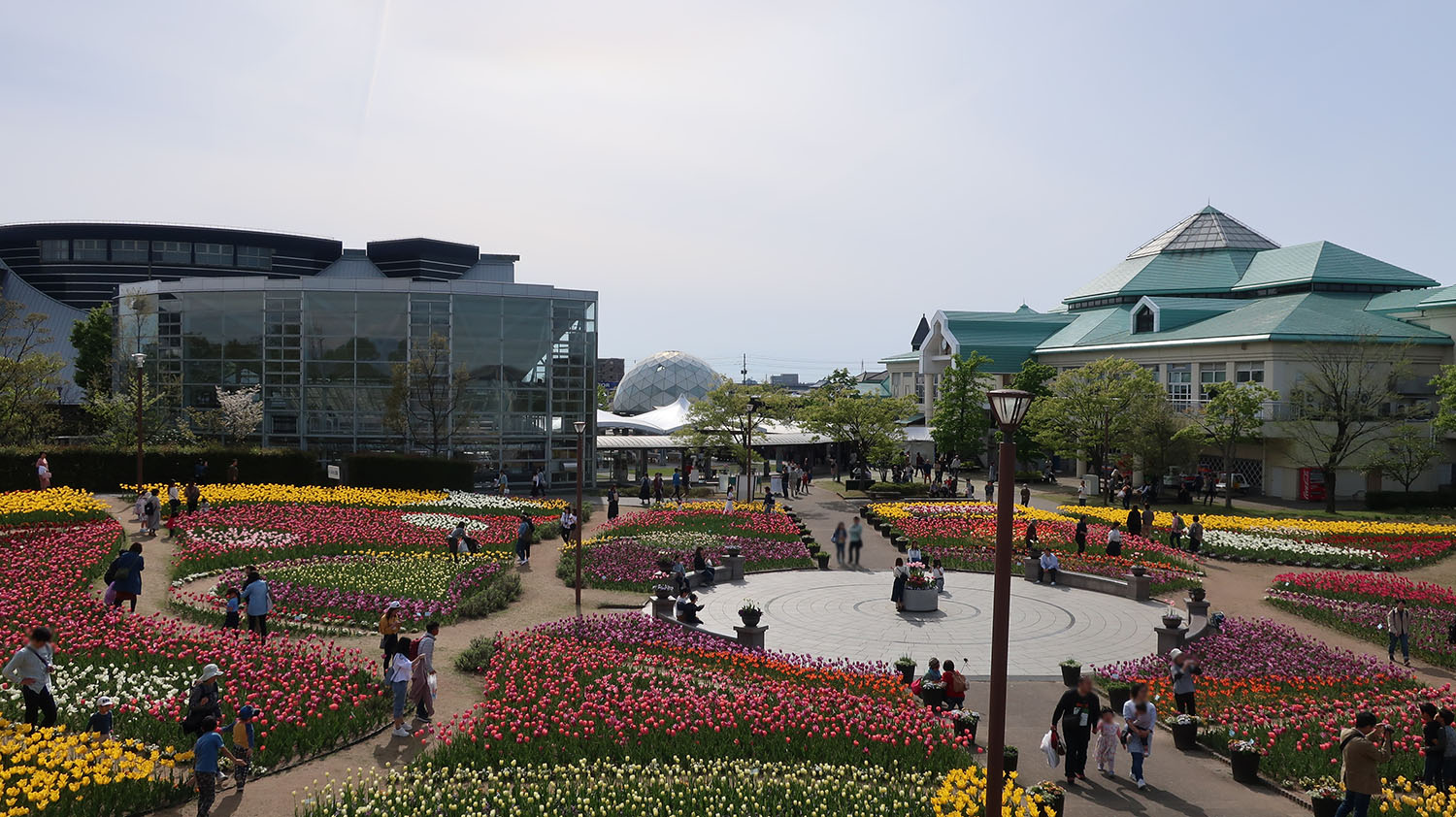
新潟ふるさと村
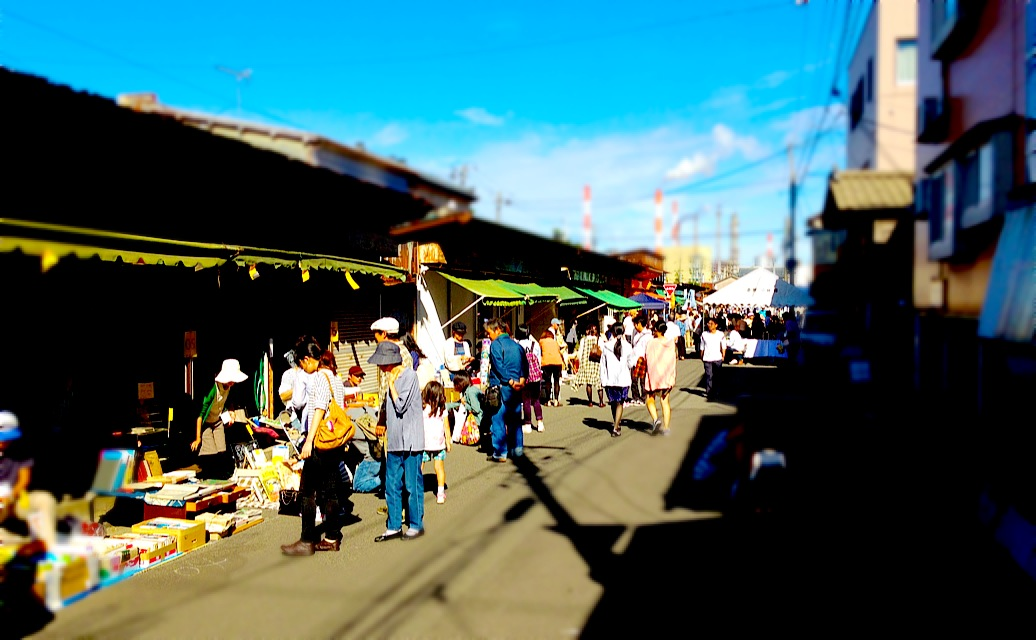
沼垂テラス
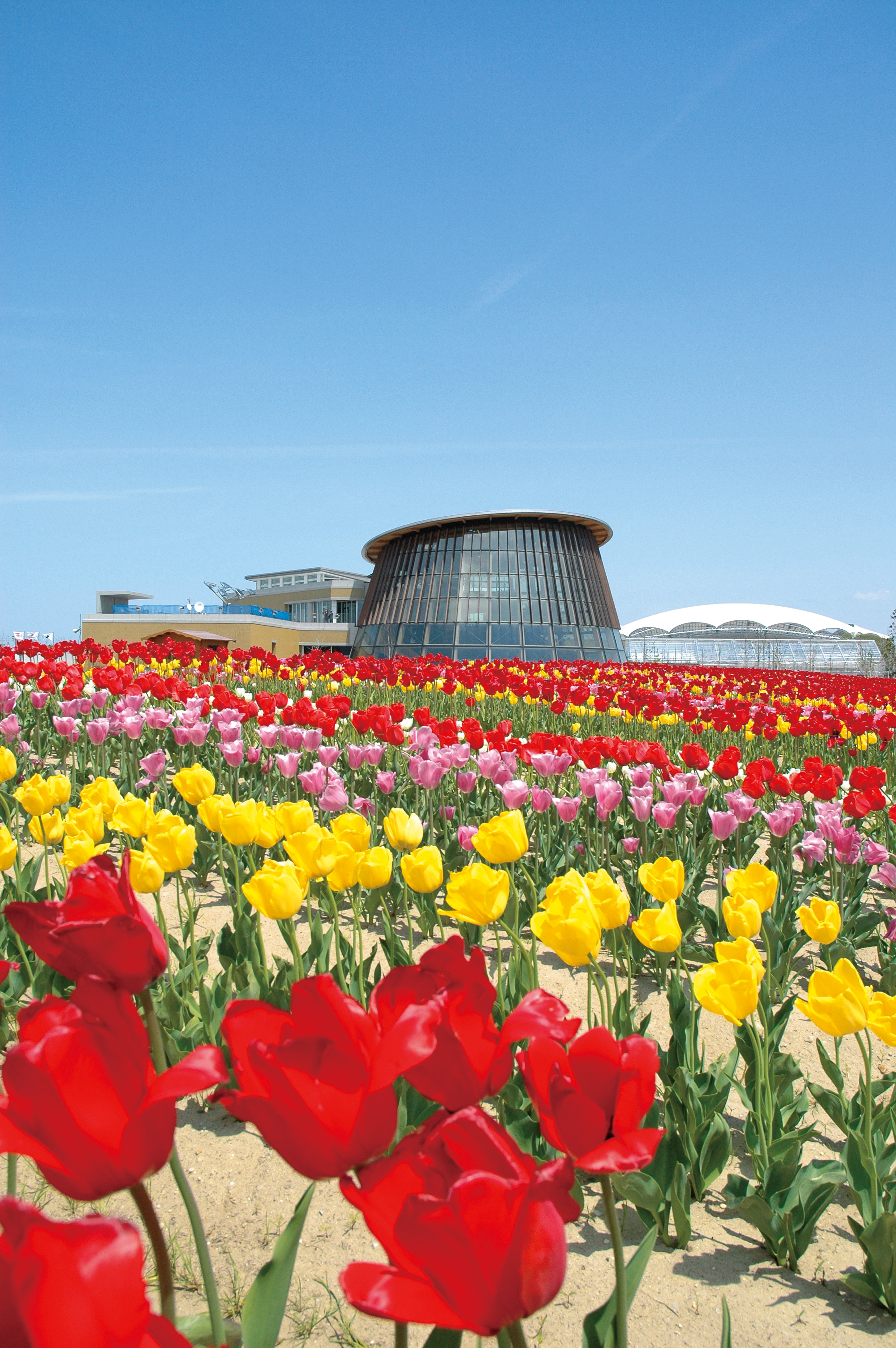
いくとぴあ食花
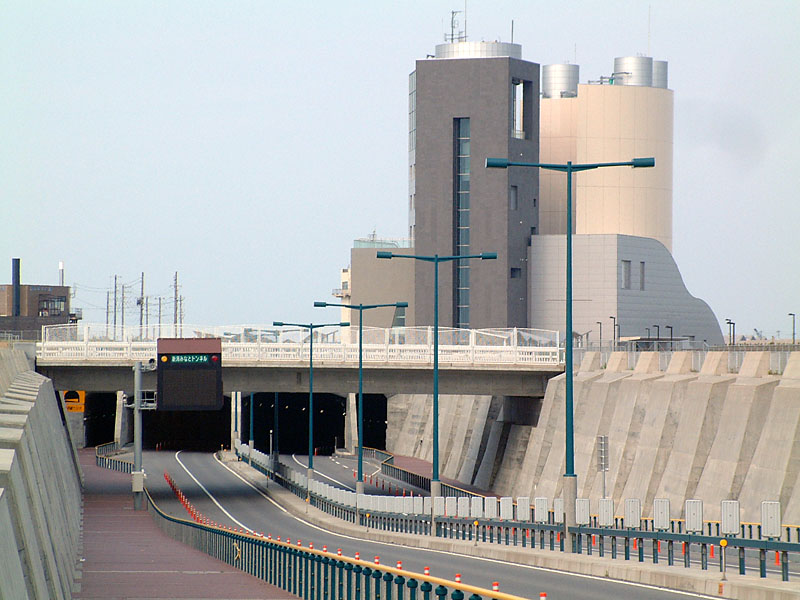
みなとタワー(右奥)

#### 歴史・文化

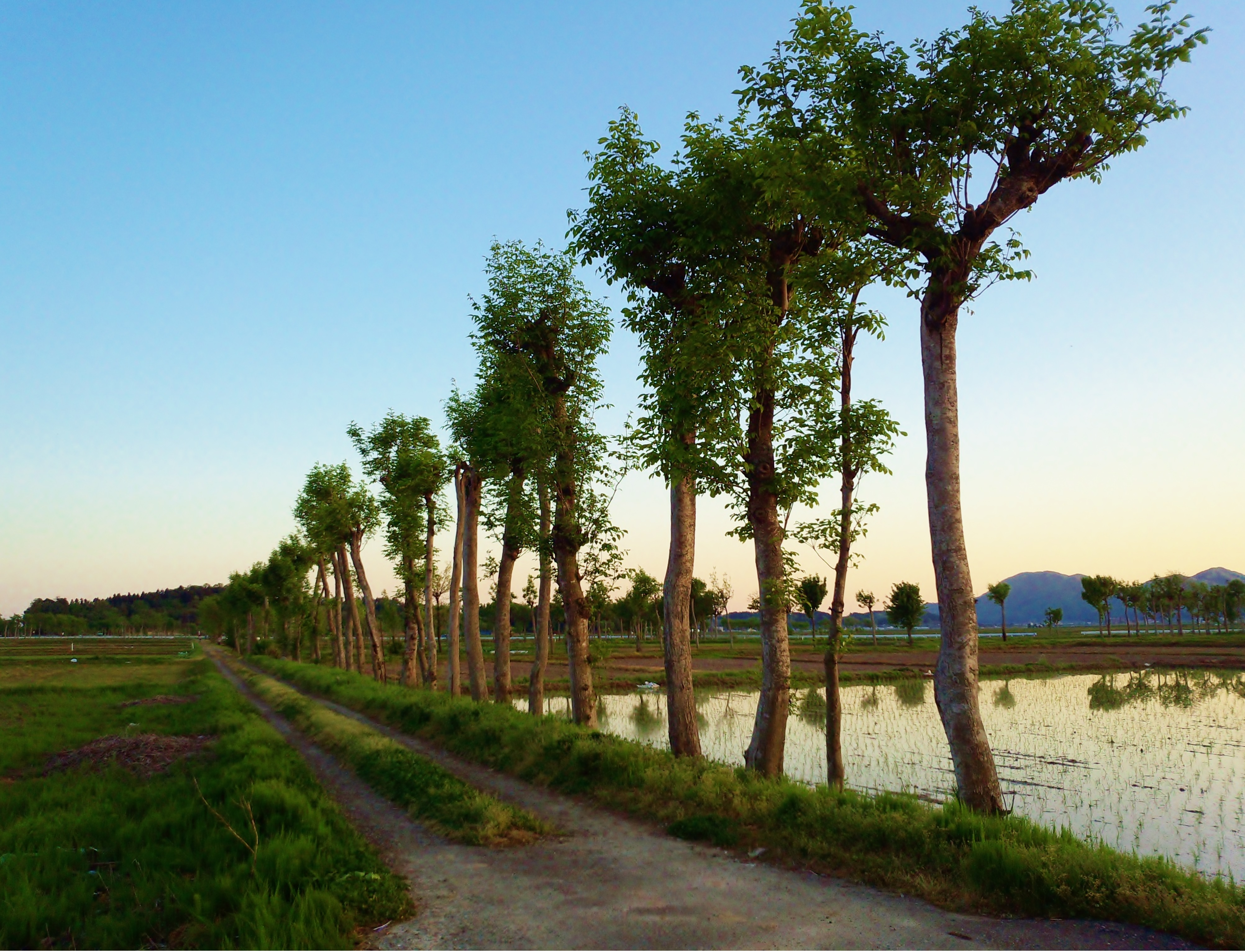
はざ木が残る農村風景（西蒲区）

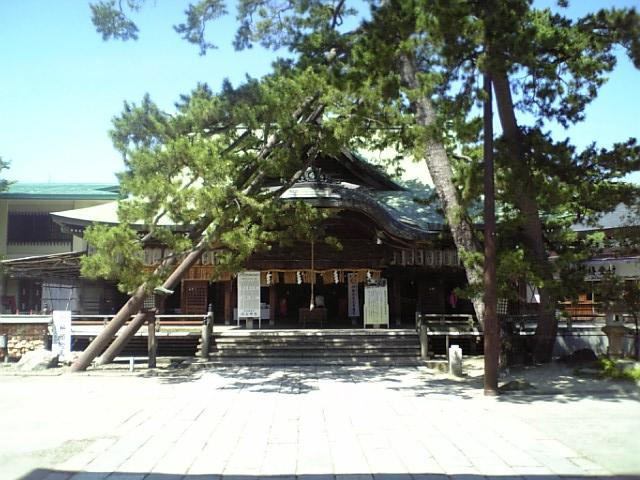
白山神社

| 史跡 - 菖蒲塚古墳 - 山谷古墳 - 観音山古墳 - 古津八幡山遺跡 - 旧新潟税関 | 神社・仏閣 - 白山神社 - 新潟縣護國神社 - 弘法清水 - 平沢清水 - 平成福寿大観音 - 妙蓮寺山門 |  |  |

#### 温泉・健康

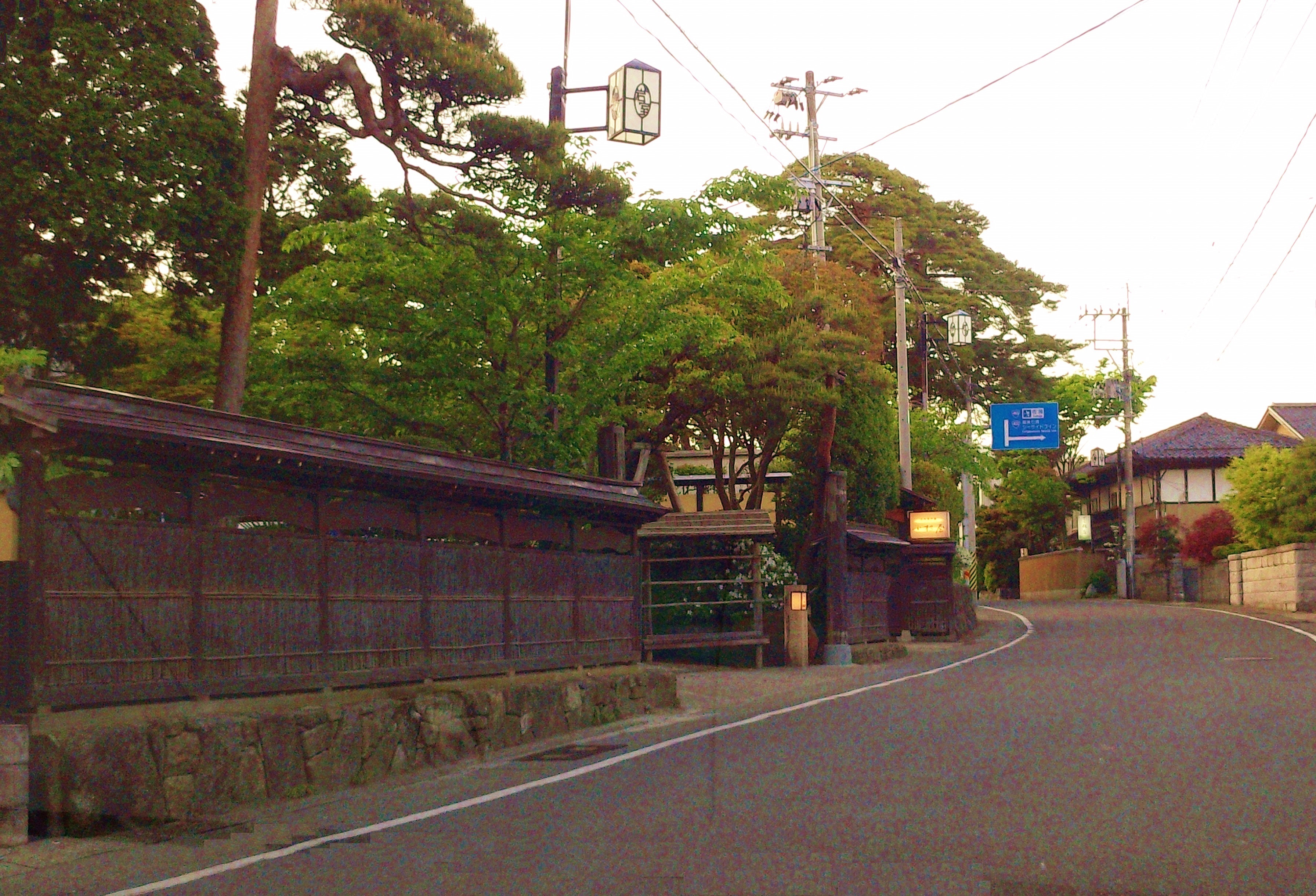
岩室温泉

温泉・保養施設
| - 岩室温泉 - 多宝温泉 - 秋葉温泉 花水 - 田ノ浦温泉 - 福寿温泉 じょんのび館 | - 小須戸温泉健康センター - 新津温泉 - 白根温泉 - 緒立温泉 - 角田山温泉 |  |

#### 自然
| 海水浴場 | 河川・湖 - 信濃川やすらぎ堤 - 鳥屋野潟 - 福島潟自然公園 - 佐潟 - 上堰潟公園 | 山 - 角田山 - 多宝山 - 秋葉山 - 菩提寺山 |

| 公園 - 白山公園 - 日本初の都市公園の一つであり、かつてここに新潟城があったと比定されている。 - 西海岸公園 - 天寿園 - 鷲ノ木桜遊園 - 旧月潟駅舎周辺公園（新潟交通電車線旧月潟駅と保存車両3両） - 石油の里公園（新津油田跡地） |

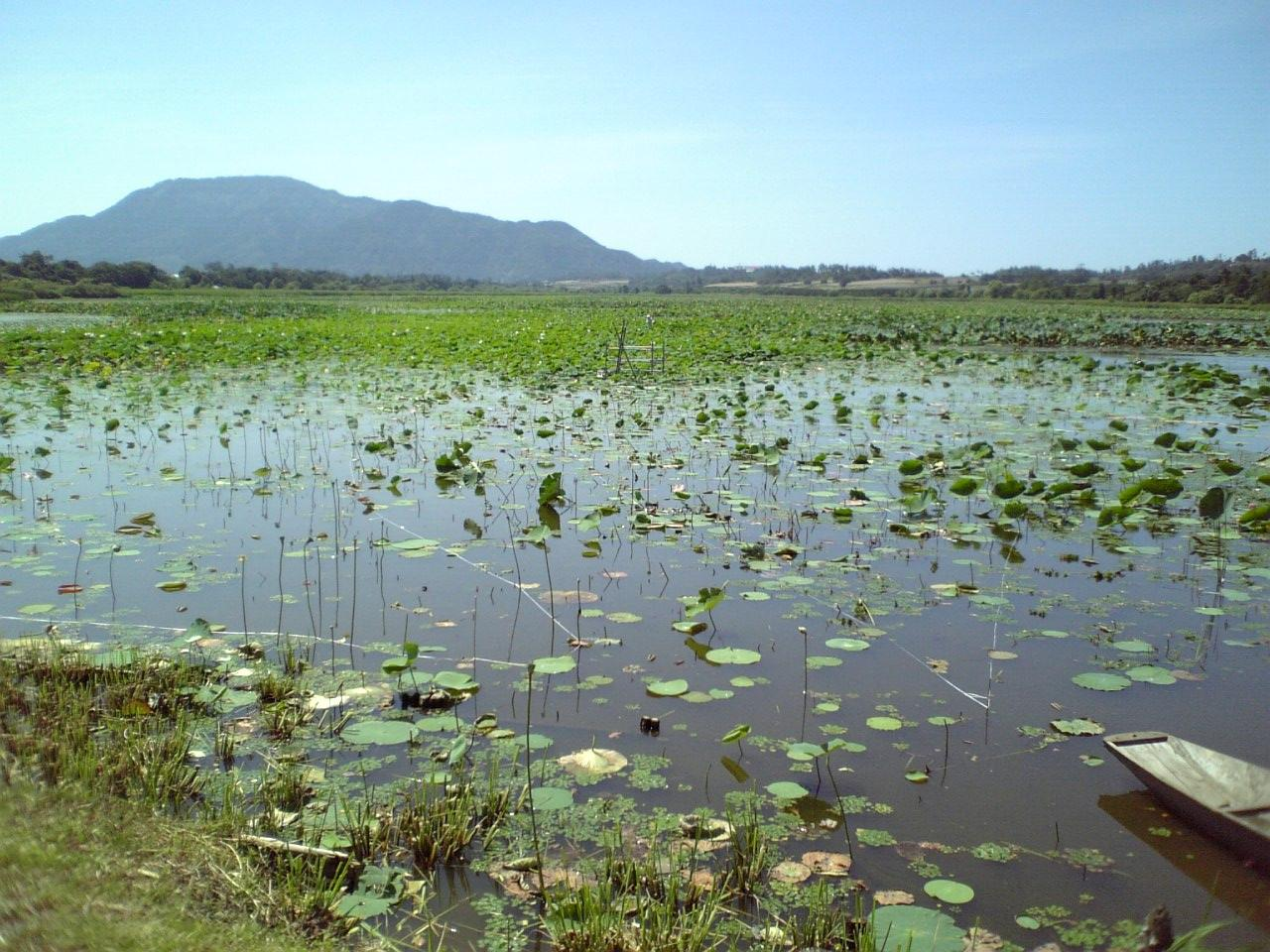
佐潟

#### スポーツ・レクリエーション
| キャンプ場 - 信濃バレー親水レクリエーション広場 - 水の公園福島潟キャンプ場 - 新潟市海辺の森キャンプ場 - 入徳館野外研修場 - 角田浜キャンプ場 | レジャー施設 - 日本中央競馬会新潟競馬場 |  |

遊園地

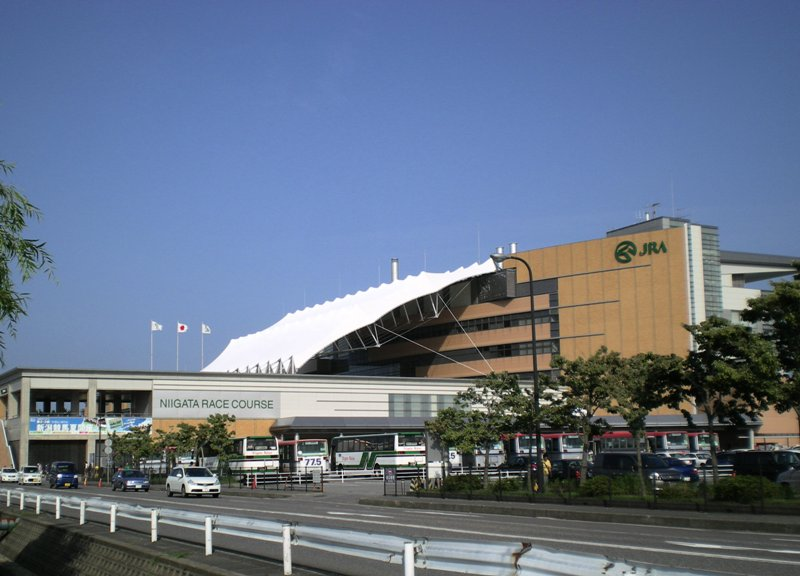
新潟競馬場

かつては市域内にも遊園地が複数存在したがいずれも現存せず、最寄りの遊園地は阿賀野市のサントピアワールドとなる。かつては西区寺尾（のちに西蒲区越前浜へ移転）の「新潟遊園」や中央区長潟の「鳥屋野苑ファミリーランド」、同区鐘木の「とやのレイクランド」、同区八千代・万代シテイの屋内型アミューズメントパーク「新潟ジョイポリス」などがあったものの、既にいずれも閉園されている。閉園後、新潟遊園のうち寺尾の旧園地の大部分は市が所得し、チューリップ園やバラ園など、かつての施設の一部をそのまま活用した「寺尾中央公園」となっている他、とやのレイクランドは新潟市産業振興センターの臨時駐車場となり、またジョイポリスは商業施設に転換され「ビルボードプレイス2」となっている。他方、オイルショックなどの影響を受けて廃業したファミリーランドの跡地は宅地化され、往時の痕跡はほとんど存在しない。

#### その他
- 信濃川ウォーターシャトル（水上バス）
- オギノ通り（オギノ式を開発した荻野久作医師に因む）
- 新潟市岩室観光施設いわむろや

## 文化
江戸期の新潟町は北前船などの往来によって文化が流入し、音楽芸能が栄えていた。中でも盆踊りは一週間近くも踊り続けたといわれ、1843年（天保14年）に初代新潟奉行に就任した川村修就は、「蜑（アマ）の手振り」絵巻物としてその様子を描かせた。明治に入りその祭りは祭禁止令により無くなったが、現在でも伝統芸能を含めた踊りを中心とした文化活動が盛んに行われている。また、新潟市では「新潟市文化創造交流都市ビジョン」を策定している。

### 祭事･催事
- 新潟まつり

8月の上旬に中央区の古町地区と万代地区で開かれる祭り。住吉祭、川開き、開港記念祭、商工祭を1955年（昭和30年）に統合したもの。
- 蒲原まつり

6月の下旬に中央区長嶺町で開かれる祭り。新潟三大高市（たかまち）の一つとされる。
- 葛塚まつり

9月の上旬に北区葛塚地区で開かれる祭り。
その他の主な祭事
- 沼垂まつり
- 松浜まつり
- 赤塚まつり
- 黒埼まつり

- 山の下神明宮秋まつり
- 新津まつり
- 小須戸まつり

- 西川まつり
- 月潟まつり

### 伝統工芸
- 新潟漆器
- 新潟仏壇・白根仏壇（経済産業大臣指定伝統的工芸品）
- 豊栄仏壇
- 鯛車
- 亀田縞
- 越後花ろうそく

### 伝統芸能

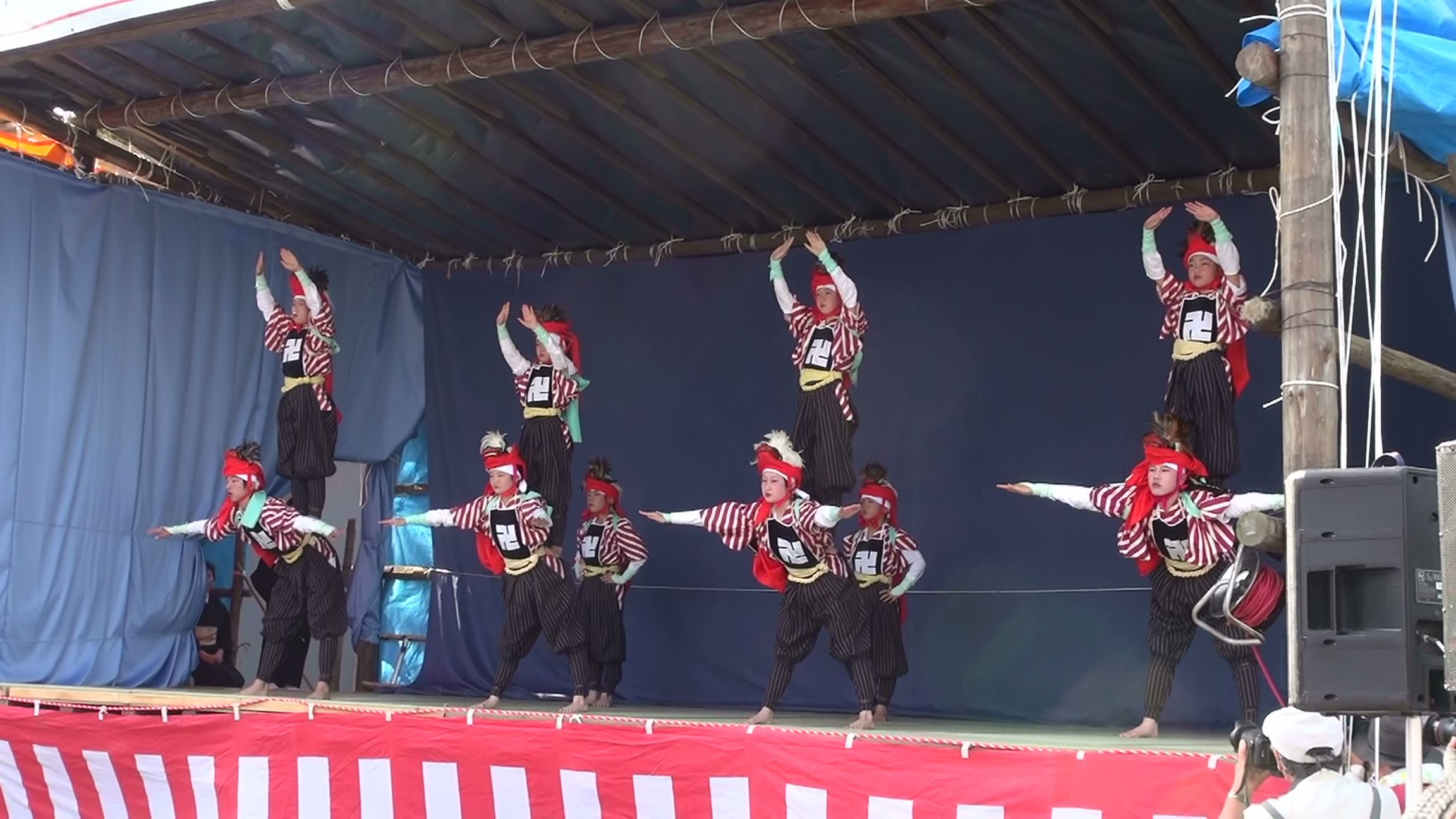
月潟まつりで上演される角兵衛獅子（2012年6月24日）

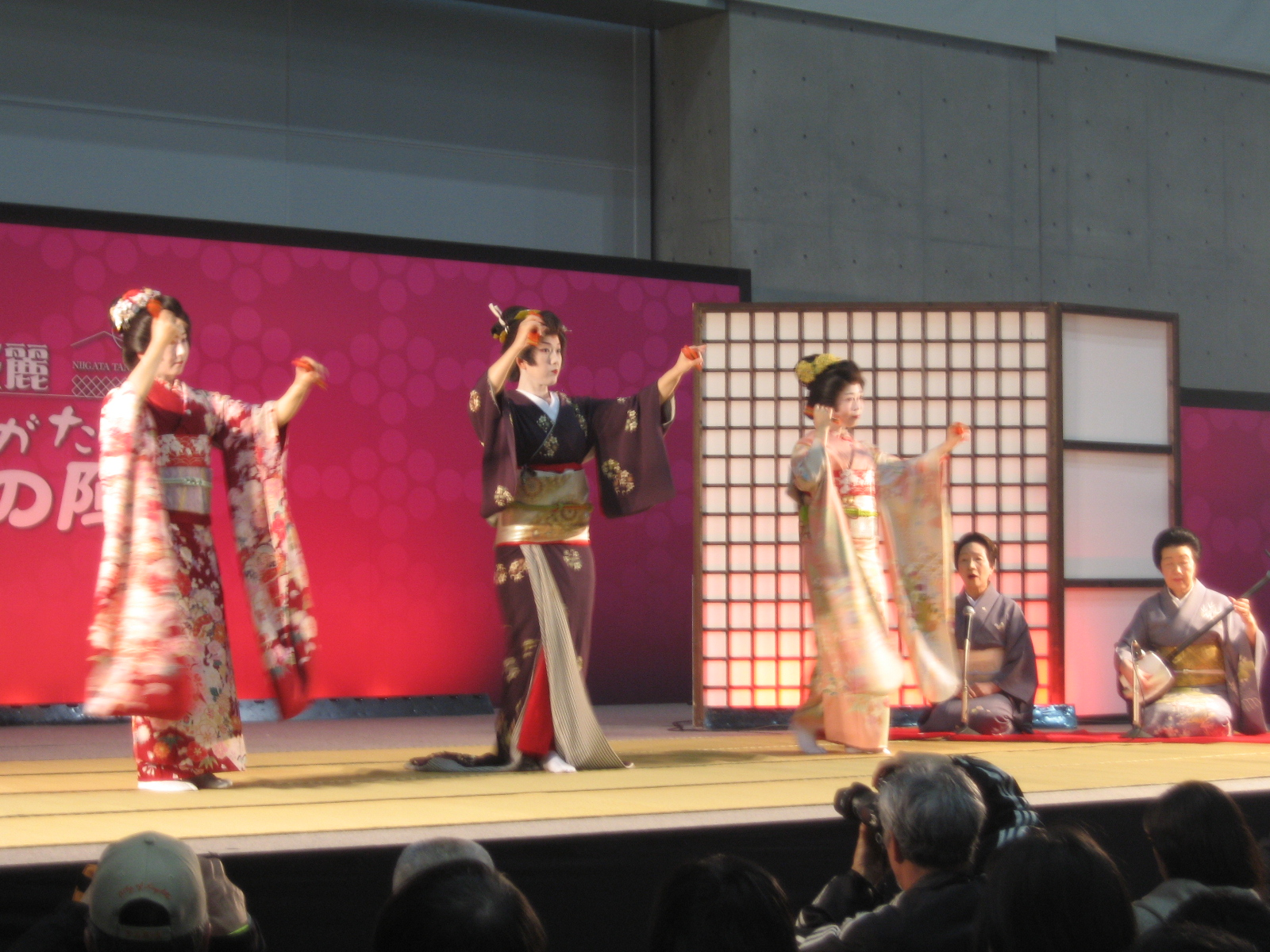
『新潟小唄』を踊る古町芸妓（2013年3月16日）

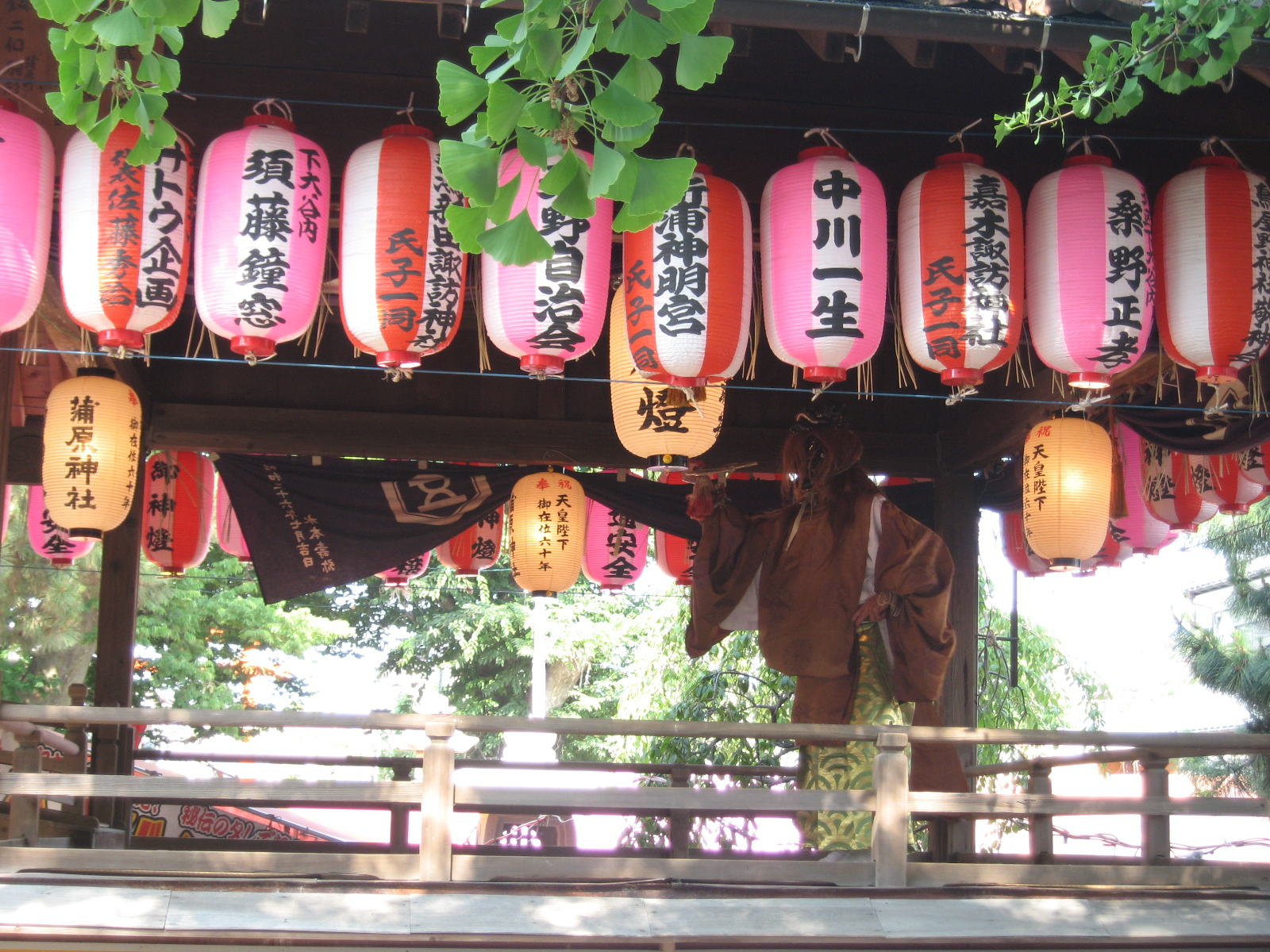
蒲原まつりで奉納される蒲原神社神楽（2013年7月2日）

郷土芸能
新潟市には様々な郷土芸能が存在し、その分野は太鼓、木遣、六階節などがある。
- 新潟樽砧

中央区古町地区に伝わる、木樽を用いた踊りなどの伴奏法。
- 万代太鼓

中央区に伝わる創作和太鼓の郷土芸能。新潟まつりなどで演奏される。
- 角兵衛獅子

南区月潟で江戸時代に発生したとされる大道芸が郷土芸能となったもの。毎年6月の月潟まつりで上演されている。
- 関屋六階節

関屋団九郎地区（旧字名程度の範囲。現在の中央区関屋大川前や関南町などの周辺）の住民に伝わる唄。約120年前に関屋の住民が鳥屋野の盆踊りに出かけ、そこで覚えた鳥屋野六階節を参考にして甚句調に仕上げたとされる。
- 沼垂木遣

沼垂白山神社の祭礼である沼垂まつりで唄われる。300年以上の歴史を持ち、沼垂まつりの他に大晦日にも披露される。
- 松浜太鼓

松浜地区で（昭和51年）に地域振興を目的として作られた創作太鼓。勇壮な太鼓のリズムで阿賀野川の四季などの豊かな自然の情景を表現し、松浜まつりなどで披露される。
- 山の下木遣

山の下神明宮の祭礼や、結婚式などの祝いの席で唄われる。加賀の落ち武者が越後に落ちのびて住み着いたことで伝えられたとされる。
- 大岩万燈押合
- 亀田木遣
- 亀田の甚句流し

- 木場の棒踊り
- 酒屋木遣
- 鳥屋野六階節

- 袋津燈籠押し
- のぞきからくり

民謡
新潟市内に伝わる民謡には甚句、追分、松坂などがある。
- 越後追分

信州から伝えられ、歌詞の内容には海のことを唄っているものもある。一説には、魚沼地方の船頭唄が原点であるとされる。
- 新潟小唄

1929年（昭和4年）に三代目萬代橋の開通を記念して、新潟新聞社の委託で北原白秋が作詞、町田嘉章が作曲。
- 新潟松坂

祝儀唄として祝いの席で唄われる。七七七五調で展開し、囃子言葉には「メデタイメデタイ」と入る。
- 天野甚句
- 亀田甚句
- 酒屋松坂
- 四季の新潟

- 長潟藻たぐり甚句
- 新潟おけさ
- 新潟音頭
- 新潟甚句

- 新潟舟方節
- 新潟港音頭
- 新潟港おどり

- 新潟夜曲
- 新崎甚句
- 新津松坂

神楽
新潟市内に伝わる神楽は、以下の13種がある。
※出典
- 赤塚太々神楽
- 大形神社神楽
- 開運稲荷神社神楽
- 嘉瀬神楽
- 蒲原神社神楽

- 金刀比羅神社神楽
- 酒屋太々神楽
- 三社神社神楽
- サンバイシ神楽

- 船戸山神楽
- 直り山伊弉夜神楽
- 新崎伊佐弥神楽
- 巻神楽舞

能楽
新潟市における能楽についての最も古い記録は、長岡藩三代目藩主牧野忠辰が1715年（正徳5年）の新潟巡見の際に、4月25日と29日の二回にわたって白山神社で催能したというものである。能楽は武家の武楽であるとされたため城下町ではない新潟には愛好者が少なかったが、宝生流が盛んな地である会津若松、金沢、佐渡が近いため、新潟も宝生流の影響を強く受けていたとされる。
- 宝生流

新潟における宝生流の歴史は、1857年（安政4年）に石附五作が組織した「新潟和楽会」に始まる。和楽会は1907年（明治40年）に「新潟能楽会」に改称したが、戦後の1966年（昭和41年）に「新潟宝生会」にその地位を譲った。
- 観世流

新潟における観世流は、1923年（大正12年）6月に新潟県知事である小原新三が能楽師である川本彦作を招いたことに始まる。その後の1924年（大正13年）に川本による出張稽古が始まると、新潟県庁職員や市内の会社員などが多数参加。次第に一つのグループを形成し、「新潟九皐会」へ発展した。
日本舞踊
新潟市における日本舞踊は、幕末に市山流三代目市山七十郎が新潟を訪れて流儀を広め、慶応2年（1866年）に新潟出身の門弟である市山七十世が三代目家元を継いだことから始まる。その後、大正元年（1912年）に藤間流の名取となった藤間小藤が大正3年（1914年）に帰郷してからは、市山流と藤間流が新潟の代表的な流派となった。
戦後になると坂東流や花柳流などの他流派が活動を開始し、1947年（昭和22年）に新潟市邦楽舞踊協会が発足。1951年（昭和26年）には新潟市芸能文化協会が発足し、一般大衆の中に溶け込んでいった。新潟市では、以下の流派が活動を行っている。
- 市山流

慶応2年（1866年）に新潟出身の門弟である市山七十世が三代目家元を継いだことから始まる。
- 藤間流

藤間小藤が大正3年（1914年）に帰郷したことから始まる。
- 坂東流

新潟市出身の坂東勝広が昭和19年（1944年）に空襲が激しくなった東京から新潟に疎開し、稽古場を開いたことに始まる。
- 花柳流

終戦後の昭和26年（1951年）に花柳寿乃衣が、その当時引揚寮であった山ノ下臨海荘で稽古場を開いたことに始まる。
- 正派若柳流

昭和26年（1951年）に東京で踊りを指導していた若柳喜寿喜が、結婚により新潟に転居。本町通七番町に稽古場を開いたことに始まる。
- 吾妻流

昭和28年（1953年）に吾妻春律が東堀通りで新潟春律会を開いたことに始まる。昭和39年（1964年）に有明大橋町に移転。
- 西崎流

昭和28年（1953年）に西崎美幸が越佐自治会館で美幸会を開いたことに始まる。

### 芸能
ダンス
Noismは、前掲の新潟市民芸術文化会館（りゅーとぴあ）の専属ダンスカンパニーとして2004年（平成16年）に発足したもので、舞台演出家・ダンサーの金森穣が総合プロデュースを手掛けている。同年発足したメインカンパニーのNoism1と、研修生カンパニーのNoism2から成る。
舞踊芸術作品の創作と、新潟のみならず国内はもとより世界各地における公演を通じて、新潟市の文化振興を図ることを目的としている。公共施設が専属の芸術団体を保有する例は、日本国内唯一。
篠田市政において文化に関しての公金支出が新潟市から多額の助成金があったことから合併後の旧自治体との建設計画などからも財政が酷く悪化し、新潟市の財政健全化の一貫において資金の完全撤退はしないまでも多くの市民から賛同がえられるように「公金を注いでいる価値」の結果を出すように意見が附された。そのことにより従来よりも市民向けにより開放したものが増えた。
Noismの運営資金は、市の外郭団体である公益財団法人新潟市芸術文化振興財団の運営予算と、法人・個人など民間からの協賛金が充当されている。
ローカルアイドル
ローカルアイドルの聡明期である2003年にNegiccoが結成。2011年以降にRYUTist、Angel Generation（活動終了）、SLC57（活動終了）が結成された後、2015年にAKB48の姉妹グループであるNGT48が結成された。この中で活動をいまだ継続している中で専用劇場があるのは2023年6月現在ではNGT48のみである。

### 花柳界

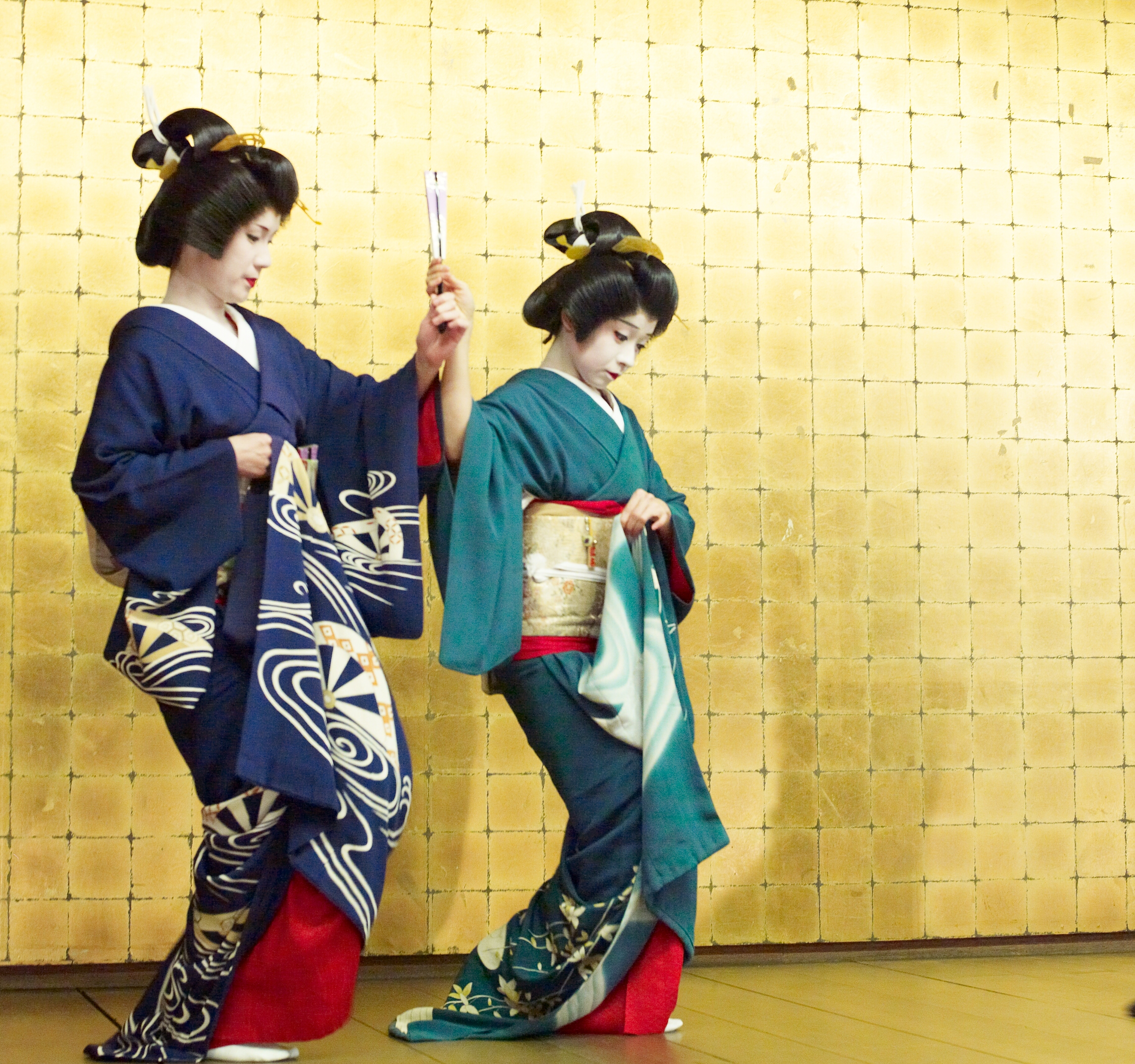
古町芸妓の踊り

中央区には、江戸時代中期に大阪で創流した市山流の舞踊を樽砧などの伴奏によって踊る古町芸妓が現在も残っている。
これは、明治以前の旧来の港町である新潟町（古町）が、港に集まる船乗りたちの相手をする遊廓で栄えていたことに始まる。明治以降に遊郭と花街が分割され、芸妓による芸事のみで客を接待する古町 (花街)が形成され現在に至る。

### 音楽
新潟市における西洋音楽は、1871年（明治4年）に群馬師範学校から新潟高等女学校に赴任した斎藤正直が、1919年（大正8年）に「如月会音楽研究所」を創設したことから始まる。その後の1924年（大正13年）に新潟県初の混声合唱団「如月合唱団」が創設され、1931年（昭和6年）に管弦楽団である「新潟交響楽団」が設立された。
管弦楽
- 新潟交響楽団

1931年（昭和6年）秋に、松木明、中村哲夫、桑原丙治等の3人がとなって設立。
- 新潟大学管弦楽団

前身である「新潟医科大学音楽部」が、1927年（昭和2年）に第1回演奏会ことから始まる。
吹奏楽
- 新潟ウインドオーケストラ
- 新潟市民吹奏楽団

合唱
新潟市における合唱は、1919年（大正8年）に設立された「如月会音楽研究所」で男声と女声の二つの合唱が結成されたことに始まる。その後に山際平時の希望により、1924年（大正13年）に新潟県初の混声合唱団「如月合唱団」が創設された。戦前、戦中の新潟市では、わずかに1〜2の職場で細々と歌われていた合唱だったが、戦後になって活動が広まり、1947年（昭和22年）から1948年（昭和23年）ごろには「職場合唱団」を主体として30を超える団体がつくられた。
軽音楽
新潟市内でのライブハウスではインディーズのライブが開催され、2009年にHilcrhymeを輩出している。

### ホール・ライブハウス
市域内には県や市及び外郭団体などが運営するホール施設があり、特に中央区の白山公園には公営のホールが3施設集中している。また1980年代以降、中央区などでライブハウスが相次いでオープンし、それぞれコンサートや各種イベントなどをはじめ幅広く利用されている。
| 主なホール施設 - 北区 - 新潟市北区文化会館 - 中央区 - 新潟市音楽文化会館 - 新潟市民芸術文化会館（りゅーとぴあ） - 新潟県民会館 - 新潟コンベンションセンター（朱鷺メッセ） - 新潟市産業振興センター - 新潟勤労者総合福祉センター（新潟テルサ） - 新潟市総合福祉会館 - だいしほくえつホール（第四北越銀行） - ヤマハホール新潟 主なライブハウス - 中央区 - NIIGATA LOTS - GOLDEN PIGS | ホールを内包する主な公民館・複合施設 ※＝地区公民館を併設している施設 - 中央区 - 新潟市万代市民会館 ※ - 新潟ユニゾンプラザ - 江南区 - 新潟市江南区文化会館（アスパーク亀田隣接）※ - 新潟市亀田市民会館 - 秋葉区 - 新潟市秋葉区文化会館 - 新潟市新津地区市民会館（2024年3月末で閉館） - 西区 - 新潟市西新潟市民会館 ※ - 新潟市黒埼市民会館 ※ - 西蒲区 - 新潟市巻文化会館 ※ - 新潟市西川多目的ホール（西川図書館内） |  |

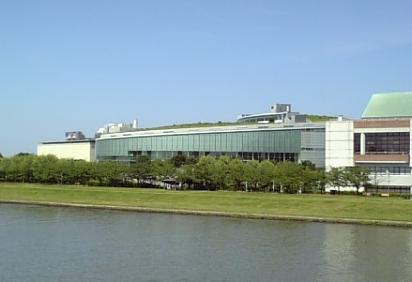
白山公園内に所在する3つのホール施設。左から新潟県民会館、新潟市民芸術文化会館（りゅーとぴあ）、新潟市音楽文化会館

### 映画館
かつて現市域内の映画館は、中心市街地の中央区古町周辺をはじめ江南区亀田地区、秋葉区新津地区、西区内野地区、西蒲区巻地区など郊外にも所在していた。だが、郊外の映画館は映画産業の斜陽化が顕著となった1960年代後半から次第に閉鎖が進み、さらに中心部の映画館も老朽化や集客力の低下などの問題から1980年代以降に相次いで閉鎖された。それに代わって1990年代中盤からはシネマコンプレックスが数多く進出。現在は大手によるシネコン4館と、単館系1館の計5館が営業を行っている。
- イオンシネマ新潟西 （西区小新南、イオン新潟西店）
- イオンシネマ新潟亀田インター （江南区下早通柳田、イオンモール新潟亀田インター）
- T-JOY新潟万代 （中央区八千代、万代シテイビルボードプレイス2）
- ユナイテッド・シネマ新潟 （中央区上近江、デッキィ401）
- 新潟・市民映画館シネ・ウインド（中央区八千代、万代シテイ第2駐車場ビル）

### 名物･特産品

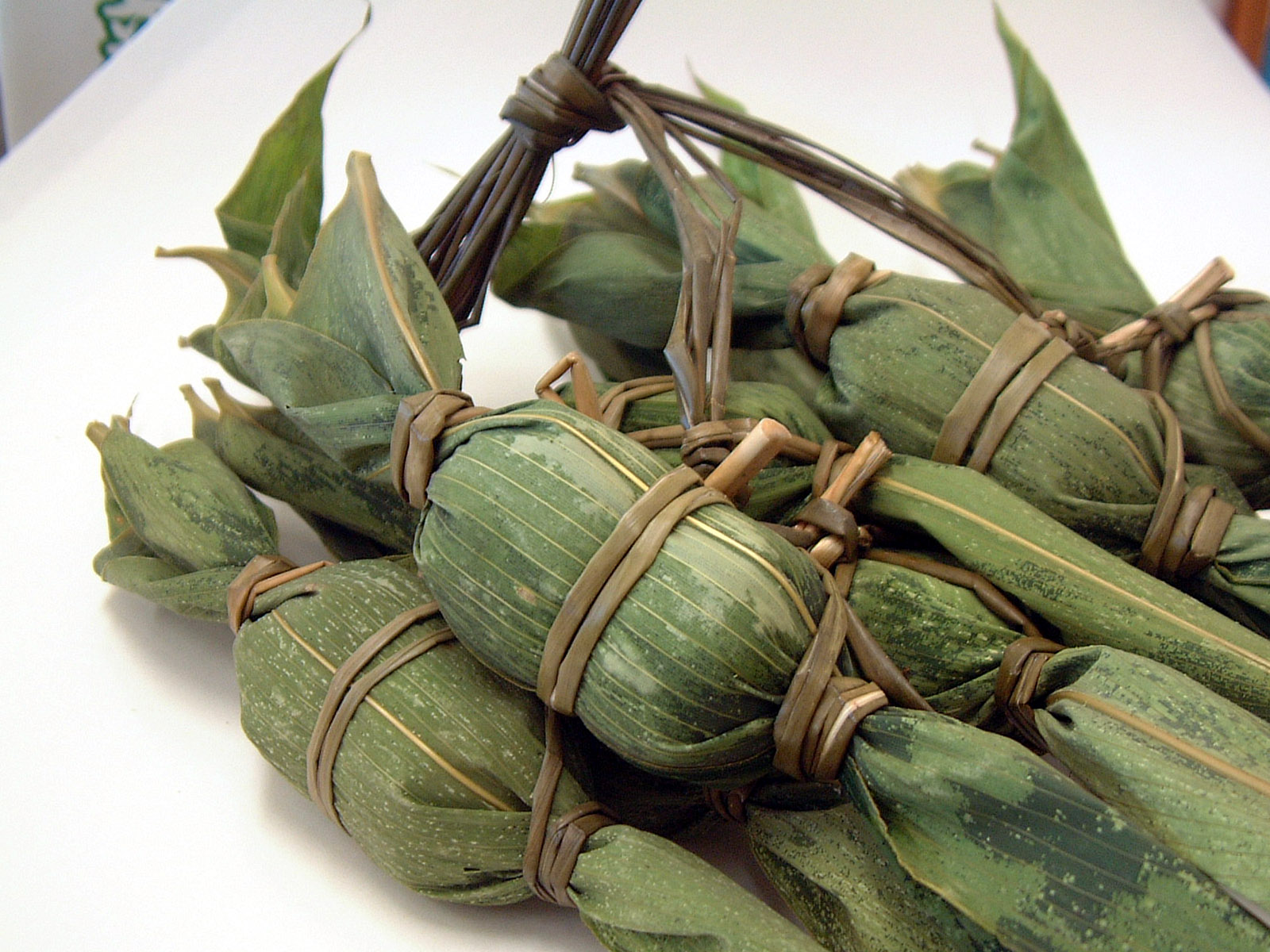
笹団子

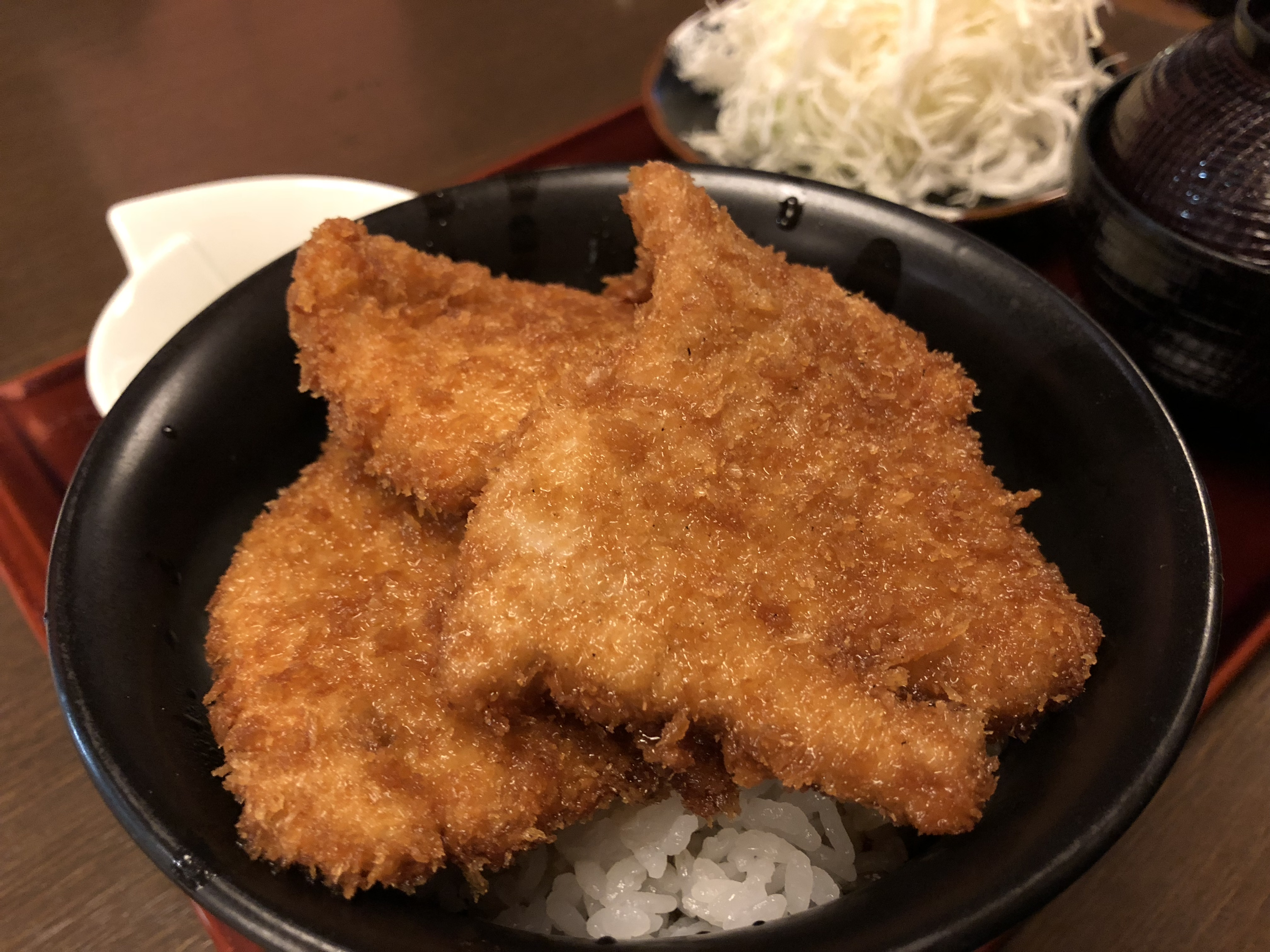
たれカツ丼

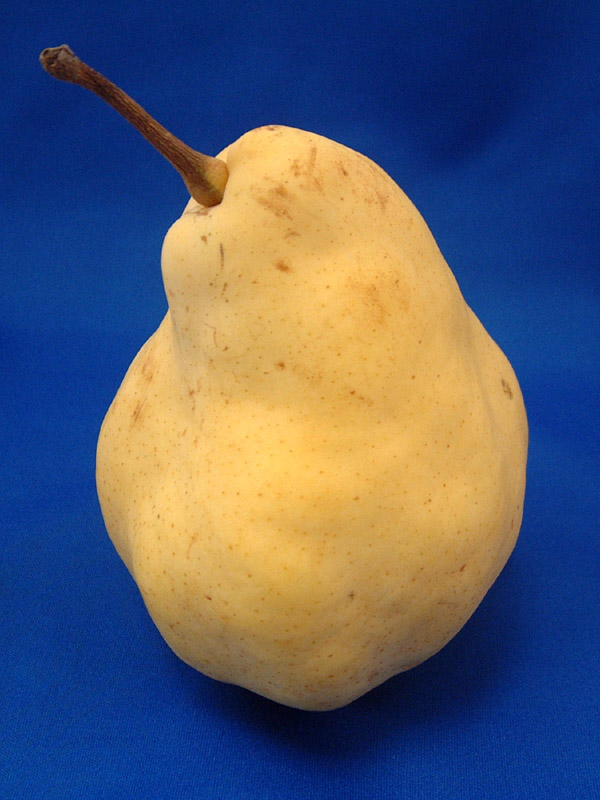
ル レクチエ（写真は追熟後）

名物料理
- 郷土料理
  - 笹だんご
  - のっぺ
  - わっぱ飯
  - 鯨汁
  - 番屋汁
  - たかぶ汁
  - 寿司

- 菓子
  - ティラミス大福
  - ぽっぽ焼き
  - 柿の種

- ご当地グルメ
  - イタリアン
  - タレかつ丼
  - 鶏の半身揚げ（カレー味）
  - 新潟あっさり醤油ラーメン
  - 新潟濃厚味噌ラーメン
  - バスセンターのカレー
  - 新潟バーガー

特産品
- 農作物
  - 枝豆（くろさき茶豆、新潟茶豆、弥彦娘）
  - 茄子（十全茄子、鉛筆茄子、etc）
  - 女池菜
  - かきのもと
  - ル レクチエ (セイヨウナシ)

- 海産物
  - 南蛮蝦（甘蝦）
  - ノドグロ

酒
日本酒
新潟市では以下の日本酒の銘柄15種が生産され、毎年3月には地酒の試飲イベントである新潟淡麗にいがた酒の陣が開催される。
- 花越路
- 今代司
- 越の華
- 越乃寒梅
- 越の関

- 鶴乃友
- 越路吹雪
- 伝衛門
- 越乃梅里
- 越乃八豊

- 宝山
- 峰乃白梅
- 越後鶴亀
- 笹祝
- 雪乃幻

ビール
新潟市西蒲区では90年代から地ビールの生産が開始され、地ビールの試飲イベントである「新潟クラフトビールの陣」が毎年開催される。新潟市内では以下の2種の銘柄が生産される。
- エチゴビール
- 新潟麦酒

ワイン
新潟市西蒲区では地ビールと同じく90年代からワインの生産が開始され、2010年代にワイナリーが増加した。新潟市内で生産されるワインの銘柄は、以下の4種がある。
- カーブドッチ
- ドメーヌ・ショオ
- フェルミエ
- カンティーナ・ジーオセット

### スポーツ

#### プロスポーツチーム
| チーム               | 種別             | リーグ                         | 競技場         | 設立   | 優勝回数                         |
| -------------------- | ---------------- | ------------------------------ | -------------- | ------ | -------------------------------- |
| アルビレックス新潟   | サッカー         | Jリーグ                        | 新潟スタジアム | 1955年 |                                  |
| 新潟アルビレックスBB | バスケットボール | Bリーグ                        | アオーレ長岡   | 2000年 |                                  |
| 新潟アルビレックスBC | 野球             | 独立リーグ/BCリーグ:上信越地区 | 新潟県立野球場 | 2006年 | 独立リーグGC1回、BCリーグ優勝1回 |

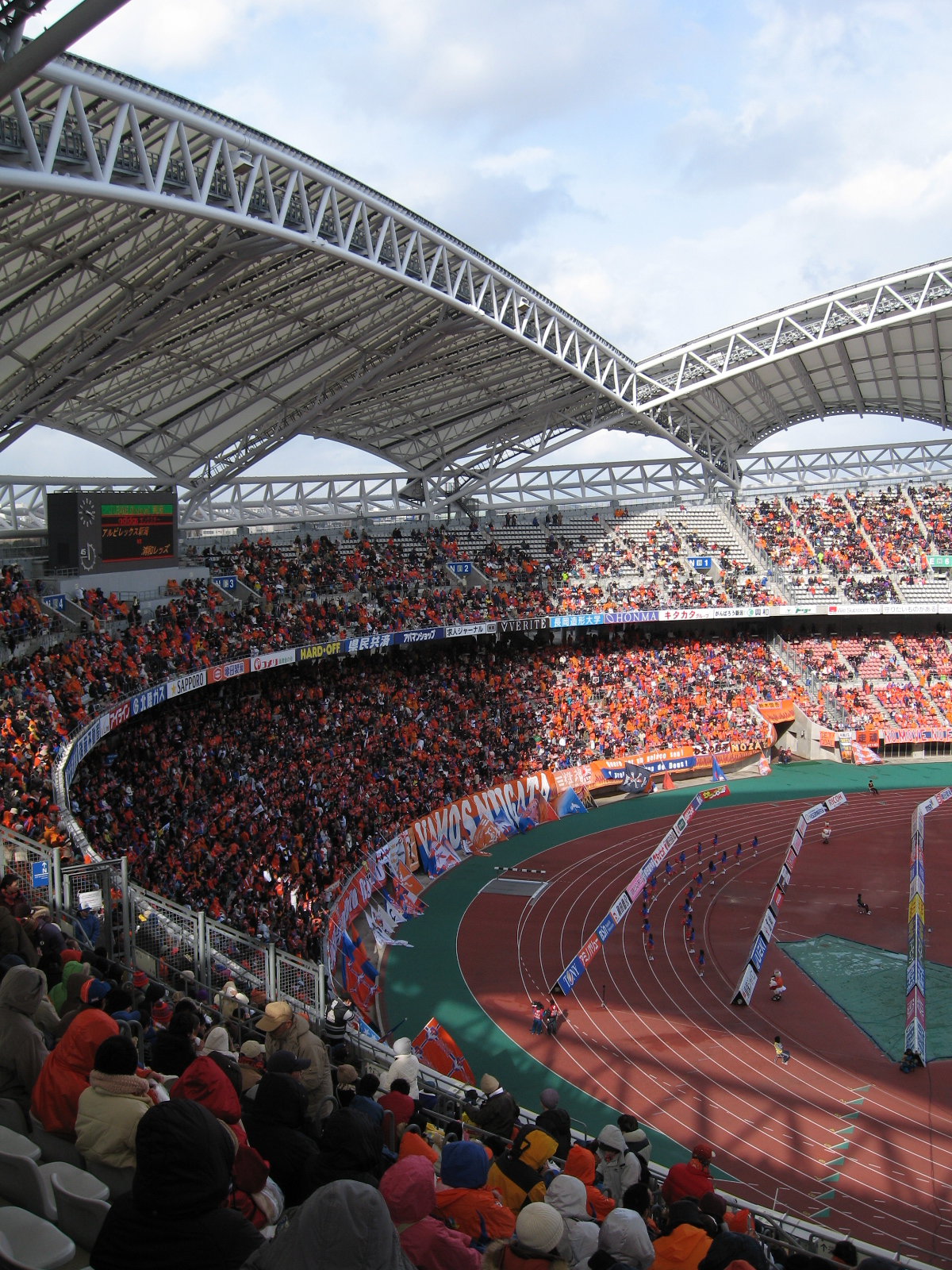
新潟スタジアムでアルビレックス新潟の試合を観戦するサポーター

- アルビレックス新潟の主な練習所などの拠点は聖籠町だが、公式戦はすべて市内中央区で開催される。
- 新潟アルビレックスBCの合宿所などの拠点は長岡市だが、本社登記は中央区。市内では月間2試合前後ホームゲームを開催している。

2001年（平成13年）に竣工した新潟スタジアム（デンカビッグスワンスタジアム）はJリーグ・アルビレックス新潟のホームスタジアム。2002年（平成14年）には2002 FIFAワールドカップの開催地となり、日本側の開幕戦が行われるなど3試合が開催された。その後もJリーグオールスターサッカーや日本代表戦などが開催されており、サッカー以外にも陸上競技やラグビーなどのスポーツをはじめ、各種イベントが行われている。
また2009年（平成21年）に竣工した新潟県立野球場（HARD OFF ECOスタジアム新潟）は、建設構想から約20年の紆余曲折を経て完成した野球場で、BCリーグ・新潟アルビレックスBCが月に1 - 2回ホームゲームを開催する。また同年以降、プロ野球公式戦が開催されているほか、2010年（平成22年）にはオールスターゲーム第2戦が開催された。本州日本海側の都市でオールスターゲームが開催されたのは1996年（平成8年）の富山市に次いで2箇所目。

#### アマチュアスポーツチーム
- グランセナ新潟FC （サッカー・北信越フットボールリーグ2部）
- ASジャミネイロ （サッカー・北信越フットボールリーグ2部）
- バイタルネット硬式野球部 （社会人野球・企業チーム）
- JR新潟硬式野球部（社会人野球・企業チーム）
- 新潟コンマーシャル倶楽部（社会人野球・クラブチーム）
- 新潟交通硬式野球部（社会人野球・企業チーム　※1963年に解散）
- 北陸ガス軟式野球部（社会人軟式野球） 他多数

#### 球技
野球
新潟市では戦前から草野球が盛んに行われており、特に市の主催により旧市域を中心に毎年開催されている「早起き野球大会」は全国屈指の規模を有する。この早起き野球は仕事や学業に支障をきたさないよう配慮するため、市内の草野球チームの間で早朝から練習を行う慣例が広がったのが元々の発祥である。1964年（昭和39年）の新潟地震を契機に行政ぐるみで運営に取り組み、1966年（昭和41年）に第1回大会を開催、59チームが参加し「復興のシンボル」とも謳われた。ピークの1981年（昭和56年）には944チーム、約19,000人が参加。これは当時の市の男子人口（約22万人）の1割近くにも及んだ。近年は200チーム前後まで減少しているが、それでも全日本早起き野球協会のデータによれば、参加チーム数は全国28の道府県庁所在地の中で最も多い（早起き野球が行われていない18市と、23区のデータが無い東京都を除く）。また北区や秋葉区、南区、西蒲区などには照明設備が整備されている野球場・グラウンドがあることから、これら行政区の草野球大会は早朝とナイターとを組み合わせた形式で開催されている。この他にも高校野球や社会人野球などのアマチュア野球が行われる。

#### アニマルスポーツ
フリスビードッグ
新潟市は日本におけるフリスビードッグの発祥地である。JFA 日本フリスビードッグ協会も市内に拠点を置いており、協会主催の大会も多数開催されている。

#### スポーツ大会
毎年開催されているスポーツ大会
- 新潟市早起き野球大会
- JABA新潟大会
- 新潟シティマラソン
- 新潟ロードレース大会
- 新潟ヒルクライム
- 新潟シティライド

過去に開催されていたスポーツ大会
- 環日本海新潟駅伝

#### スポーツ施設
新潟スタジアムと県立野球場は中央区清五郎・長潟にある新潟県スポーツ公園の園地内に所在する。同公園は2009年（平成21年）秋開催の国民体育大会「トキめき新潟国体」と全国障害者スポーツ大会「トキめき新潟大会」に合わせて整備されたもので、同国体・大会ではそれぞれ11競技が市内各地で実施された。
前述の県立野球場の他に、市域内には硬式野球で使用できる市有の野球場が6球場ある。このうち旧市域には中央区女池南の鳥屋野運動公園野球場あるが、築40年以上を経て老朽化が進んでいる。市では編入市域の合併建設計画の一環として2箇所で新たな野球場の整備事業を進め、西区板井（黒埼地区）のみどりと森の運動公園野球場は2011年夏から、南区真木（白根地区）の新潟市白根野球場は2013年4月から供用を開始している。
| 陸上競技場・サッカー場 - 北区 - 新潟市太夫浜球技場 - 中央区 - 新潟県立鳥屋野潟公園新潟スタジアム（デンカビッグスワンスタジアム） - 新潟市陸上競技場 - 鳥屋野運動公園球技場 - 秋葉区 - 新潟市新津金屋運動広場多目的グラウンド - 南区 - 白根総合公園多目的広場 - 西蒲区 - 新潟市潟東サルビアサッカー場 野球場 ★＝硬式野球で使用可能な施設 - 北区 - 新潟市豊栄木崎野球場 - 東区 - 新潟市中地区運動広場野球場 - 中央区 - 新潟県立鳥屋野潟公園野球場（HARD OFF ECOスタジアム新潟）★ - 鳥屋野運動公園野球場★ - 秋葉区 - 新潟市新津金屋運動広場野球場★ - 新潟市小須戸運動広場野球場 - 南区 - 新潟市味方野球場 - 新潟市月潟野球場 - 新潟市白根野球場★ - 西区 - みどりと森の運動公園野球場★ - 西蒲区 - 新潟市西川野球場 - 城山運動公園野球場★ - 新潟市中之口野球場 | 体育館 ☆＝プール併設 - 北区 - 新潟市北地区スポーツセンター - 新潟市豊栄総合体育館 - 東区 - 新潟市東総合スポーツセンター - 中央区 - 新潟市体育館 - 新潟市鳥屋野総合体育館☆ - 江南区 - 新潟市亀田総合体育館（アスパーク亀田）☆ - 新潟市横越総合体育館 - 新潟市横越体育センター - 秋葉区 - 新潟市秋葉区総合体育館 - 新潟市新津B&G海洋センター☆ - 新潟市小須戸体育館 - 南区 - 新潟市味方体育館 - 新潟市白根カルチャーセンター - 西区 - 新潟市西総合スポーツセンター（コスポ）☆ - 新潟市黒埼地区総合体育館 - 西蒲区 - 新潟市巻体育館 - 新潟市漆山体育館 - 新潟市西川総合体育館 - 新潟市西川体育センター - 新潟市岩室体育館 - 新潟市潟東体育館 - 新潟市中之口体育館 プール - 北区 - 新潟市水の公園福島潟遊水館 - 東区 - 新潟市下山スポーツセンター - 中央区 - 西海岸公園市営プール - 秋葉区 - 新潟市新津プール - 南区 - 新潟市白根総合公園屋内プール - 新潟市味方B&G海洋センター - 西蒲区 - 新潟市中之口B&G海洋センター | デンカビッグスワンスタジアムHARD OFF ECOスタジアム新潟 |

その他
- 北区
  - 新潟市豊栄南運動公園（野球場・屋内ゲートボール場・多目的グラウンド）
  - 新潟市豊栄武道館
- 東区
  - 新潟市中地区運動広場（庭球場・ゲートボール場）
  - 新潟市庭球場（テニスガーデンにいがた）
- 中央区
  - 新潟市西海岸公園（少年野球広場）
  - 新潟市アイスアリーナ（新潟アサヒアレックスアイスアリーナ）
- 江南区
  - 新潟市亀田ふれあいドーム
  - 新潟市かわね公園グラウンド
- 秋葉区
  - 新潟市新津武道館
  - 新潟市小須戸柔剣道場
  - 新津クレー射撃場
  - 新津カントリークラブ
- 西蒲区
  - 新潟ゴルフ倶楽部
  - 巻射撃場

## 出身･関連著名人

### 名誉市民
1950年11月30日、定例市議会で名誉市民条例が可決。翌年から制度が発足した。
- 會津八一（歌人） - 第一号の一人
- 荻野久作（医師、出生地は愛知県豊橋市）
- 澤田敬義（医師）
- デューク・エリントン、国際親善名誉市民

## 新潟市を舞台にした作品
唱歌
大和田建樹作詞の「鉄道唱歌」では、第4集北陸篇において新潟は5番を割かれて歌われている。日本海側の都市で、日米修好通商条約における開港指定五港に認定され、大きく栄えていたことなどが関係していると見られる。なお、歌が作詞された当時は新潟駅は存在せず、沼垂駅がこの地のターミナルになっていた。
- 42.もみじは新津秋葉山 桜は亀田通心寺 わするな手荷物傘鞄 はやここなるぞ沼垂は
- 43.おるればわたる信濃川 かかれる橋は万代の 名も君が代とときわにて 長さは四百数十間
- 44.川のかなたは新潟市 舟ゆく水の便（たより）よく わたせる橋をかぞうれば およそ二百もありとかや
- 45.春は白山公園地 一つににおう梅桜 夏は涼しき日和山（ひよりやま） 鯛つる舟も目の前に
- 46.汽船の煙海を染め 商家の軒は日をおおうげにも五港の一つとて 戸数万余の大都会

映画
- 喜劇初詣列車（1968年）（一部新潟市ロケ。監督：瀬川昌治。主演：渥美清）
- トラック野郎 度胸一番星（1977年）（監督：鈴木則文。出演：菅原文太、愛川欽也、片平なぎさ、千葉真一）
- 新宿純愛物語（1987年）（一部新潟市ロケ。主演：仲村トオル）
- 藏（1995年）（石本酒造〈越乃寒梅醸造元〉でロケ。原作：宮尾登美子、主演：一色紗英・松方弘樹・目黒正樹（仁科克基））
- blue（2003年）（大部分を新潟市内でロケ。原作：魚喃キリコ、映画版監督：安藤尋、主演：市川実日子・小西真奈美）
- ヴァイブレータ（2003年）（一部新潟市ロケ。主演：寺島しのぶ・大森南朋）
- 愛してよ（2005年）（全編新潟市ロケ。主演：西田尚美）
- 初恋（2006年）（新潟市内でロケ。設定は新潟ではない。主演：宮崎あおい）
- ラフ ROUGH（2006年）（新潟市内でロケ。設定は新潟ではない。主演：速水もこみち・長澤まさみ）
- 椿三十郎（2007年）（北方文化博物館でロケ。設定は不明。主演：織田裕二）
- 感染列島（2009年）（新潟市民病院の旧病院建物でロケ。設定は新潟ではない。主演：妻夫木聡・檀れい）

小説
- Deep Love 第二部〜ホスト〜（著：Yoshi）

絵本
- ある池のものがたり（1986年）（作者：三芳悌吉。出版社：福音館書店）

漫画
- あぶさん（1973年）（作者：水島新司。出版社：小学館）
- めぞん一刻 (1980年)（作者：高橋留美子。出版社：小学館）　(登場人物である五代裕作の故郷で響子を連れての帰郷するエピソードにて新潟駅万代口の光景などが確認されている。)
- 柳都物語（2007年）（原作：倉科遼　作画：和気一作。出版社：日本文芸社）

アニメーション
- ガッチャマン クラウズ インサイト（2015年）（一部エピソードが新潟市が舞台。)
- アイドル事変（2017年）（第1話エピソード後半の舞台が新潟市が舞台で、また登場人物の一人、星菜 夏月のコンサートを新潟駅万代口の特設ステージで行われた。)

歌謡
- 新潟ブルース（美川憲一）
- 砂山（作詞：北原白秋）